# Kessler Hubert
Kessler Hubert (Nagyszeben, 1907. november 3. – Budapest, 1994. február 1.) magyar mérnök, barlangkutató, karszthidrológus, az országos forráskataszter elkészítője, a budapesti Szemlő-hegyi-barlang felfedezője, az Aggteleki-barlang igazgatója, számos barlangi útvonal első bejárója, a Magyar Karszt- és Barlangkutató Társulat tiszteletbeli elnöke.
A Budapesti Műszaki Egyetemen mint általános mérnök 1932-ben végzett, majd a Tudományegyetemen földrajz, földtan, őslénytan tárgyakból 1936-ban szerzett oklevelet. Doktori disszertációját „Az Aggteleki barlangrendszer hidrográfiája” címmel 1938-ban védte meg, melynek alapján az Eötvös Loránd Tudományegyetem 1988-ban aranyokleveles doktori címmel tüntette ki.
1935-től 1945-ig a Baradla-barlang igazgatója. A második világháború után néhány éven át segédmunkásként, villanyszerelőként dolgozott. 1949-től 1965-ig a VITUKI Karszt- és Forráskutató Osztályának vezetője, 1966-tól 1972-ig az ALUTRÖSZT főhidrológusa. A Természetvédelmi Hivatal keretén belül 1975-ben létrehozott Barlangtani Intézet első megbízott igazgatója, majd 1989-ig szaktanácsadóként segítette a barlangvédelem munkáját.
A barlangok iránti érdeklődését a kalandvágy keltette fel, de a barlangjárási és feltárási sikerei eredményeként figyelme mindinkább a barlangok hasznosítása és a tudományos kutatás felé fordult. Nevéhez fűződik – többek között – a Vecsembükki-zsomboly és az Almási-zsomboly első bejárása (1927), a Szemlő-hegyi-barlang (1930) és a Ferenc-hegyi-barlang (1933) felfedezése, a Baradla–Domica-barlangrendszer összefüggésének bizonyítása (1932), a révi Zichy-barlang valamint a Csarnóházi-barlang jelentős szakaszainak felderítése (1942) és a Kossuth-barlang feltárása (1956).
Mint a Baradla igazgatója sokat tett a terület idegenforgalmának fejlesztéséért. Igazgatósága alatt bevezették a villanyvilágítást a Baradlába; tervei alapján épült fel az aggteleki Barlangszálló és a jósvafői Tengerszem Szálló valamint az az épület, ahol ma a nemzeti park igazgatóság székhelye található. Barlanghasznosítási törekvésének eredményeként 1959-ben a nagyközönség számára megnyílt a miskolctapolcai Barlangfürdő, karsztvízmegfigyelő állomás alakult 1962-ben a Gellért-hegyi-barlangban, s szorgalmazója volt a Szemlő-hegyi-barlang kiépítésének is.
Napilapokban, szakfolyóiratokban, kiadványokban megjelent írásainak, tanulmányainak, közleményeinek, könyveinek száma meghaladja a 400-at. Gyakorlati tevékenysége közül kiemelkedik az országos forrásvizsgáló szolgálat és a forrásnyilvántartás megszervezése, városok (Hévíz, Tatabánya, Miskolc, valamint Tirana) vízellátásának megoldása. Egyenletet állított fel a karsztvízbeszivárgás számítására és meghatározta a mértékadó csapadékszázalék-számításon alapuló dinamikus karsztvízkészlet meghatározásának ellenőrzési módját is.
Kezdeményezője volt hazánkban a barlangterápia alkalmazásának. A Nemzetközi Barlangtani Unió az ő javaslatára hozta létre 1969-ben Barlangterápiai Szakbizottságát. Alapító tagja volt az 1926-ban megalakult Magyar Barlangkutató Társulatnak, s részt vett a Magyar Karszt- és Barlangkutató Társulat 1958. évi újjáalakulásában is, ahol mindvégig vezető szerepet vállalt, annak tiszteletbeli tagja, majd tiszteletbeli elnöke volt. Jósvafő település 1999-ben díszpolgárrá választotta.

## Élete

### Felmenői, fiatalsága

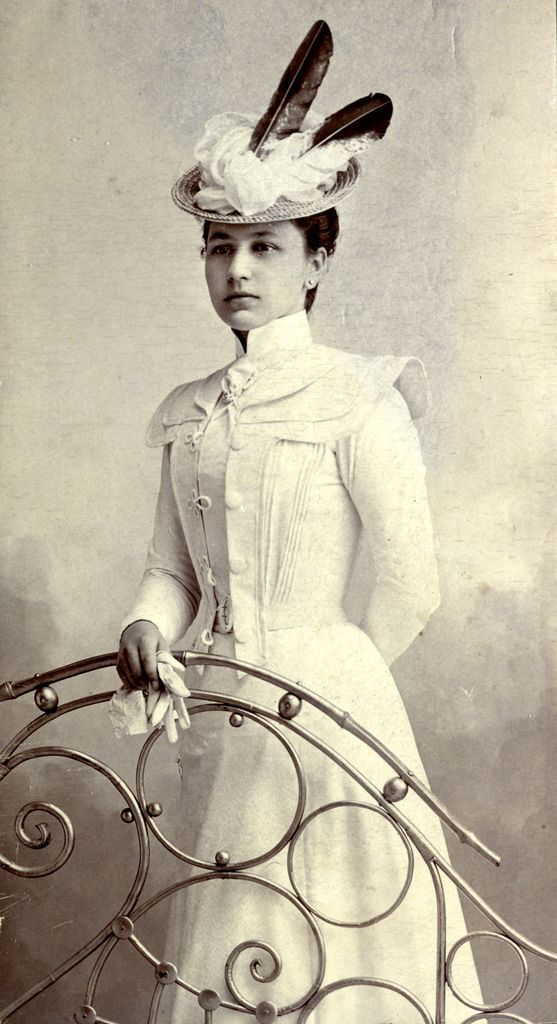
Kessler Hubert édesanyja 1899-ben

Erdélyi szász családban született. Édesapja, Kessler Károly az Osztrák–Magyar Monarchia hadseregének Signum Laudis érdeméremmel kitüntetett ezredese volt. Apai nagyapja valószínűleg az a Kessler Károly (Medgyes 1851. július 21.) evangélikus lelkész, aki a szülőhelyén elvégzett (1871. július 14.) gimnázium után Bécsben hallgatott 1878-ig teológiát és klasszika-filológiát. Ugyanazon év októberétől a segesvári gimnáziumban lett segéd-, majd rendes tanár egészen 1887. augusztus 7-ig, amikor is miklóstelki lelkésznek nevezték ki.
Kessler Hubert édesanyja, az erdélyi nemes Guggenberger Lipót (1839–1904) és Ipsen Josefin (1844–1901) leánya feltehetően Medgyesen született és Budapesten hunyt el 1960. augusztus 14-én. Az „Ipsen” igen jellegzetes, gyakori név volt az erdélyi szászok között. Kesslernek talán nagybátyja lehetett az a Guggenberger Hans, aki a 19. század fordulóján fotóműtermet működtetett Medgyesen.

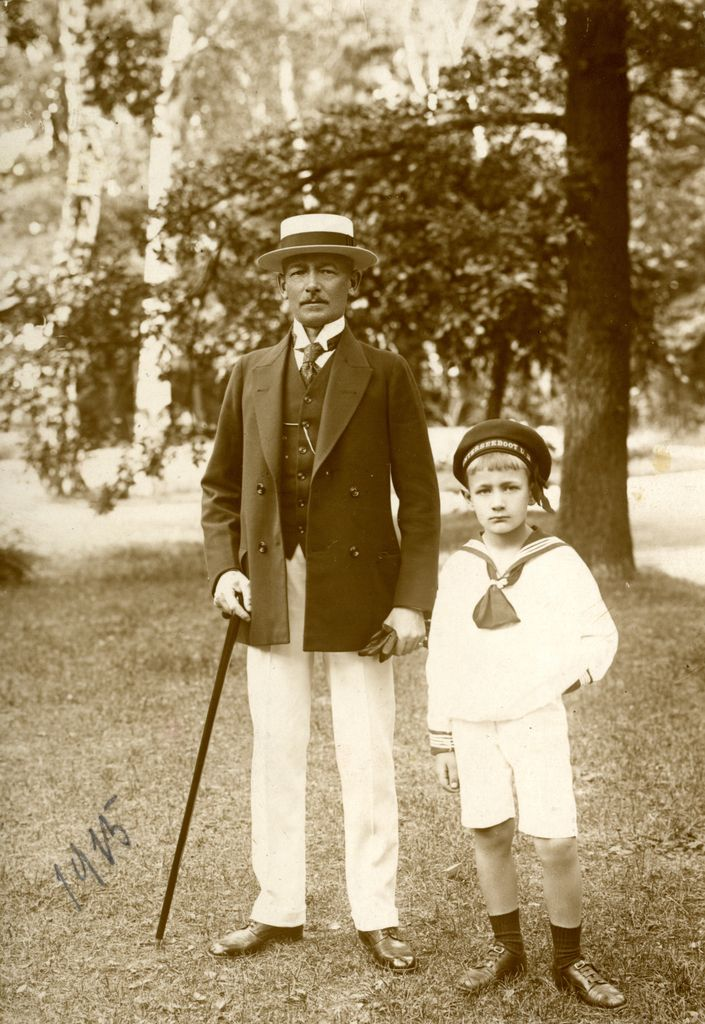
Kessler Hubert édesapjával Franzensbadban 1915-ben

A Hubert nevet édesapja vadászszenvedélyének köszönhette, mivel születésének napja, november 3-a a vadászok védőszentjének ünnepe. Apja foglalkozásából adódóan természetes, hogy szigorú neveltetést kapott, ennek eredménye lehet felnőttkori pontos munkavégzése. A családban elsajátított elegancia, kulturált viselkedés, higgadt tárgyalóképesség és a kedvesen merev távolságtartás haláláig jellemző volt rá.
Anyanyelvi szintű német nyelvtudását annak köszönhette, hogy otthon – mint az erdélyi szász családok többségében – németül beszéltek, de természetesen hamar elsajátította a magyar nyelvet is. Tökéletes magyar nyelvismerete ellenére kiejtésében, hanglejtésében még felnőtt korában is érezni lehetett az anyanyelv hatását. Gyermekkorát a történelmi Magyarország különböző területein töltötte – mindig ott, ahová édesapját vezényelték. Így négyévesen Boszniába került, és az első világháború kitöréséig Szarajevóban élt, ahol elég jól megtanult horvátul is. Miután a családot kimenekítették Szarajevóból, rövid időre még visszatértek Erdélybe, majd Budapesten telepedtek le.

### Szekula Mária

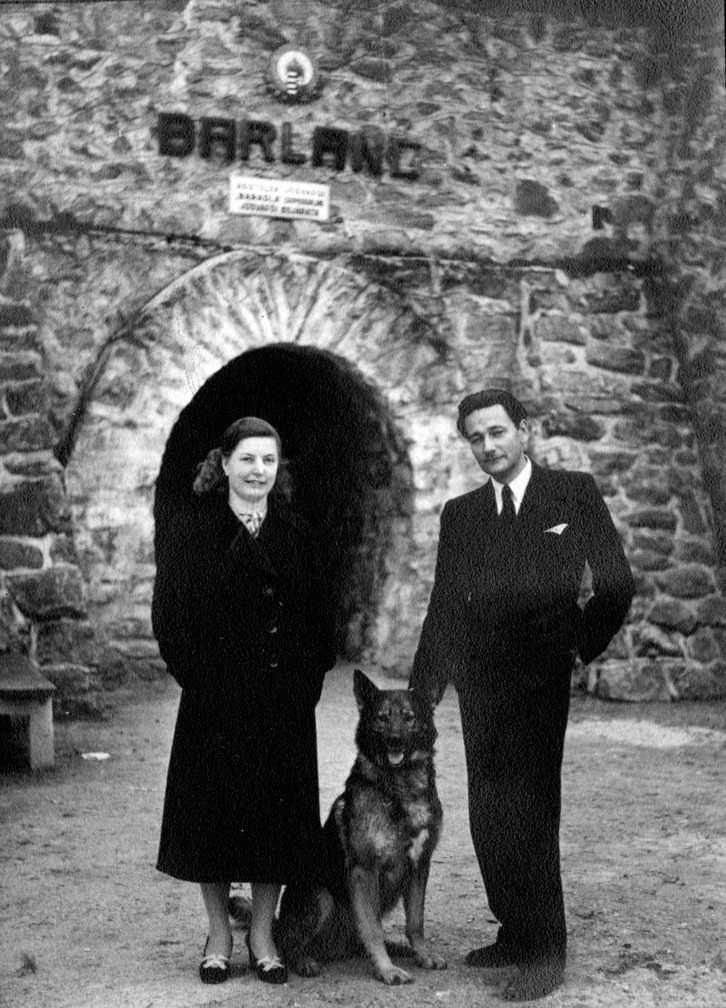
Feleségével a Baradla jósvafői bejárata előtt

Első felesége Szekula Mária volt. A kedves, fiatal lány talán 1927-től volt aktív szereplője Kessler hegymászó és barlangi túráinak: odaadó társ a nehéz sziklafalak leküzdésekor, a barlangok feltárásában – később a kutatómunkában, a mindennapok viszontagságai között egyaránt.
Bár hosszú évek óta járták közösen a barlangokat és hegyeket, házasságot csak Kessler Jósvafőre költözése után, 1935-ben kötöttek. A boldogító igent november 10-én a Baradla Hangversenytermében, Marcsek János ózdi evangélikus lelkész előtt mondták ki. A nagy eseményen az aggteleki dalárda harmóniumkísérettel énekelt.
Kettőjük kapcsolatát szépen tükrözi Kisfaludi Sándornak a BETE kutatójának az a néhány sora, amit Jósvafőre látogatva, 1943-ban jegyzett naplójába. „A rádión kívül téli estéken egyetlen szórakozásuk volt, hogy sakkoztak. Úgy látszik azonban, hogy nagyon jól érzik itt magukat. Hubert saját tervei szerint építette kis házukat. Igen kedves kis villa… Szemem-szám elállt: kandalló, az emeletre vezető falépcső, modern szép bútorok, kedves kis sarkok. Majdnem olyan volt minden, ahogy én annak idején saját villámról álmodoztam… Boldogan élhetnek itt. Meg is érthetik egymást, hisz felesége annak idején a BETÉ-ben állandó túratársa és rajongója volt későbbi urának. Amint láttam, egyik tekintetben sem változott meg.”
Gyermekük nem volt, és talán igaz a történet, hogy azért nem, mert házasságuk elején, még Jósvafőn egy terhesség majdnem Mária életébe került. Ezután az egymáshoz ragaszkodás erősebb lett a gyermek utáni vágynál.
Kessler Hubertről két szobrot is mintázott, de csak a Kessler Hubert Emlékházban látható bronz fej maradt meg, a hegymászót ábrázoló csak fotóról ismert. Kapcsolatuknak Mária halála vetett véget 1977 tavaszán.

## A második világháború után
Kessler Hubert életében a második világháború utáni első időszak soha nem gyógyuló sebet ejtett. Nem volt bosszúálló, az életét lerontókkal beszélő viszonyban maradt, de ha mód volt rá, mindig elmesélte sérelmét. Az igazságtalanság jobban foglalkoztatta, mint a gyermekkor, vagy a fiatalkori események.
Amikor 1945 szeptemberében hazajött a jobb életet ígérő Ausztriából, megdöbbenve tapasztalta, hogy üldözötté vált. Az újságban felhívás jelent meg, hogy a kultuszminiszter keresi, de napvilágot látott olyan anyag is, amelyben az állt, hogy „Hazaszivárgott a hírhedt fasiszta barlangkutató”. Lelkiismerete tiszta volt, ezért jelentkezni akart a miniszternél. Saját elbeszélése szerint a kapun belépve egy régi ismerősével találkozott, aki riadtan tekintett rá, és azt tanácsolta, hogy ha kedves az élete, és azt nem az Andrássy út 60-ban szeretné befejezni, tűnjön el egy időre a hatóságok szeme elől.
Hazatérve szüleitől tudta meg, hogy semmije sincsen, hiszen jósvafői lakását kirabolták, a házat pedig a megmaradt értékekkel együtt államosították. Vértes László, aki a Természettudományi Múzeum és a Vallás- és Közoktatásügyi Minisztérium megbízottjaként 1945. július 17-én azért érkezett Jósvafőre, hogy megvizsgálja a Baradla háború okozta kárait, jelentésében feljegyezte, hogy Kessler távozása előtt értékeit a barlang bejárata melletti kiszolgáló épület tetőszerkezete alá rejtette, de az átvonuló harcok során a tetőt a légnyomás felszakította, és a helyiek a lyukon át láthatóvá vált értékeket elvitték.
Ez feltehetően igaz is, hiszen abban az időben eltűnt minden, még a Tengerszem Szálló ablakait is kiszerelték. Az azonban már csak feltételezés, amit Kessler az egyik könyvébe beragasztott papírra jegyzett, hogy maga Vértes is vitt volna el értékes dokumentumokat a Baradláról.
Tasnádi Kubacska András a Természettudományi Múzeum megbízott főigazgatója a barlang újjászervezéséről beadott tervezetében azt javasolta gróf Teleki Géza vallás- és közoktatásügyi miniszternek, hogy „tekintettel arra, hogy a barlang igazgatója túlzottan jobboldali politikai felfogása miatt állását odahagyva távozott” célszerű lenne új vezetőt a Múzeum munkatársai közül választani, és Vértes Lászlót javasolta a posztra. Az igazgatói széket azonban Kessler házával és ingóságaival együtt az ellenállási mozgalomban kiemelkedő szerepet játszott Révész Lajos kapta meg, akinek jelentős turista múltja volt. Révész, a kiváló barlangkutató, akinek emberségéhez kétség nem fér, apránként több mindent visszajuttatott jogos tulajdonosának.
Az államosításra egyébként az adott alapot, hogy két jósvafői lakos feljelentésére Kesslert volksbundistának nyilvánították, ami az akkori rendelkezések alapján azonnali birtokfosztással járt. Bizonyíték nem lévén a feltételezést nevére és német nyelvtudására alapozták.
Kessler a rá jellemző módon nem nyugodott bele az igaztalan döntésbe. Már a legfélelmetesebb időben, 1948-ban panasszal fordult a Földművelésügyi Minisztériumhoz, de ott az eredeti határozatot megerősítették (155.355/1948 sz.), mivel Kessler annak ellenkezőjét nem tudta bizonyítani. Az üggyel 1956 után kezdett el újból foglalkozni, amikor is személyesen kereste fel a barlangot üzemeltető és a házát birtokló IBUSZt felügyelő Kossa István közlekedési és postaügyi minisztert, majd annak tanácsára Apró Antalt, a kormány elnökének első helyettesét.
A magyar kormánykörökben a „népgazdaság” hasznára tett munkái, és az albán kormány köszönő levele alapján az ismert szakember kérését bizonyítékok hiányában visszautasítani nem tudták, de a jogsértést sem akarták elismerni. Így „az elkobzás alapját képező tények valószínű vitathatóságára” tekintettel azt a megoldást találták, hogy a magyar és az albán vízgazdálkodás érdekében kifejtett eredményes tevékenységét elismerve visszakapja jósvafői házát, amit azonban azonnal elad a Közlekedési és Postaügyi Minisztériumnak. Az erről szóló határozat (948-3/1960.II.) 1960-ban kelt, Apró Antal aláírásával.
A házért a KPM-től kapott 130 000 forintból építette fel Budapesten a Hermán u 10./b számú házát, ami ezután haláláig otthona maradt. A határozattal nemcsak anyagi elégtételt kapott, de megszabadulhatott az addig ránehezedő politikai nyomástól, és lassan a háttérben suttogó rosszindulatú hangok is elhalkultak. Emlékszem, hogy még az 1960-as évek elején egy-egy viharos MKBT választás alkalmával voltak, akik a vádat felhasználták Kessler háttérbe szorítása érdekében.
Arról, hogy Kessler Hubert fiatal korában politizált-e, hovatartozásáról nyilatkozott-e, nem tudunk. Kortársai, akik erről mesélni tudnának már régen halottak. Az azonban elképzelhetetlen, hogy ha erősen jobboldali beállítottságú lett volna, akkor befogadja a köztudottan kommunista, körözött Dancza Jánost, neki saját lakásában ad helyet úgy, hogy tisztában van azzal, ha ezt az illetékesek megtudják, rá kemény büntetés vár. Az pedig megállapítható, hogy írásai a haza, a természet szeretetét tükrözik, de azokban a korra jellemző szélsőséges politikai megnyilvánulások nem jelennek meg.
A háborút követő időben véleményt ugyan nyilvánított, de nem politizált. Szakmája iránt volt elkötelezett, és jó diplomáciai érzékkel, mindenkit lenyűgöző egyéniségével anélkül nyerte meg a politikusokat a barlangok támogatására, hogy politikailag elkötelezetté vált volna. Ironikusan emlegette, hogy ő bizony kezet fogott Horthy Miklóssal, Szálasi Ferenccel és Rákosi Mátyással, valamint az általa képviselt barlangtan és karszthidrológia szakterületének fejlesztése érdekében számtalan minisztert nyert meg a háború előtt és után is. Maróthy László a természet védelméért is felelős miniszter még az 1980-as évek végén is adott szaktanácsaira.
Kessler magát nacionalistának tartotta, de nem a ma hangsúlyozott szélsőséges értelem szerint, hanem azért, mert úgy gondolta, hogy a haza szeretete mindenek felett áll. Ugyanakkor internacionalista voltát is szerette hangsúlyozni, ami ténylegesen megnyilvánult abban a széles nemzetközi kapcsolatban, amit ápolt Ausztrián át a Dél-Afrikai Köztársaságig. Házában gyakran vendégül látta külföldi barátait.
Nevezetes esemény volt, amikor Antonio Nuñez Jimenez a kubai Tudományos Akadémia elnöke 1963-ban hazánkba látogatott. Az MTA-ban tartott fogadáson Kessler a Társulat nevében, mint annak társelnöke köszöntötte, majd másnap vendégül látta otthonában, ahol vetített képek segítségével bemutatta hazánk nevezetes barlangjait és a karsztvízkutatás eredményeit.

### Szabó Margit

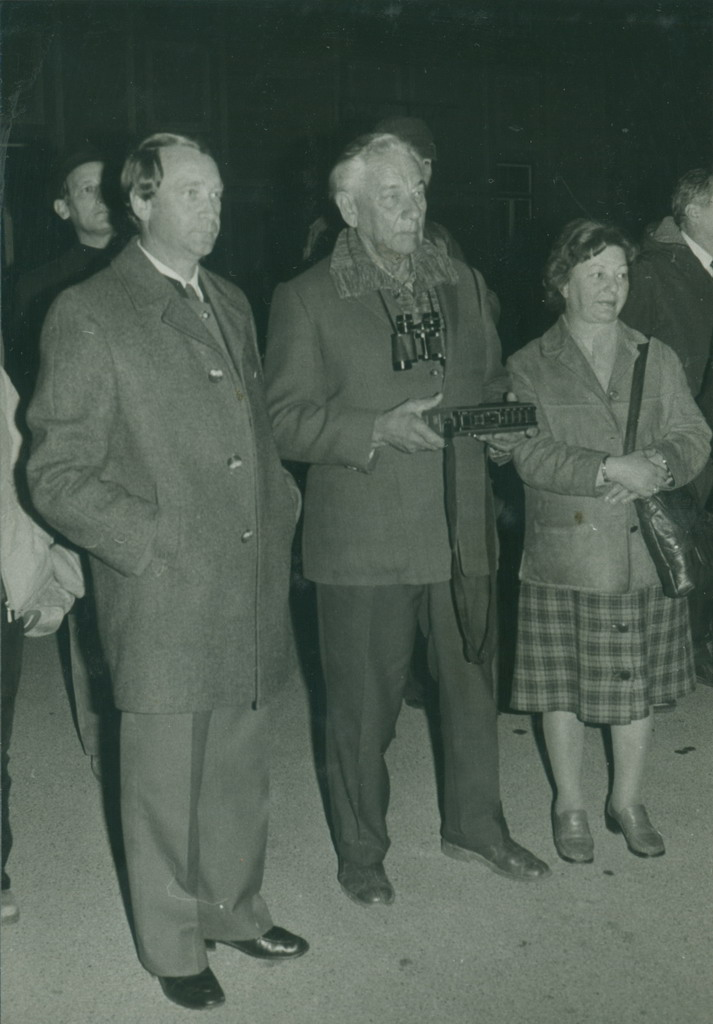
Margitkával, második feleségével első ausztriai kirándulásukon

Az első feleségének a halála után régi túratársával, Szabó Margittal (1925–1999) kötött házasságot, és az új felesége hamar beilleszkedett a barlangkutató mozgalmas, aktív életébe. Szívesen fogadta a vendégeket, örömmel vett részt a rendezvényeken, külföldi utakon. Az ugyancsak özvegy, víg kedélyű asszony idős korára kiegyensúlyozott életet biztosított a férjének, akit életének az utolsó időszakában odaadóan ápolt.
Kessler Huberthez kegyes volt a sors. Aktív, hosszú életet adott neki, a testi elgyengülés ideje alatt is friss maradt szellemileg, és a távozást megelőző magatehetetlenség csak rövid ideig tartott. 1994. február 1-jén Budapesten hunyt el, 87 éves korában.
1994. február 16-án 15 órakor búcsúztatta Missura Tibor esperes, az evangélikus egyház szertartása szerint. A ravatalánál egykori munkatársai és barlangkutató barátai álltak díszőrséget. Munkásságát a Természetvédelmi Hivatal nevében Tardy János helyettes államtitkár, a Magyar Hidrológiai Társaság nevében Vitális György, a VITUKI képviseletében Sárváry István idézte fel. A sírhelynél a Magyar Karszt- és Barlangkutató Társulat nevében Dénes György mondott búcsúbeszédet. Kessler Hubert az édesanyjával és a második feleségével lett eltemetve a Farkasréti temetőben.

## Tanulmányok, munkahelyek

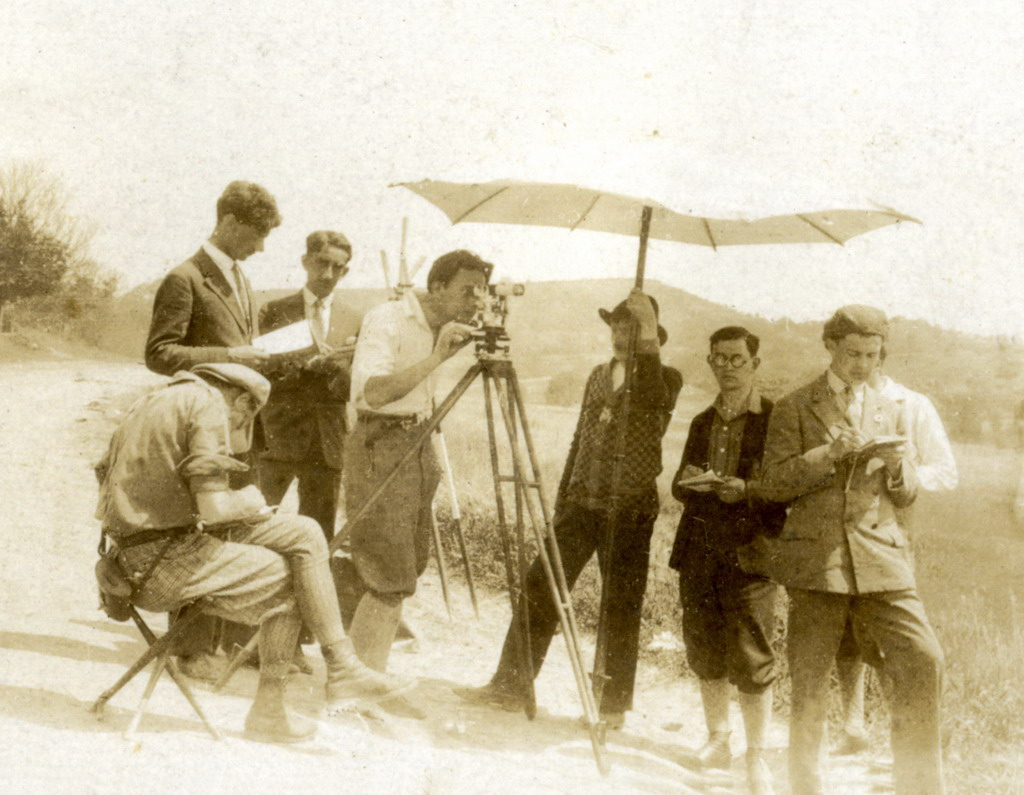
Műegyetemi gyakorlaton

Egyetemi tanulmányait a Budapesti Műszaki Egyetemen kezdte meg, ahol 1932-ben kultúrmérnöki oklevelet szerzett. Cholnoky Jenő professzor tanácsára iratkozott be a Budapesti Tudományegyetemre, ahol földrajz, földtan, őslénytan tárgyakból 1936-ban diplomázott. A nyomtatásban is megjelent doktori disszertációját „Az Aggteleki barlangrendszer hidrográfiája” címmel 1938-ban védte meg. Az Eötvös Loránd Tudományegyetem 1988-ban aranyokleveles doktori címmel tüntette ki.
1935-től 1944-ig a Baradla-barlang igazgatójaként tevékenykedett. 1938. novemberétől a Felvidékkel együtt visszacsatolt Domica is felügyelete alá tartozott. 1944 végén behívták katonának és Kassára, majd egy hadiüzemmé nyilvánított autószerelő műhelybe került. A visszavonulás során Felső-Ausztriába a „katonai mundértól” megszabadulva Pettenbachban egy malomban vállalt állást. 1945 szeptemberében tért haza Magyarországra.
A második világháború után vagyonából kiforgatva sok megaláztatást kellett elviselnie. Jósvafői házát a font átvonulása idején (miután a légnyomás felszakította a háztető cserepeit, és láthatóvá váltak az ott elrejtett értékek) kirabolták, a megmaradt tárgyakat, a házzal együtt államosították. Egy ideig rejtőzködnie kellett, miután hamis vádak alapján sajtóhadjáratot indítottak ellene. Néhány éven át segédmunkásként, villanyszerelőként dolgozott, és szívesen vállalt olyan munkát, ahol hegymászó technikai ismereteit hasznosíthatta: így villámhárítókat szerelt, tetőfedéssel foglalkozott, majd rátért a műszaki modellek készítésére. Végül szakmai ismereteinek köszönhetően visszatért a tudományos életbe.
1949-től az akkor létrehozott Vízrajzi Intézetben egy forráskutató csoportot szervezett, amit a Vízgazdálkodási Tudományos Kutató Intézet létrehozásakor Karszthidrológiai Osztállyá fejlesztett. Az ott folyó munkálatokat egészen 1965-ig irányította, majd 1966-tól 1972-ig – nyugdíjba vonulásáig – az ALUTRÖSZT főhidrológusaként tevékenykedett.
1973-tól 1989-ig a Természetvédelmi Hivatal szaktanácsadójaként segítette a barlangvédelem munkáját. 1975-ben rövid időre még visszatért az aktív munkába, amikor a Természetvédelmi Hivatal keretén belül létrehozott Barlangtani Intézet első megbízott igazgatója lett.

## A Baradla szolgálatában

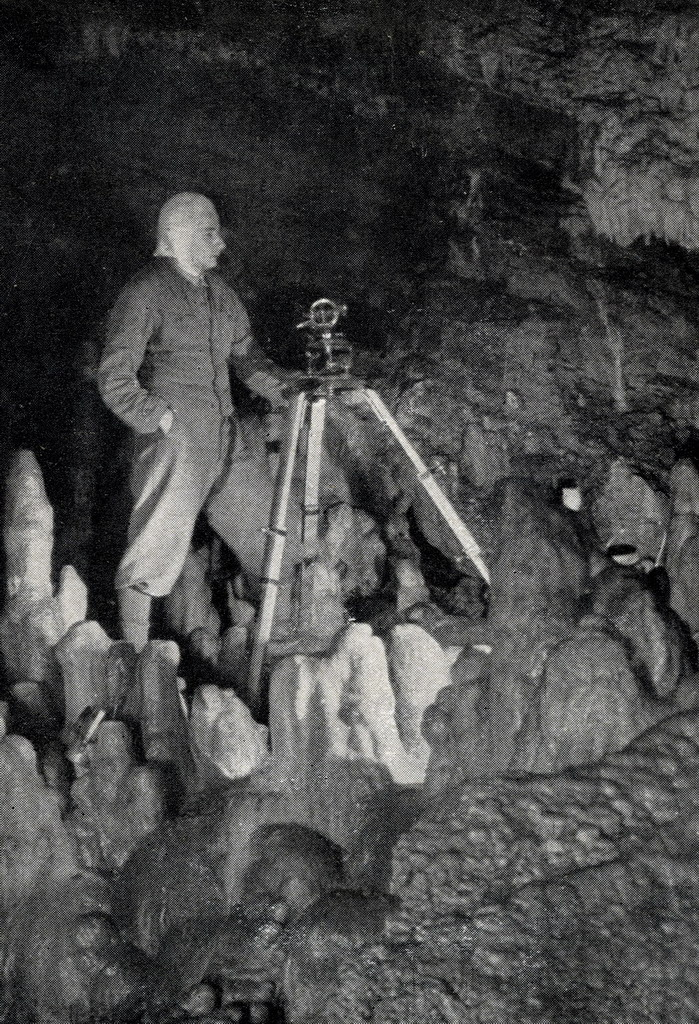
A Baradla-barlang felmérése közben

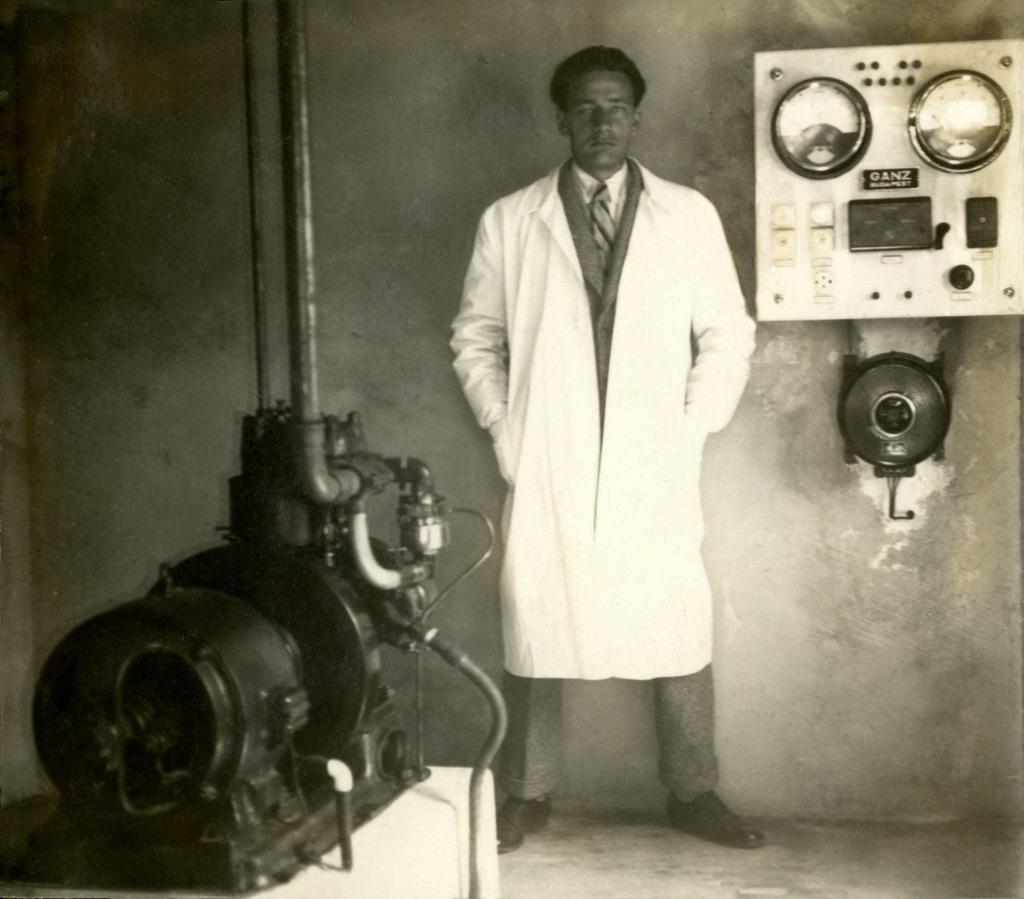
A barlang villanyvilágításának ellátását szolgáló áramfejlesztő Jósvafőn

Kessler Hubert a Baradla minden idők legeredményesebb igazgatója, a barlang hosszának növelése mellett foglalkozott kiterjedésének meghatározásával, térképi rögzítésével, hidrológiai viszonyainak, a felszíni víznyelők befolyási pontjainak tisztázásával, a barlangi patak vízállásának és a levegő hőmérsékletének mérésével, morfológiai megfigyelésekkel, valamint az Alsó-barlang létének bizonyításával. Fejlesztette a barlang idegenforgalmát, növelte a látogatható útvonal hosszát, biztonságos közlekedés érdekében kiépítéseket alkalmazott, csónakázásra alkalmas tavat alakított ki és megvalósított a több évtizedes álmot, hogy a látogatók villanyfény mellett gyönyörködhessenek a természet csodájában.
A barlang kutatásával 1931-ben kezdett el foglalkozni. Augusztusban bejutott az Oszlopok csarnokából kiágazó Labirintusba. Ez a járat Vass Imre térképén (1829) ugyan szerepelt, de arról később elfeledkeztek. A BETE novemberi választmányi ülésének határozta értelmében az év végén, vezetésével a barlang több pontján is intenzív kutatás kezdődött. A Styx eredete és a Domicával való kapcsolatának tisztázása érdekében mintegy 100 m-t haladtak előre, de ott szifon zárta el útjukat. Áthatoltak a Törökmecset mögötti szűkületen, és az oldalágat mintegy 400 m hosszban bejárták. A Denevér-ágban 30 m új járat végén erős huzatot éreztek, ahol rövid bontással a felszínre jutottak. Az alig néhány nap alatt feltárt járatok összhossza meghaladta az 1200 m-t. Emellett a Baradla alatt húzódó alsó barlang bizonyítékaként, kötél segítségével, 25 m mélységig lejutott az Óriástermi-víznyelőben.

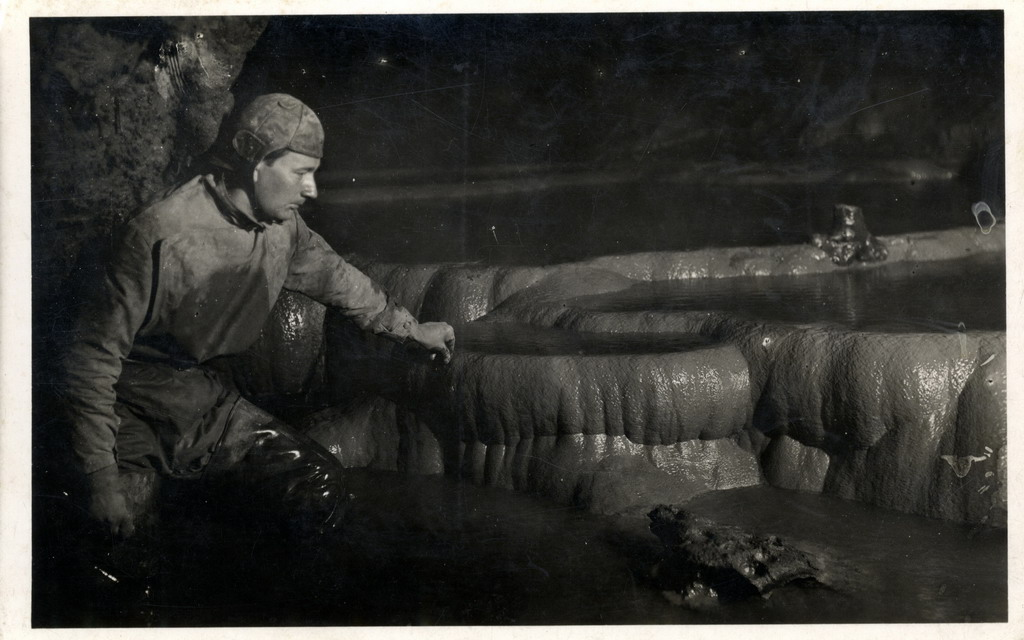
A „Török fürdő” tufagátjánál

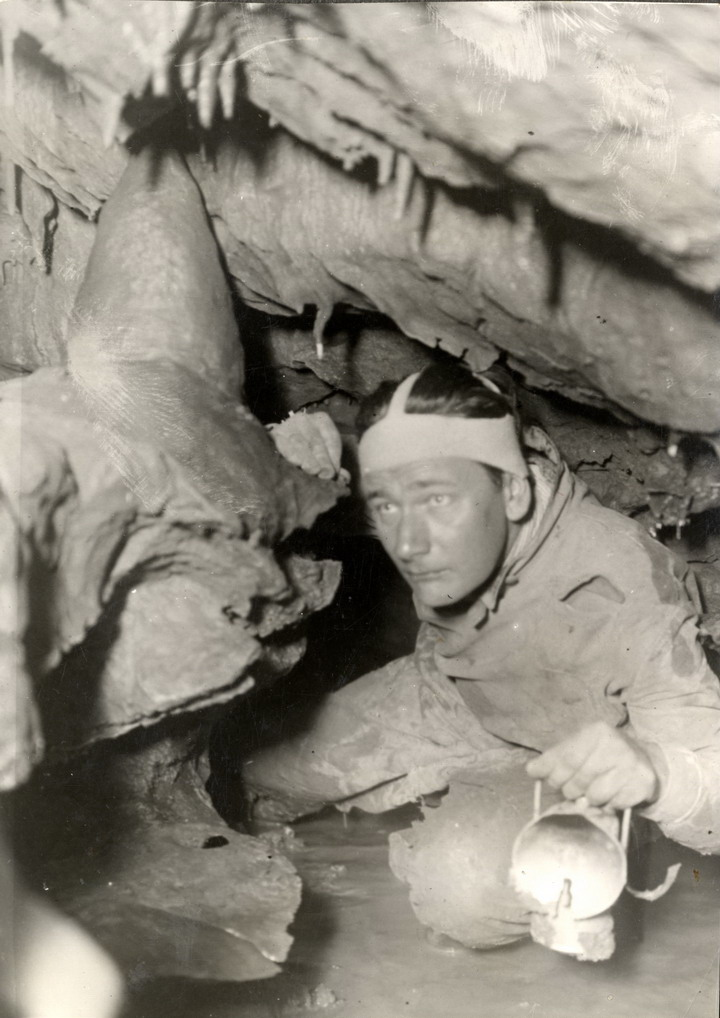
Útban az Ördöglyuk felé

A Baradla-Domica összefüggését végül 1932. augusztus 21-én Sandrik József társaságában bizonyította be, amikor a Hangversenyteremből indulva a Styx medrében haladva bejutott a Domicába. Kezdetben búvárruhás feltárást terveztek, de azt technikai nehézségek miatt elvetették. A sikert annak köszönhették, hogy a meder tágításával, illetve a 2. szifon előtti mésztufagát átvágásával elérték, hogy a vízszint néhány cm-t süllyedt, és a légrés már lehetővé tette a továbbhaladást.
Mint országos hírű barlangkutatót 1935-ben nevezték ki a Baradla igazgatójának. Feladata volt, hogy figyelmes, és szakszerű gazdaként megóvja a barlangot a további pusztulástól, a műszaki létesítmények fejlesztésével pedig segítse a turizmus fejlődését. Alig 10 éves igazgatósága alatt kitartásának, jó szervezőkészségének és mérnöki felkészültségének köszönhetően az elődei által megálmodott fejlesztéseket meg is valósította. Bevezették a villanyvilágítást az aggteleki és jósvafői szakaszba; kiépítették a Vörös-tó – Jósvafő közötti utat, és megnyitották a Tigris-termi átjáró, és denevér-ági kijáratot is. Tervei alapján felépült az aggteleki Barlang Szálló, a jósvafői Tengerszem Szálló, az első jósvafői kő pénztárépület, valamint az az épület ahol ma az ANP székhelye található. Ekkor hozták létre a Tengerszem-tavat, a körbevezető sétautat, és rendezték a jósvafői bejárat megközelíthetőségét is.

## A hegymászó

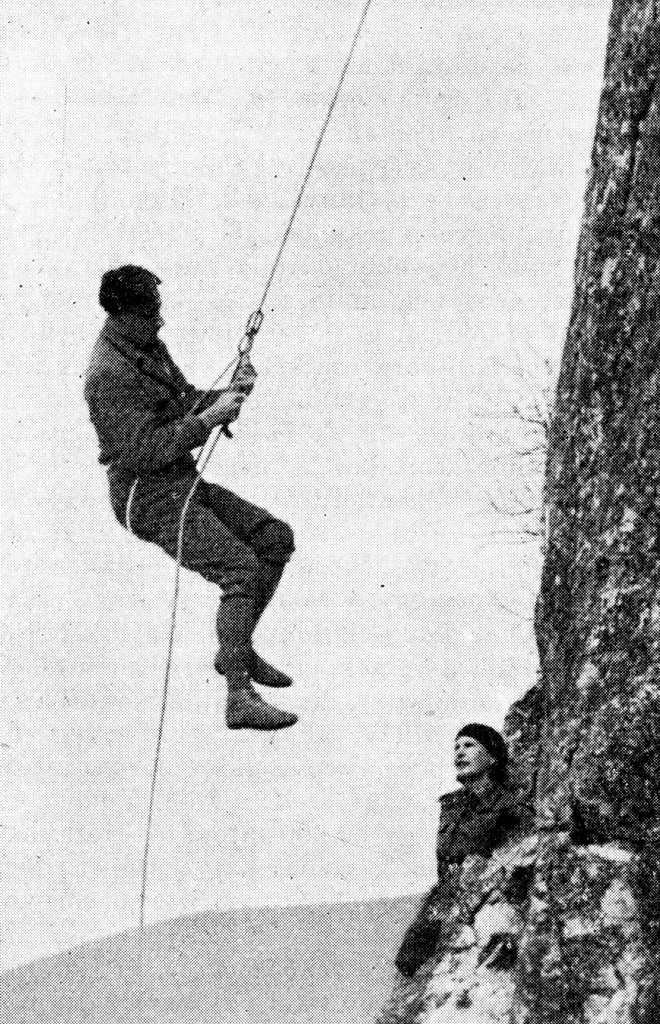
A Kessler-féle fék használat közben

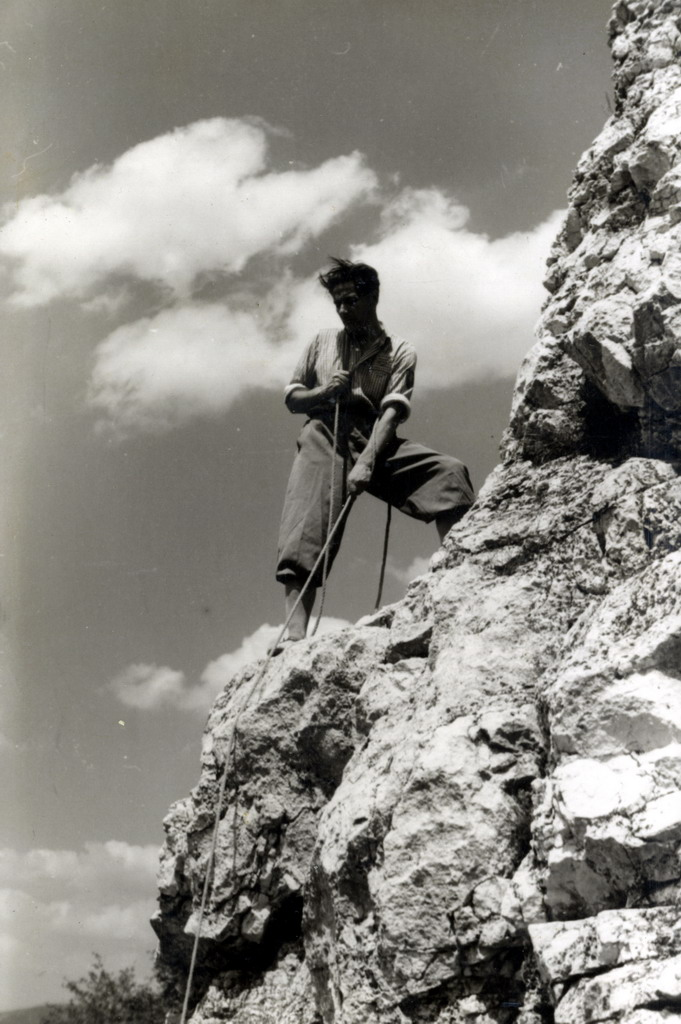
Az Oszoly szikláin

Kessler Hubertet kezdetben a hegyek vonzották, már 17 éves korában bekapcsolódott a Magyar Turista Egyesület hegymászó tevékenységébe. 1925-ben részt vett az egyesület keretein belül létrehozott, a legkiválóbb hegymászókat tömörítő Zsigmondy Társaság megalakításában. Egyetemi felvételét követően a Budapesti Egyetemi Turista Egyesület tagja lett, és társaival rendszeresen mászott az Oszoly valamint a Kétágú-hegy szikláin, és számos túrát tett a Magas-Tátrában.
Az Alpokban először 1927-ben járt, amikor a Lienzi Dolomitokban, a Großglockneren és a kettő között húzódó Schober-csoportban mászott. Hegymászó eredményei közül kiemelkedik többek között, hogy különböző útvonalon többször feljutott a Großglockner csúcsára, valamint az, hogy megmászta az Enns-völgyi Alpokban található Planspize É-i falát és bivakolás segítségével a Lienzi Dolomitokban emelkedő Hochstader 800 m magas É-i falát.
Sajnos aktív hegymászó tevékenységéről cikkekben nem igazán számolt be, a Hochstader északi falának megmászásáról szóló írásai is csak 1931-ben jelent meg a Turistaság és Alpinizmus hasábjain. 1933. évi alpesi túrájáról egy fotóalbum képei mesélnek.
Kessler műszaki szakértelme, mindig újító gondolkodása a hegymászás során már megmutatkozott. Az abban az időben alkalmazott, kezdetleges, kényelmetlen úgy nevezett „Dülfersitz” ereszkedés használhatóbbá tétele érdekében kifejlesztette azt a módszert, ami a ruhán súrlódó kötél használatát kiiktatta. A róla elnevezett Kessler-féle karabinerféket a hazai szaklap mellett 1933-ban az osztrák Allgemeine Bergstegerzeitung is részletesen ismertette.

## A barlangfeltáró
A barlangok iránti érdeklődését a kalandvágy keltette fel, első barlangtúráját 14 éves korában a Solymári-ördöglyukba tette. A barlangjárás és a feltárási sikerek azonban figyelmét a tudományos kutatás és hasznosítása felé fordította.

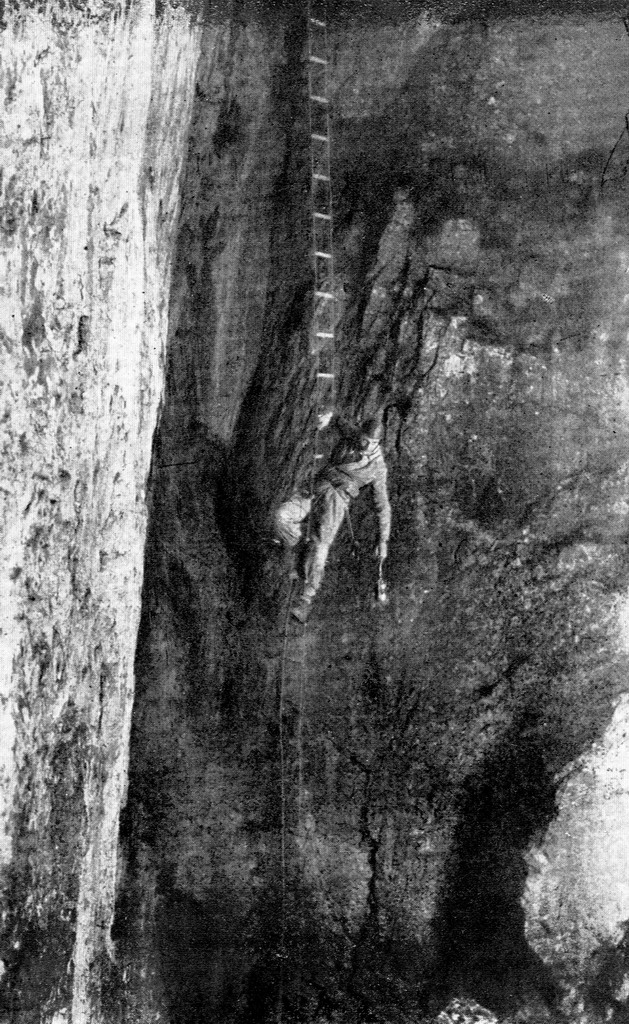
Ereszkedés a zsombolyba

Eredményeit bátorságának, erőnlétének, sportos alkatának, kezdeményező és újító készségének valamint technikai felkészültségének köszönhette. A kihívásokat kereste, a nagy mélységek, a vizes barlangok meghódítására vállalkozott, és úttörő volt a búvár felszerelések barlangi alkalmazásában is.
Az első jelentős sikert az Alsó-hegy addig leküzdhetetlennek tűnő aknabarlangjainak a Vecsembükki-zsomboly (-91 m) és az Almási-zsombolynak (-103 m) első bejárásával érte el. A BETE kutatóival 1927-ben ereszkedtek le a mélybe.
A következő szenzációk a fővároshoz kötődnek, hiszen senki sem számított arra, hogy a Rózsadomb hatalmas barlangrendszereket rejt magában. Ugyancsak a BETE kutatóival 1930-ban a Szemlő-hegyi-barlangot, 1933-ban pedig a Ferenc-hegyi-barlangot fedezte fel. 1936-ban a Kopolya-zsomboly feltárásán dolgozott, 1937-ben a Tapolcai-tavasbarlangban újabb szakaszok megismeréséhez nyújtott segítséget, és felmérte a Kórház-barlangot. Javaslatára távolították el a Kórház-barlang járataiból a törmeléket és végezték el a veszélyes helyek pillérekkel való biztosítását.
A Erdély visszatérése után a Földtani Intézet megbízásából e területekre is kiterjesztette kutató munkáját. 1941-ben a homoródalmási Vargyas-szurdok, majd a révi Sebes-Körös áttörésének barlangjait járta be. 1942-ben az Észak-Biharban, 1943-ban a Jád-völgyében mint „szifon specialista” főként forrásbarlangokkal foglalkozott. A bejárt barlangokat felmérte, leírta és a vízszint süllyesztésével megpróbálta a továbbjutást akadályozó szifonokon áthatolni. A legnagyobb eredményt a révi Zichy-barlang valamint a Csarnóházi-barlang jelentős szakaszainak felderítése hozta.

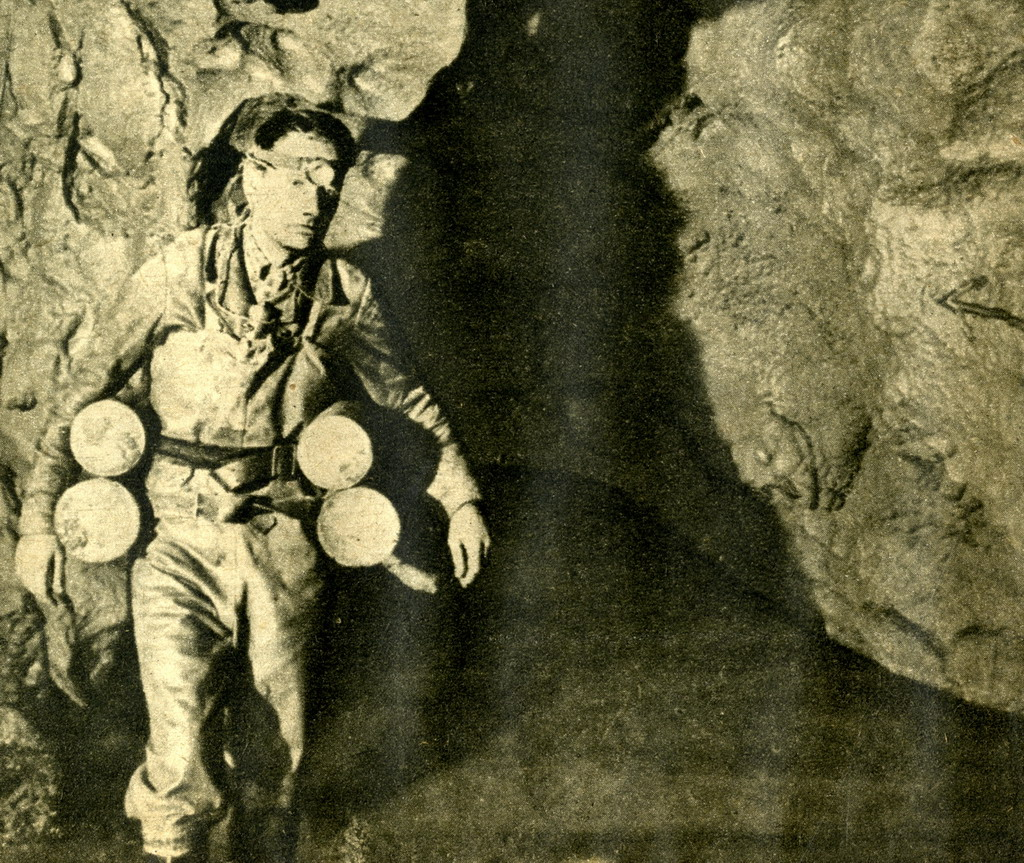
A révi Zichy-barlang tavának leküzdésének eszközei

A Szlovák-karszt területén több barlang bejárása mellett a legjelentősebb eredményt a Pelsőc felett hatalmas szádával nyíló, több mint 100 m mély aknabarlang hozta, melynek mélyére társaival 1943-ban ereszkedett le.
Utolsó nagy feltárását annak köszönhette, hogy az 1950-es évek elején visszatért régi, 1933-ban született elképzeléséhez, hogy a Nagy-Tohonya-forrás mögött egy nagy barlangrendszer húzódik. Törekvését 1956 februárjában siker koronázta, amikor az irányításával végzett táróhajtás eredményeként bejutottak a Kossuth Lajosról elnevezett, ma már majd 1,5 km hosszban ismert barlangba.
A barlangi búvárkutatás hőskorában maga is aktívan részt vett a víz alatti szakaszok feltárására tett kísérletekben. 1957-ben több barlangban is megpróbáltak Dräger oxigénes készülékkel a feltárást akadályozó szifonokon áthatolni (Baradla Rövid-Alsó-barlang, Kossuth-barlang, Molnár János-barlang, Tapolcai-tavasbarlang).

### Erdélyben kutatott barlangok
| Persány-Rika-hegyvonulat, Homoródalmás                                               |           |
| ------------------------------------------------------------------------------------ | --------- |
| Vargyas-szurdok 1. sz. forrásbarlangja / Peștera Nr. 1 din cheile Virghișului        | 1941      |
| Vargyas-szurdok 6. sz. barlang / Peștera Nr. 6 din cheile Virghișului                | 1941      |
| Hideg-barlang / Peștera Nr. 41 din cheile Virghișului                                | 1941      |
| Medve-barlang / Peștera Nr. 18 din cheile Virghișului                                | 1941      |
| Névtelen-barlang / Peștera fãrã nume                                                 | 1941      |
| Homoródalmási-barlang (Orbán Balázs-barlang) / Peștera Nr. 14 din cheile Virghișului | 1941      |
| Királyerdő (Kessler: Bihar-hegység)                                                  |           |
| Vársonkolyosi-barlang / Peștera Ungurului / Peștera la Pișnița                       | 1941      |
| Körösbarlangi (Pesterei)-forrásbarlang                                               | 1941–1942 |
| Igric-barlang / Peștera Igrita                                                       | 1942      |
| Esküllői-forrásbarlang / Peștera dela Astileu                                        | 1942      |
| Révi Zichy-barlang / Peștera dela Vadul Crisului                                     | 1941–1942 |
| Csarnóházi-barlang / Peștera cu apa dela Bulz                                        | 1942–1943 |
| Ponori-víznyelőbarlang / Peștera de la Ponor                                         | 1943      |
| Csarnóházi-zsomboly / Posistaul din dealul Nietului                                  | 1943      |
| Jádremetei-forrásbarlang                                                             | 1943      |
| Jádremetei-sziklafülke                                                               | 1943      |
| Jádremetei-vizesbarlang / Peștera cu apa dela Remeti                                 | 1943      |
| Tüskésvölgyi-barlang                                                                 | 1943      |

### A mai Magyarország területére eső feltárásai
| A barlang neve                | Hegység          | Feltárás éve |
| ----------------------------- | ---------------- | ------------ |
| Almási-zsomboly               | Aggteleki-karszt | 1927         |
| Vecsembükki-zsomboly          | Aggteleki-karszt | 1927         |
| Szabó-pallagi-zsomboly        | Aggteleki-karszt | 1927         |
| Szemlő-hegyi-barlang          | Budai-hegység    | 1930         |
| Baradla-Domica közötti átjáró | Aggteleki-karszt | 1932         |
| Ferenc-hegyi-barlang          | Budai-hegység    | 1933         |
| Kopolya-zsomboly              | Aggteleki-karszt | 1933         |
| Tapolcai-tavasbarlang         | Tapolca          | 1937         |
| Tapolcai Kórház-barlang       | Tapolca          | 1937         |
| Kossuth-barlang               | Aggteleki-karszt | 1956         |

## A barlangok szakértője

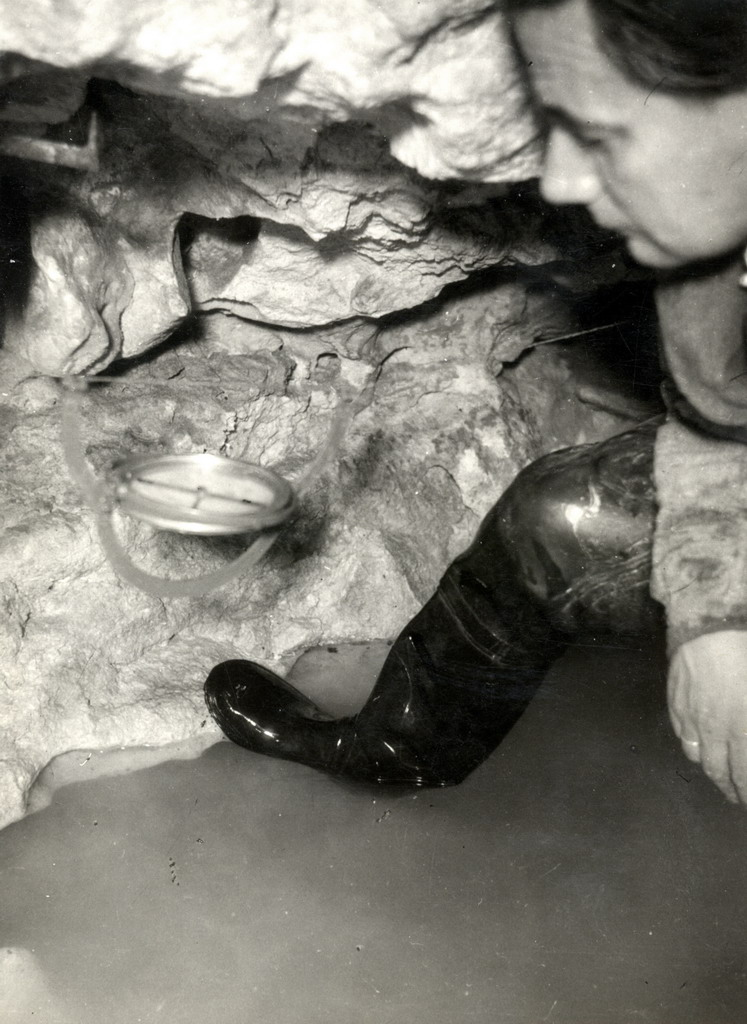
Felmérés közben

Kessler első, barlangokhoz kapcsolódó és tudományos körökben csak néhány ember által vitatott szakmai eredménye a zsomboly-keletkezési elmélete volt. Megfigyelte, hogy a függőleges aknabarlangok nincsenek vízfolyás útjában, lefelé majdnem kivétel nélkül kiöblösödnek, aljukon mindig hatalmas törmelékkúp található, vízszintes járat hozzájuk soha nem csatlakozik. A zsombolyok keletkezését a gyűrűs feszültséggel hozta kapcsolatba. A barlangok nagyobb termeinek gömbboltozatára nyomást gyakorló kőzettömeg hatására bekövetkezett omlások következtében a járat felszínre nyílik. Természetesen a fejlődésben a tektonika szerepe sem mellőzhető, hiszen a nagyobb termek az egymásra merőleges törések mentén alakultak ki. A zsombolyok születésében a víz korróziós hatásának csak csekély mértékű, másodlagos szerepet tulajdonított. Mindezek alapján úgy gondolta, hogy a zsombolyok aljáról a törmelék eltávolítását követően be lehet jutni a vízszintes járatokba. Elméletét ugyan már a születése pillanatában többen megkérdőjelezték, megdöntésére csak az 1960-as években került sor.
Kessler következő jelentős szakmai eredménye „Az aggteleki barlang hidrográfiája” címmel összeállított doktori disszertációja volt. Számba vette a barlang felszíni és felszín alatti víznyelőit, forrásait és részterületekre osztva megrajzolta a rendszer vízgyűjtő területét, valamint meghatározta annak nagyságát. A levegő és a víz hőmérsékletének mérése mellett regisztrálta a barlang vízének állását, a Jósva-forrás vízhozamát és ezekhez folyamatábrán hozzá rendelte az Aggteleken mért csapadék mennyiségét, valamint foglalkozott a barlang szintjeivel (emeleteivel) és teraszaival is.
Kessler kutatásai során a régészet felé is tett néhány kitérőt, hiszen igen sikeres próba ásatást végzett a Szelim-lyukban és a Domicában is, ahol elsőként bizonyította az őskor emberének jelenlétét és a falon, 24 helyen medvekaparás nyomait rögzítette.
A kutatómunka mellett széles körű barlangtani szakértői tevékenység is kapcsolódik Kessler életművéhez, ami különösen élete utolsó évtizedeire volt jellemző. Többek között ő készítette a javaslatot a létesítendő Barlangtani Intézet ügykörére, a külföldi példák és a hazai adottságok figyelembe vételével. Az Intézet 1975. évi megalakulását követően kezdeményezte, hogy ellenőrizzék az üzemeltetett barlangok kezelési jogát, számolják fel az engedély nélküli barlanghasználatot, és vezessék be az éves ellenőrzéseket. Összefoglalta a barlangok kiépítésének szempontrendszerét. Javasolta, hogy a kiépítés engedélyezésekor a természetvédelemnek az Egészségügyi Minisztériummal együttesen kell megvizsgálnia, hogy a változás a klímát ne befolyásolja, az aerosol összetételének stabilitása biztosítva legyen, és azt, hogy a tömegturizmus számára megnyitott barlangokban hivatásos vezető csak képesített szakember lehessen. Az UIS olomouci kongresszusán kezdeményezte, hogy nemzetközi összefogással akadályozzák meg a barlangi képződmények kereskedelmét.
Meghatározta a barlang gyógyhatásának megállapításához szükséges legfontosabb mérések jellegét, és szorgalmazta azok elvégzését-folyamatossá tételét, mellyel jelentősen elősegítette a gyógybarlanggá nyilvánítási folyamatokat is. Már 1976-ban azon véleményen volt, hogy a barlangi levegőben feltételezhető negatív ionoknak kedvező élettani hatásuk van, és feltehetően szerepük lehet a pozitív töltésű szennyeződések lekötésében, amivel a barlangok levegőjének rendkívüli tisztasága magyarázható. Ennek bizonyítására kezdeményezte, hogy a MEDICOR Művek készíttessen a barlangi körülmények között is működő műszert.
Kezdeményezője és megalapítója volt a ma már széles körben elismert barlangterápia alkalmazásának. A Nemzetközi Barlangtani Unió az Ő javaslatára hozta létre 1969-ben UIS stuttgarti V. Világkongresszusán a Barlangterápiai Szakbizottságát, melynek kezdettől 1988-ig titkára volt.

## A barlangok hasznosításáért

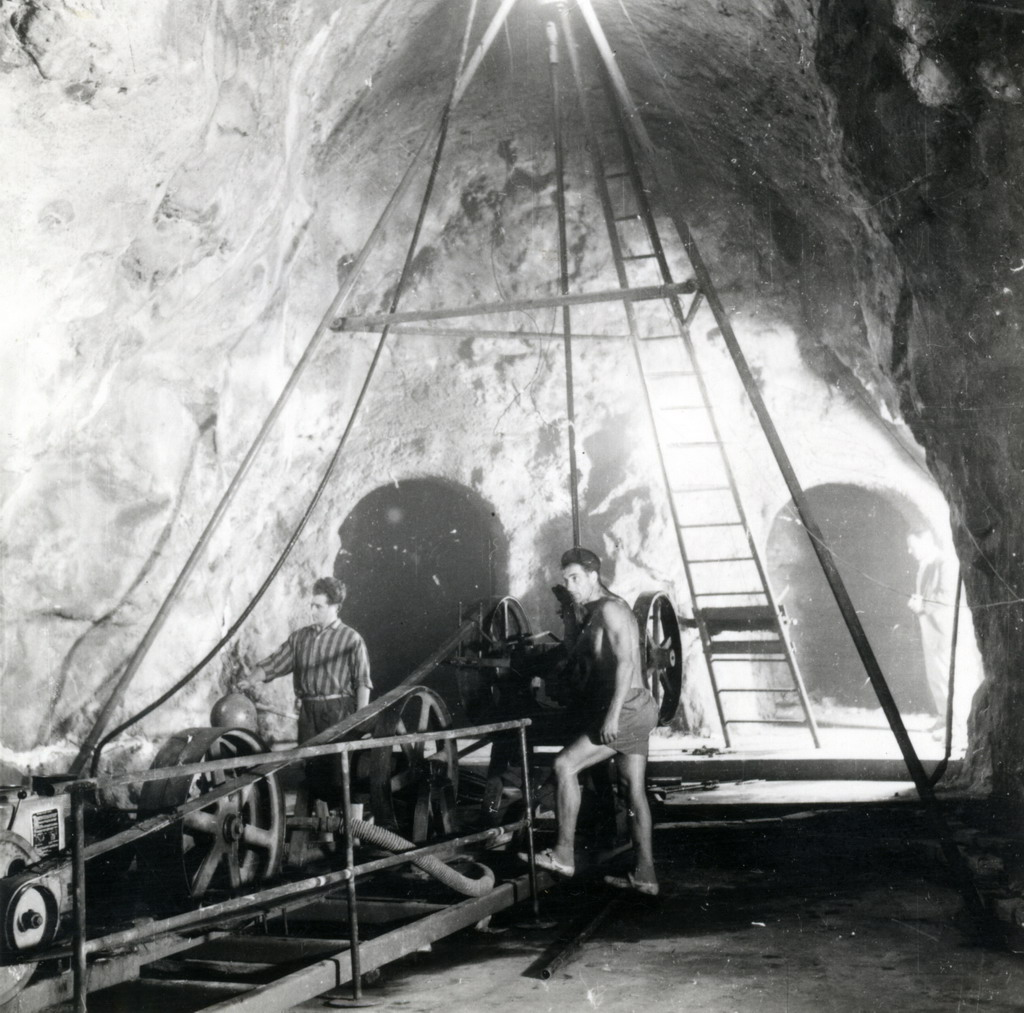
Az Aragonit-barlangot feltáró mélyfúrás a Gellérthegyi-barlangban

Kessler Hubert már az 1930-as évek végén több cikkben is hangsúlyozta a barlangok „nemzetgazdasági” hasznát. Elsősorban a barlangok turisztikai fejlesztését szorgalmazta, de erdélyi kutatásai során megfigyeléseit a foszfáttartalmú üledékek kitermelhetőségére is kiterjesztette. A barlangoknak az ország ipari vízellátásában játszott szerepének súlyára az 1950-es évektől kezdődően hívta fel a szakemberek és a politikusok figyelmét.
Neki köszönhető a Tapolcai-tavasbarlang csónakázó körjáratának kialakítása. 1938-ban kérték fel a tavasbarlang átvizsgálására, és ekkor mérései és vizsgálatai alapján megállapította, hogy mesterséges táró hajtásával a népszerű csónakázás útvonala meghosszabbítható. Javaslatát már a következő évben meg is valósították.
A Szemlő-hegyi-barlang kiépítése a feltárást követően már szívügye volt. Sajnos a tulajdonjogi viszonyok, majd a háború álmának megvalósítását akadályozta. Bár a hámorú után is napirenden volt a javaslat, de a kivitelezés csak az 1970-es években kezdődött meg. A mintegy 10 évig tartó munkálatokban mind szakértő vett részt, és a barlang ünnepélyes megnyitóján ő vezette végig a vendégeket.
Barlanghasznosítási törekvésének eredménye az is, hogy 1959-ben a nagyközönség számára megnyílt a Miskolctapolcai-barlangfürdő. A hegy lábánál fakadó forrás vizének hasznosítását Pávai-Vajna Ferenc már 1929-ben javasolta, de akkor a gondolatot még őrültségnek tartották. A mára már hatalmas fürdő komplexummá fejlesztett, igen népszerű fürdő kezdetben ténylegesen csak a természetes üregekre épült.
A barlangok hasznosítása terén jelentős terveket szőtt a Gellért-hegyi-aragonitbarlang gyógyászati célú kiaknázásához. Amikor a Gellérthegyi-barlangból mélyített karsztvízmegfigyelő fúrás természetes üreget harántolt, azt oldalról megnyitotta és annak kiépítését tervezte. Sajnos javaslatát nem fogadták el, és mára már az egykoron látványos, gyönyörű barlangnak már csak a romjai maradtak meg.

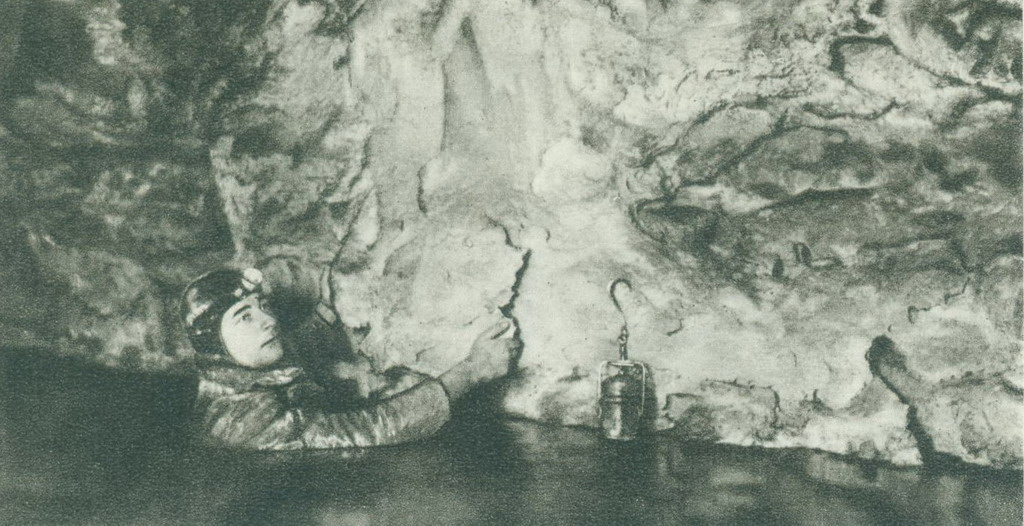
Kutatás a Tapolcai-tavasbarlangban (1937)

## A hidrológus

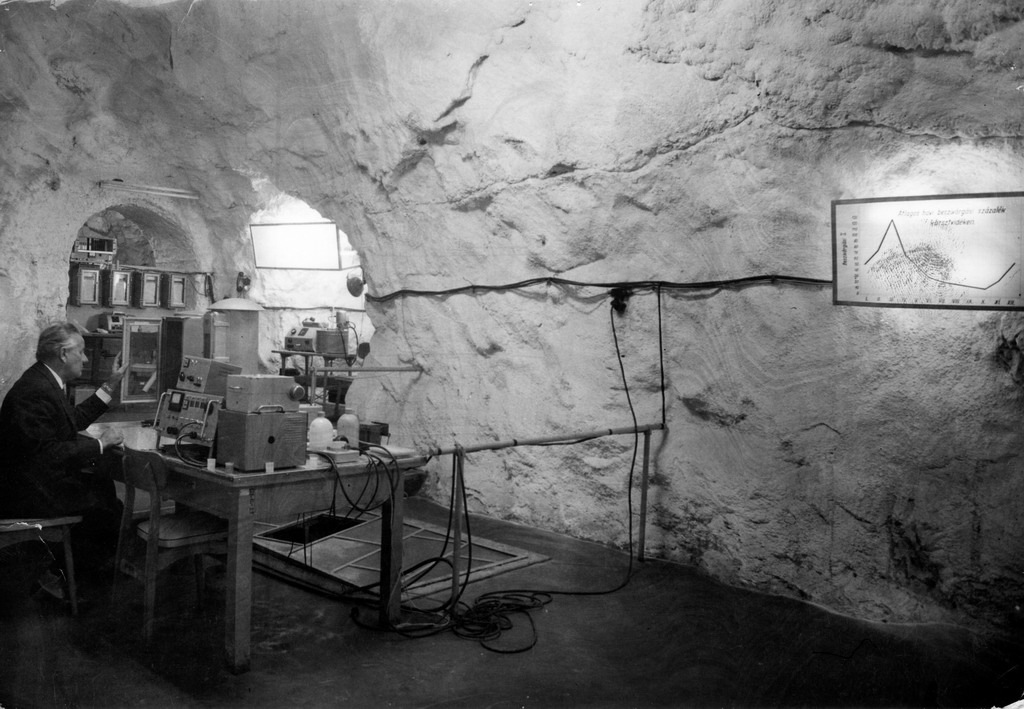
A „tudomány templomává” alakított Gellérthegyi-barlang

A karsztvíz jelentőségére Kessler Hubert barlangkutató tevékenysége során figyelt fel, de annak gazdasági hasznával és gyakorlati hasznosításával csak 1949 kezdett el foglalkozni.
Költségkímélő módon megoldotta a fejlődő városok – többek között Hévíz, Tatabánya, Miskolc – vízellátását. Megszervezte az országos forrásvizsgáló szolgálatot és a forrásnyilvántartást. Szorgalmazta a források helyszíni vizsgálatát és ehhez hordozható műszereket fejlesztett ki. Az 1959-ben megjelent Országos Forrásnyilvántartás című kiadványban a források adatai mellett először szerepelnek a folyamatos hozam-regisztrálás céljára kifejlesztett lineáris mérőbukók, és a forrásokat felhasználhatóság szempontjából jellemző megbízhatósági indexek.
Egyenletet állított fel a karsztvízbeszivárgás számítására és meghatározta a mértékadó csapadékszázalék-számításon alapuló dinamikus karsztvízkészlet meghatározásának ellenőrzési módját is. Ennek főként a vízgazdálkodásban volt jelentősége.
A felszíni csapadékból származó beszivárgás függőleges lefelé áramlásának mérésére a Pál-völgyi-barlang, és a Baradla-barlang felett árasztásos kísérletet végzett. A növényzetmentes, lefolyástalan felszínekre, szórófejekkel, egyenletesen elosztva, nagy mennyiségű, konyhasóval jelölt csapadékot juttatott. A barlangokban több ponton regisztrálta a beérkező csepegés intenzitását és a víz elektromos ellenállását, illetve a Cl-ion tartalmát. A világviszonylatban újnak számító kísérlettel a sajtó is foglalkozott.
Bebizonyította, hogy a termálkarsztból csak annyi vizet lehet kitermelni, amennyit a csapadékból beszivárgó utánpótlódás biztosít, így annak indokolatlan kitermelése káros következményekkel járhat.

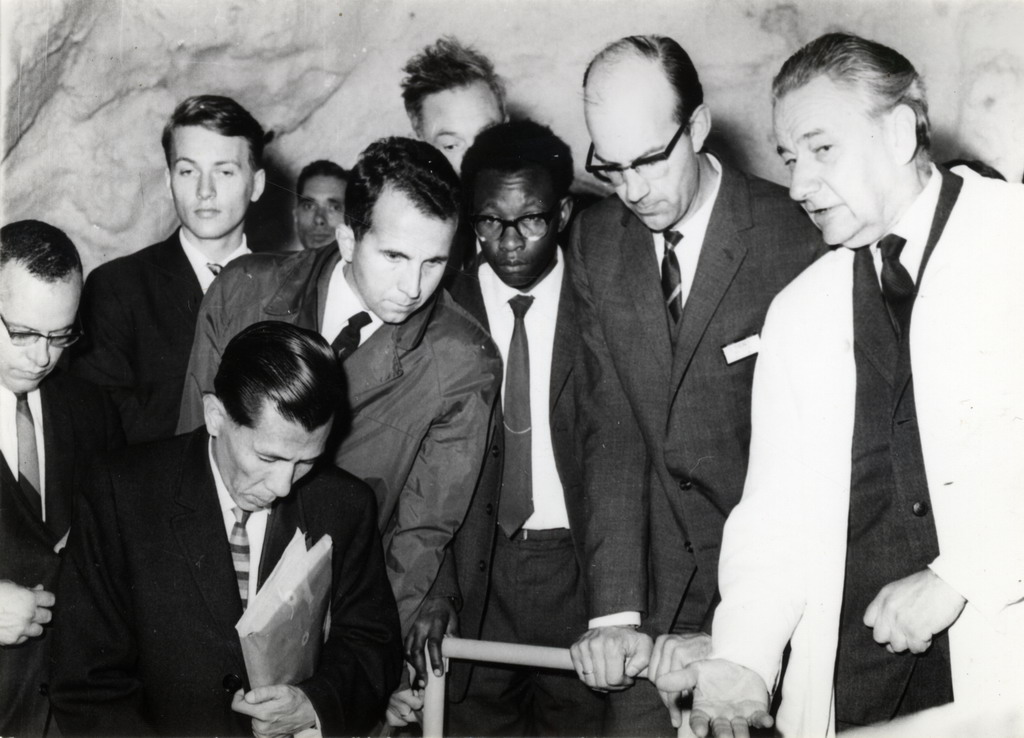
Hidrológiai tanfolyam nemzetközi résztvevőkkel

A szén- és bauxitbányák vízkiemelései által okozott depresszió távoli hatásaira figyelmeztető vizsgálataival megalapozta a Dunántúli-középhegység karsztvízszint-észlelő hálózatot, ami segítséget nyújtott a Hévízi-tó-forrás megmentésében, és a budai termálkarszt védelmében.
A Gellérthegyi-barlangban 1962-ben megfigyelő állomást hozott létre, melynek cél a budai termálforrások megismerése volt. A regisztráló-berendezések vízszint-észlelő fúrások adatait rögzítették. Az állomás eredményei alapozták meg a Gellérthegy alatti táró létesítését, ami az addig elszökő vízmennyiség fürdők számára történő hasznosítását tette lehetővé.
Az albán kormány felkérésére, a VITUKI szakembereinek és aktív barlangkutatóknak részvételével 1958-ban foglalkozott Tirana vízellátásának megoldásával. A javasolt, Tiranatól 20 km távolságra fekvő, 1700 m magas Tölcséres-hegységhez (Mali me Gropa) tartozó Shënmrjai-forráscsoport vizének foglalását az albán kormány 1961-ben meg is valósította.

## Társadalmi tevékenységek és elismerések

Kossuth-emléknapok Aggteleken és Jósvafőn

Társadalmi tevékenységekben is aktív, vezető szerepet vállalt. Életét sikerek, elismerések jellemzik. Fiatal korában eredményesen síelt, bokszolt. Díjat nyert irodalmi- és fotó pályázaton. Éveken át elnöke volt a Budapesti Egyetemi Turista Egyesület Barlangkutató Szakosztályának.
Aktívan részt vett a Magyar Karszt- és Barlangkutató Társulat és a Magyar Hidrológiai Társaság tevékenységében is. Alapító tagja volt az 1926-ban megalakult Magyar Barlangkutató Társulatnak, s tevőlegesen járult hozzá a Magyar Karszt- és Barlangkutató Társulat 1958. évi újjáalakulásához is. A Társulat irányításában mindvégig vezető szerepet vállalt, annak tiszteletbeli tagja, majd tiszteletbeli elnöke volt. A Hidrológiai Társaságban a barlangkutatás támogatása érdekében az 50-es években Karszthidrológiai Bizottságot alakított és vezetett. A Társaság 1983-ban ugyancsak tiszteletbeli tagjává választotta.
Munkásságának elismeréseként számos állami és társadalmi kitüntetésben részesült. Az egyesületekben végzett tevékenységéért MTESZ-, természetvédelmi munkásságáért Pro Natura emlékérem (1977) díjban részesült. A Magyar Karszt- és Barlangkutató Társulat mindhárom kitüntetését így a barlangfeltárásért a Vass Imre-érmet, a Társulat érdekében végzett munkásságért a Herman Ottó-érmet, a tudományos kutatási eredményekért a Kadić Ottokár-érmet kiérdemelte. Jósvafő település 1999-ben posztumusz díszpolgárrá választotta.

## Szakmai és népszerűsítő munkái

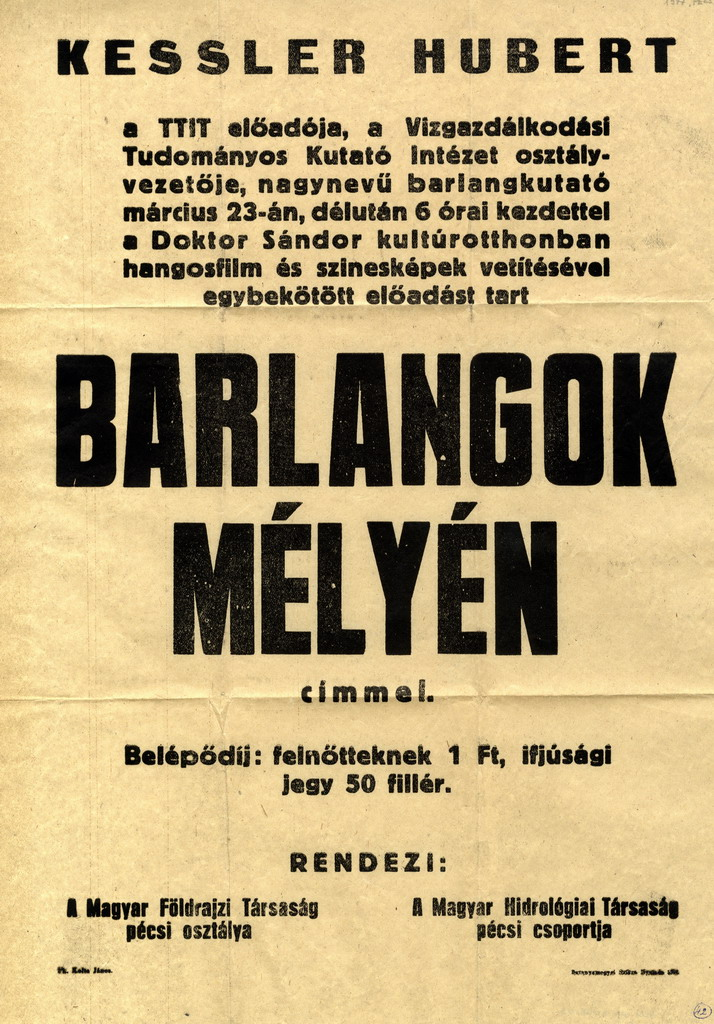
Előadást hirdető plakát

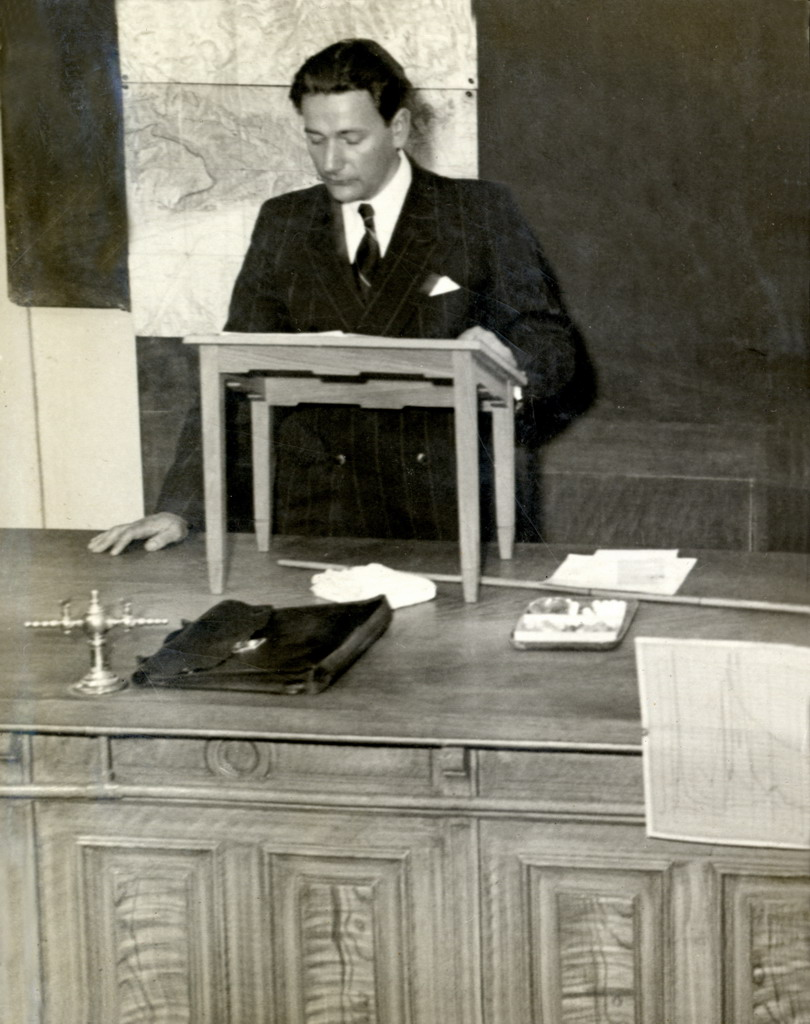
Előadás közben (Hidrológiai Társaság 1938)

Kessler Hubert mai szóhasználat szerint kiválóan menedzselte a barlangok világát, a karsztvíz gazdasági jelentőségét, szerepének fontosságát. Kutatási eredményeit szóban és írásban azonnal közkinccsé tette, a folyamatban levő tevékenységéről a szakembereket és az érdeklődőket egyaránt tájékoztatta. Nemcsak szaklapokban publikált, hanem népszerűsítő folyóiratokban is megjelentette beszámolóit. Írásban és szóban is összefogott volt, meggyőzően tudott érvelni, izgalmas történeteivel, humoros megjegyzéseivel kiváltotta a kellő figyelmet.
Szakmai munkájáról főként a szakegyesületek (Hidrológiai-, Földrajzi Társaság, Földtani-, valamint Barlangkutató Társulat) és a Magyar Tudományos Akadémia szakbizottságainak előadóülésein, valamint hazai és külföldi konferenciákon számolt be. Dolgozatai is ezen szervezetek szakfolyóirataiban, vagy a konferenciák speciális kiadványaiban láttak napvilágot.
Szívesen tartott előadást diákok és a téma iránt érdeklődők számára is. A barlangkutató csoportok, kultúrházak, vagy akár nyugdíjas klubok meghívásának – ha ideje engedte – eleget tett. Az 1960-as években hosszú ideig vezette a fejlődő országok kutatóinak rendezett karszthidrológiai továbbképzéseket. Rendszeres előadója volt a Magyar Karszt- és Barlangkutató Társulat által szervezett tanfolyamoknak is. Német nyelvtudásának köszönhetően gyakran vett részt nemzetközi konferenciákon, ahol előadásaival hazánk szakmai elismertségét erősítette.

### Hidrológiai témájú, külföldi szakelőadásainak a jegyzéke
1957–1967
- Erforschung und Erschliessung des Karstwassers in Ungarn. Neue Beitrage zur Karsthydrologie. – Geographisches Kolloquium der Universität Wien, 1957. III. 19.
- Javaslat Tirana vízellátásának fejlesztésére. – Albán Állami Földtani Intézet. Tirana. 1958. XI. 9. (megjelent.)
- Estimation of subsurface waterresources in karstic regions. – Nemzetközi Hidrológiai Kongresszus, Torontó 1957. (megjelent)
- Karst- und Höhlenforschung in Ungarn. – Landesverein für Höhlenkunde Salzburg, 1959. V. 29.
- Karsthydrologische Forschungen in Albanien. – Landesverein für Höhlenkunde Wien, 1959. VI. 1.
- Erfahrungen bei künstlichen Karstwassererschliessungen. – Aussenamt der Technischen Hochschule Graz, 1959. VI. 5.
- Karsthydrologische Untersuchungen in Albanien. – Naturwissenschaftl. Verein für Steiermark Graz, 1959. VI. 4.
- Wasserhaushalts- und Wasserwirtschaftsfragen in Karstgebieten. Ein 300- Meter Syphon in der *Seehöhle von Tapolca. – III. Internation. Speleologischer Kongress Wien, 1961. IX. 18. és 20. (megjelent)
- Wasserversorgung in Karstgebieten. – Geologische Gesellschaft der Deutschen Dem. Rep. Erfurt. 1962. V. 15.(megjelent)
- Recherches sur 1’equilibre hydrique des regions karstiques de Hongrie. – Colloque sur 1’hydrologie des roches fissurées (UNESCO), Dubrovnik, 1965. X. 10. (megjelent)
- Beitrag zur karstydrologischen Nomenklatur. – IV. Internat. Speleologischer Kongres Ljubljana, 1965. IX. 12.
- A nyírádi terület hidrogeológiai jellemzése. – „Gipronikel” Leningrad, 1967. V. 6.

### Hidrológiai témájú, hazai szakmai előadásainak a kivonatos jegyzéke
1951–1967
- Elektromos eljárások a karszt- és vízkutatásban. – Magyar Hidrológiai Társaság 1951. V1. 13.
- A karsztvíz kutatása és kitermelése. – Mérnök Továbbképző Intézeti előadássorozat 1952.
- A kasztvíz feltárása, források foglalása különös tekintettel a Bükk-hegységre. – Mérnök Továbbképző előadás Miskolc, 1953. X. 30.
- Karsztvízre alapozott balatoni vízellátási terv. – Magyar Hidrológiai Társaság, 1955. IX. 27.
- A Bükki karsztkutatás és a borsodi vízellátás. – Magyar Hidrológiai Társaság és Magyarhoni Földtani Társulat, 1953. XI. 21.
- Magyarország karsztvízkészletének számbavétele. – Magyar Tudományos Akadémia Műszaki Osztálya, 1954. IX. 21.
- A tatabányai ipari víz kérdései. – Magyar Tudományos Akadémia Karsztvízbizottsága, 1954. V. 24.
- A tartósan kitermelhető karsztvíz mennyiségének meghatározása. – Magyar Hidrológiai Társaság, 1954. II. 26.
- A tatabányai ipari vízellátás kérdései. – Országos Magyar Bányászati és Kohászati Egyesület, 1954. V. 28.
- A kasztvízkészlet számbavételének kapcsolatai a bányászattal. – Magyar Tudományos Akadémia Karsztvízbizottsága, 1954. XI. 26.
- A karsztvízgazdálkodás új irányelvei és a karsztvíznyerés eddigi tapasztalatai. – Mérnöki Továbbképző Intézet, 1954. I. 12.
- Barlang- és karsztkutatás a vízellátás szolgálatában. – Magyar Tudományos Akadémia Vízellátási Szakbizottsága, 1955. XI. 17.
- A karsztvízkutatással kapcsolatos legújabb eredmények. – Mérnök Továbbképző Intézeti előadás, 1955.
- A karsztvízkutatás új irányelvei. – Magyar Hidrológiai Társaság, 1955. V. 11.
- Barlangkutatás a vízellátás szolgálatában. – Magyar Hidrológiai Társaság, 1956. VI. 13.
- Karsztvidékek beszivárgási és lefolyási viszonyaira vonatkozó legújabb vizsgálatok eredményei. – Magyar Földrajzi Társaság, 1956. V. 28.
- Bányavidékek vízháztartása. Bányavidékek vízgazdálkodása c. ankét. – Magyar Tudományos Akadémia és Magyar Hidrológiai Társaság, 1956. X. 19.
- Beszivárgási sebességek karsztvidéken. – Magyar Tudományos Akadémia Karsztvízbizottsága, 1956. VI. 25.
- A forráskataszter módszertana. – Magyar Tudományos Akadémia Karsztvízbizottsága, 1956. VI. 25.
- Karsztosodott kőzetek vízszivárgásával kapcsolatos vizsgálatok. – Magyar Tudományos Akadémia Karsztvízbizottsága, 1956. VI. 25.
- A VITUKI forrásnyilvántartása. – Magyar Tudományos Akadémia Vízellátási Szakbizottsága, 1956. III. 27.
- A karsztforrásokra telepített Wien-1 vízmű. – Magyar Hidrológiai Társaság, 1957. IV. 11.
- Tirana vízellátásával kapcsolatos magyar karszthidrológiai kutatások. – Magyar Hidrológiai Társaság 1958. X. 29.
- Beszámoló az Ausztriában tartott III. Nemzetközi Szpeleológiai kongresszusról. – M.E.T.E.Sz. 1961. XII. 15.
- Tervezet a karszthidrológiai adatok térképi ábrázolásához. – Magyar Hidrológiai Társaság, 1961. XI. 21.
- A bányavíz távlati hasznosítása az ivó- és ipari vízellátásban. – Magyar Hidrológiai Társaság, 1962. XII. 7.
- A sztalaktitgyűrűk értelmezése a perioduskutatás szolgálatában. – Műszaki és *Természettudományi Egyesületek Szövetsége, 1965. V. 24.
- Karsztvízgazdálkodási kérdések. – Magyar Hidrológiai Társaság, 1964. X. 20.
- Források és víznyelők összefüggései. – Magyar Hidrológiai Társaság, 1965. V. 5.
- A Gellérthegyi Karszthidrológiai Észlelőállomás célkitűzései. – Műszaki és Természettudományi Egyesületek Szövetsége, 1965. VI. 15.
- A Főváros gyógyvizeinek védőövezeti kérdései. – Hazafias Népfront Balneológiai Bizottsága, 1965. V. 12.
- Újabb adatok a budapesti termálkarsztvíz összefüggésének kérdéséhez. – Magyar Hidrológiai Társaság, 1965. X. 26.
- A bányavízfakasztás hatása a Dunántúli Magyar Középhegység vízháztartására és a karsztvízszint alakulására. – Országos Magyar Bányászati és Kohászati Egyesület, 1967. XI. 2.

Kessler szívesen írt Napi- hetilapokban, szakfolyóiratokban, különböző kiadványokban megjelent írásainak, tanulmányainak, közleményeinek, könyveinek száma meghaladja a 400-at. A publikációk alapján jól követhető munkássága. A II. világháború végéig megjelent mintegy 170 írás a karabinerfékről és a Hochstadel északi falának megmászásáról szóló cikkek kivételével kizárólagosan a barlangokkal foglalkozik. Ezek főként hírek, beszámolók, barlangleírások és a hozzájuk kapcsolódó szakmai gondolatok. A kevés kifejezetten tudományos szakanyag közül a zsombolyelmélet és a doktori disszertáció emelendő ki.
1950-ben kezdődött „hidrológus” korszaka. A barlang mellett megjelent a karsztvíz-hévíz kutatás, feltárás, hasznosítás, kitermelés, a forrásvizsgálat, -nyilvántartás, és a beszivárgás kérdésköre is. Az első barlanggyógyászattal foglalkozó írása 1965-ben jelent meg, és ez a téma az 1970-es évektől a legkedvesebb szakterületévé vált. Utolsó két írása is azzal foglalkozott.
Hálás levelezője volt a napilapoknak is. Főként a Magyar Nemzet számára írt, de a Népszabadság hasábjain is jelent meg szakterületeit érintő véleménye, kritikai észrevétele. Az Élet és Tudomány szerkesztősége is kihasználta tudását, több olvasói kérdésre ő válaszolt.
Kesslernek több önálló könyve is napvilágot látott. A barlangokkal foglalkozókat két csoportba osztotta. Véleménye szerint vannak a barlangot kutatók, mások csak a barlangban kutatnak. A barlangban kutatók azok a szakemberek (geológusok, morfológusok, biológusok, régészek stb.), akik kutatási témájukhoz használják ki a barlang adottságait, a barlangot kutatók akik viszont a barlang újabb szakaszainak megismeréséért dolgoznak. Könyveivel a barlangot kutatók munkáját kívánta népszerűsíteni, ezen tevékenységet akarta elfogadtatni.
Az 1936-ban megjelent Barlangok mélyén című munkája volt az első olyan írásmű, amelyik közérthetően, érdekfeszítő stílusban mesélt a barlangok világáról és a kutatás izgalmas, élménygazdag, a tudományt- és a sportot egyesítő gyakorlatáról. Saját tapasztalatait, kísérleteit, gondolatait osztotta meg az olvasóval, beszámolt a barlangjárás -feltárás során bekövetkezett váratlan eseményekről, a problémák leküzdésének módjáról. További könyveiben is saját tapasztalatai adták az alapot, de ezekben (Örök éjszaka világa 1957, Föld alatti ösvényeken 1961) már kihasználta nemzetközi tájékozottságát, és kitekintést adott a világ nagy, különleges barlangjaira is. Az Örök éjszaka világában pedig néhány különleges baleset bemutatásával a barlangok veszélyére is felhívta a figyelmet. Utolsó könyvében (Barlangok útjain, vizein 1985) visszatért ifjúkori sikereinek színterére. A vizesbarlangok specialistájaként elért eredményeket az teszi érdekessé, hogy a társszerző Mozsáry Gábor a munka folytatását, a következő nemzedék sikereit mutatja be.

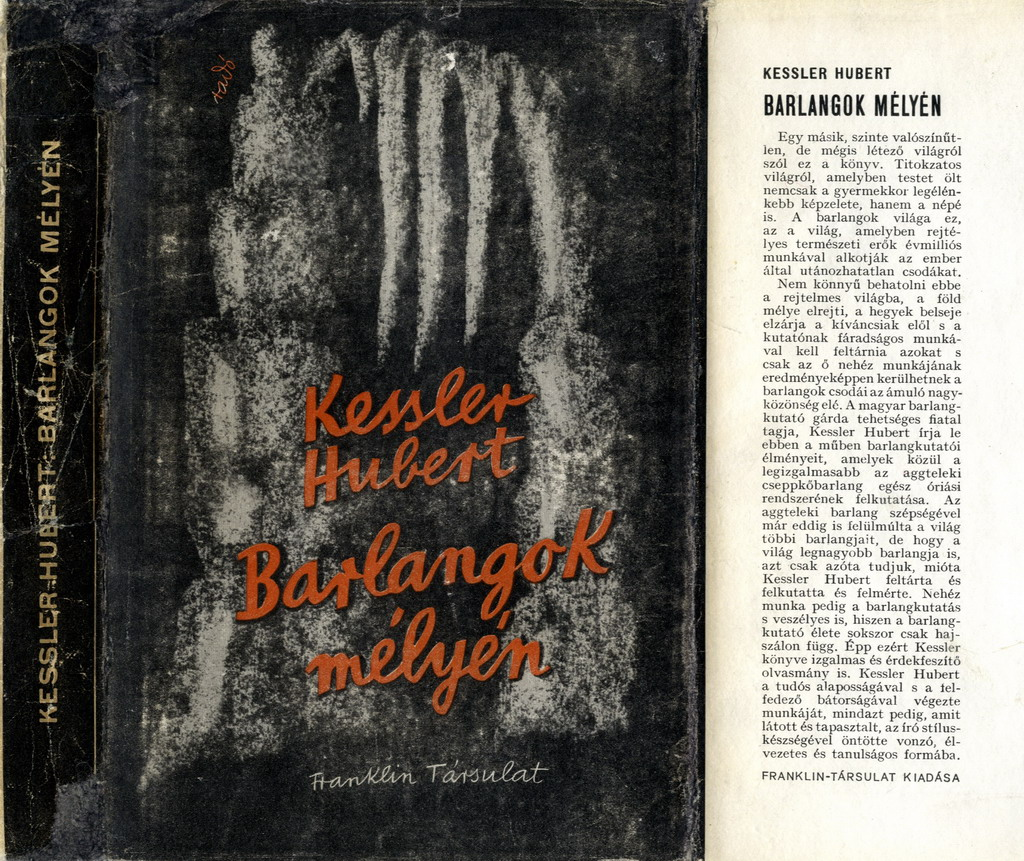
Az első könyvének a címoldala (1936)
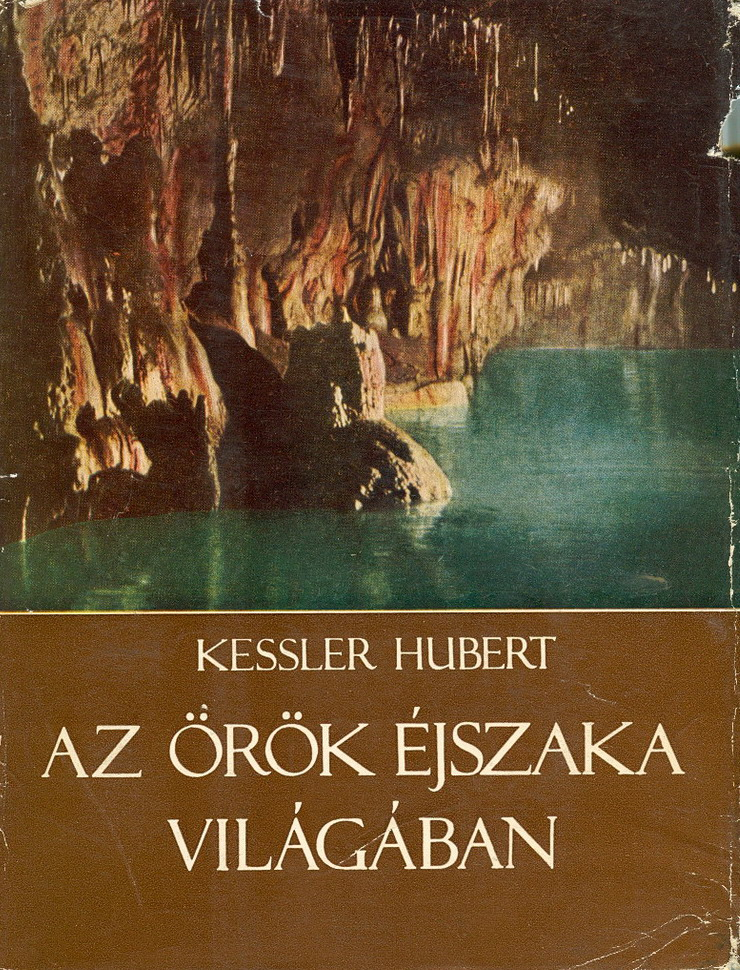
Az egyik könyvének a címoldala
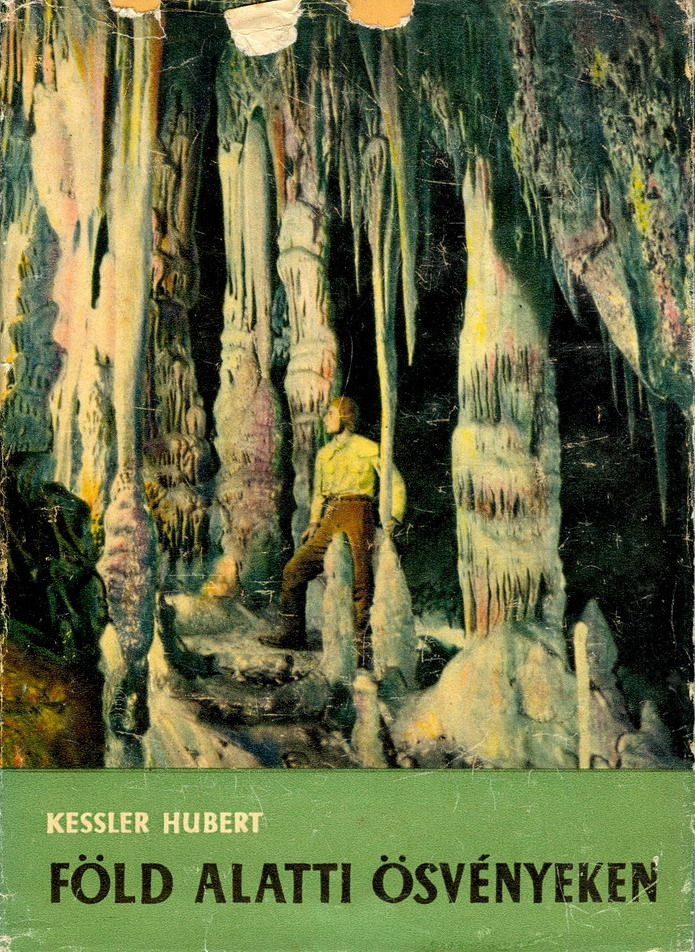
Az egyik könyvének a címoldala
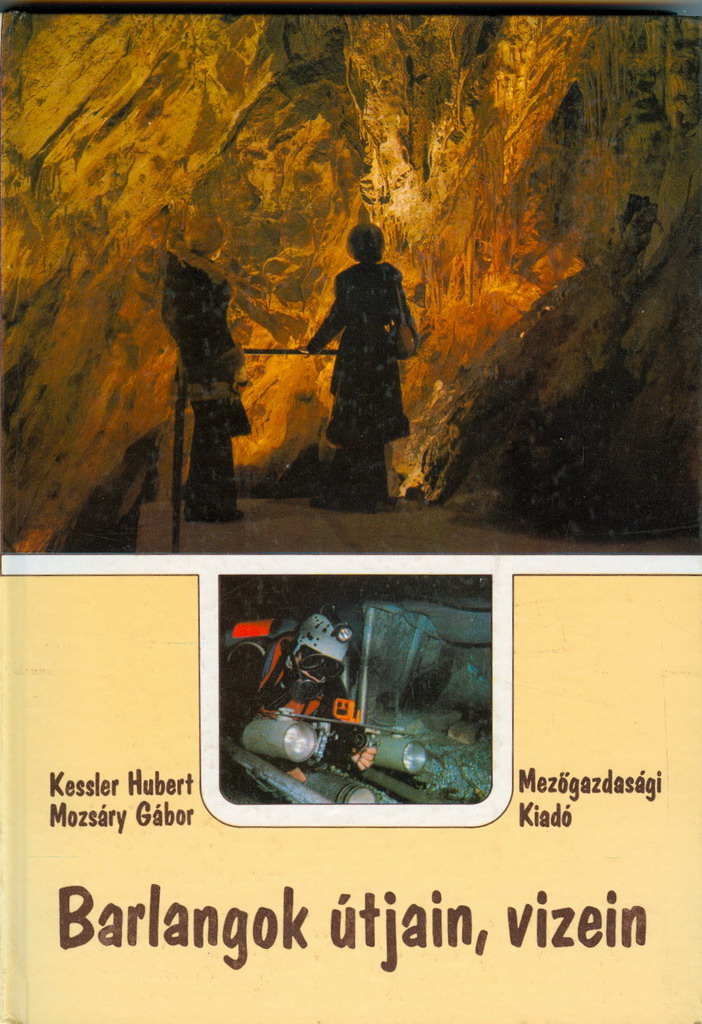
Az egyik könyvének a címoldala

A Baradlát ismertető önálló kiadványok mellett a többi turizmus számára megnyitott barlang leírását is elkészítette (Anna-, István-, Lóczy- és Pál-völgyi-barlang). Szeretett speciális témákkal is foglalkozni. Például írt több külföldi barlangól, a sztalaktitgyűrük szerepéről az éghajlatváltozás meghatározásában (1963), a Gellért-hegyi barlangról, mint a főváros névadójáról (1962), vagy a barlangokban használt oxigénes légzőkészülékekről. A barlangkutató felszereléséről szóló munkája az első olyan írásos anyag, amiből megtudhatjuk, hogy a feltáró kutatás hőskorában milyen ruhát, fejvédőt, lámpát használtak, milyen technikai eszközöket tartottak fontosnak, és a tapasztalatok alapján milyen praktikus megoldások alakultak ki. Kessler gondolkodására jellemző, hogy szükségesnek ítélte a felmérési és a fotózás eszközeit is ismertetni, mivel a feltáró munka során a legfontosabb teendőnek az újonnan megismert szakaszok felmérését és fotódokumentálását tartotta. Elképzelhető, hogy ő a szerzője a Ludas Matyiban (1980) felesége neve alatt megjelent „Dúsított” eperdzsem című ironikus soroknak is.
A barlangkutatás egy-egy jelentősebb személyiségének elhunytáról sem feledkezett meg, egyaránt méltatta Kadić Ottokárnak a barlangkutatás atyjának, Herman Ottónak az utolsó polihisztornak, a kutatótárs Markó Istvánnak, és a barlanggyógyászat nemzetközi szaktekintélyének, Hubert Spannagelnek tevékenységét.

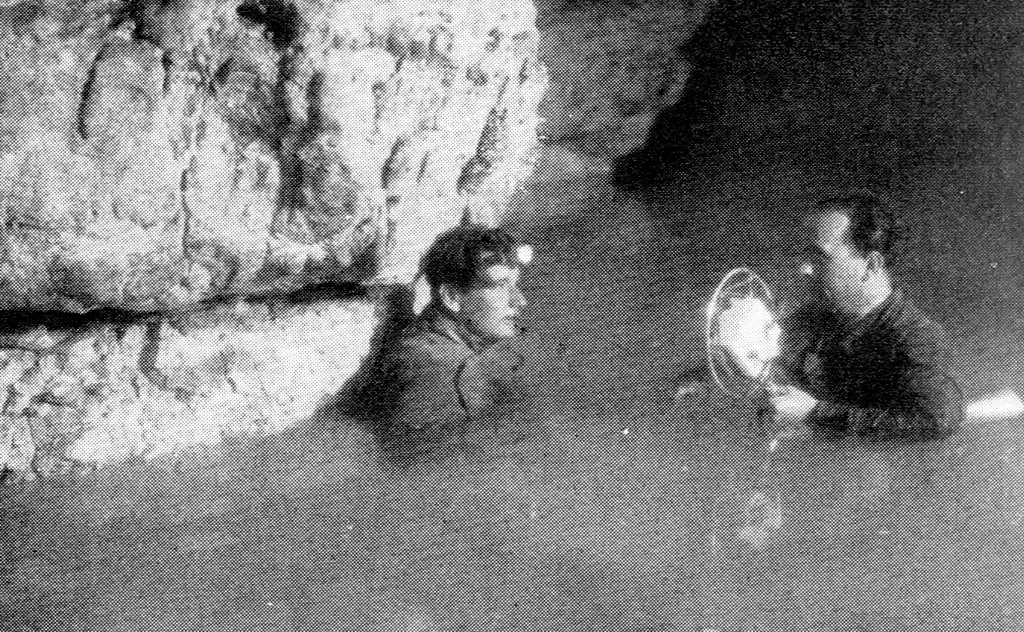
Helyszíni rádióriport a Tapolcai-tavasbarlangból (1938)

Kessler a munkájával, személyével kapcsolatos anyagokat a kezdeti időktől gyűjtötte, túráiról naplót vezetett. „Előkerültek régi túranaplói is, meg a vitrinből írásainak egy-egy példánya. Föltette azt a hanglemezt is, amelyet a Zichy-barlangból való rádióközvetítéskor vettek föl” (Kisfaludi 1944). Sajnos ezek az anyagok mind elvesztek. Később újból megkísérelte cikkeit sorrendbe tenni, ennek köszönhetően hagyatékában fennmaradt négy olyan kötet, ami az 1950-es évektől egészen 1992-ig viszonylag teljes körűen, az előző időszakról hiányosabban tartalmazza írásait. Ezekben nemcsak az általa írt cikkek, hanem a róla szólók, a nevét említők is szerepelnek. Nevét mindig gondosan aláhúzta, de sajnos nem mindig tette el a teljes anyagot, csak az őt érintő részt vágta ki, többször az irodalmi hivatkozás is hiányzik.
Szenvedélyes fotós volt. Első hegymászó és barlangi túrái alkalmával még csak emlékképeket készített, majd elsajátítva a felszín alatti fotózás tudományát, a különleges körülmények között, magnéziumfény alkalmazásával művészi képeken örökítette meg a barlangok, különösen a Baradla termeit, folyosóit, képződményeit. Pozitív és negatív felvételeket egyaránt készített, és ő volt az első, aki a Baradlában színes diapozitíveket is felvett. Ez utóbbiakat 1941. február 12-én a BETE előadóestjén mutatta be először az érdeklődőknek.
Cikkeit, könyveit és előadásait saját felvételekkel illusztrálta, de mások is felhasználták munkáit. Több fotója képeslap formájában is megjelent. A Baradlát és a Domicát ábrázoló közel 30 különböző részletet ábrázoló, fekete és barna színnyomatban kiadott képeslapja közül van olyan, amelyik több mint 10 kiadást ért meg. Néhány – nevének feltüntetése nélkül – még az 1940-es évek végén is napvilágot látott. De a révi Zichy-barlangban készített felvételeiből is nyomtattak képeslapokat.
Sajnos 1945 előtt készített felvételeinek jelentős része elveszett, azonban néhány fotó, családi album, üveg negatív és az 1970-es évektől kezdődő, utazásait dokumentáló fotóalbum megmaradt hagyatékában az utókor számára.
A barlangok népszerűsítését szolgálta az a kiállítás, amit a BETE tagjaival 1933-ban rendeztek meg. Ez volt az első magyar barlangbemutató, mellyel a felszín alatti világ sokoldalúságára kívánták felhívni a nagyközönség figyelmét. Az utolsó kiállítás, melyben szerepe volt, 1978. szeptember 4-én a TIT természettudományi Stúdiójában nyílt meg. A Föld alatti ösvényeken című, Borzsák Péter és Prágai Albert fotóiból rendezett bemutatót Kessler nyitotta meg, majd a fotósok képeinek felhasználásával előadást tartott Magyarország idegenforgalmi célokra kiépített barlangjairól.
Már a rádiózás kezdeti időszakában meg tudta szervezni, hogy a riporter a barlang mélyéről adjon helyszíni közvetítést. 1935. május 16-án Turchányi István az Óriások terméből tartott helyszíni rádióközvetítést, amikor a Baradla kiépítéséről szóló Kessler interjút a jósvafői dalkör kísérte. Június 1-jén már a Pál-völgyi-barlang volt a közvetítés helyszíne, ahonnan Kessler a főváros nevezetes barlangjának látnivalóit ismertette. A hallgatóság az éteren át ismerkedhetett meg a Felvidék visszatértekor Magyarországhoz csatolt Domica szépségével és értékeivel, vagy a vizes barlangok feltárási nehézségeivel (Tapolcai-tavasbarlang, Révi Zichy-barlang 1942). Később is szívesen nyilatkozott a múltról, az aktuális szakmapolitikai kérdésekről a rádióban és a TV-ben egyaránt.

## Kessler Hubert Emlékház

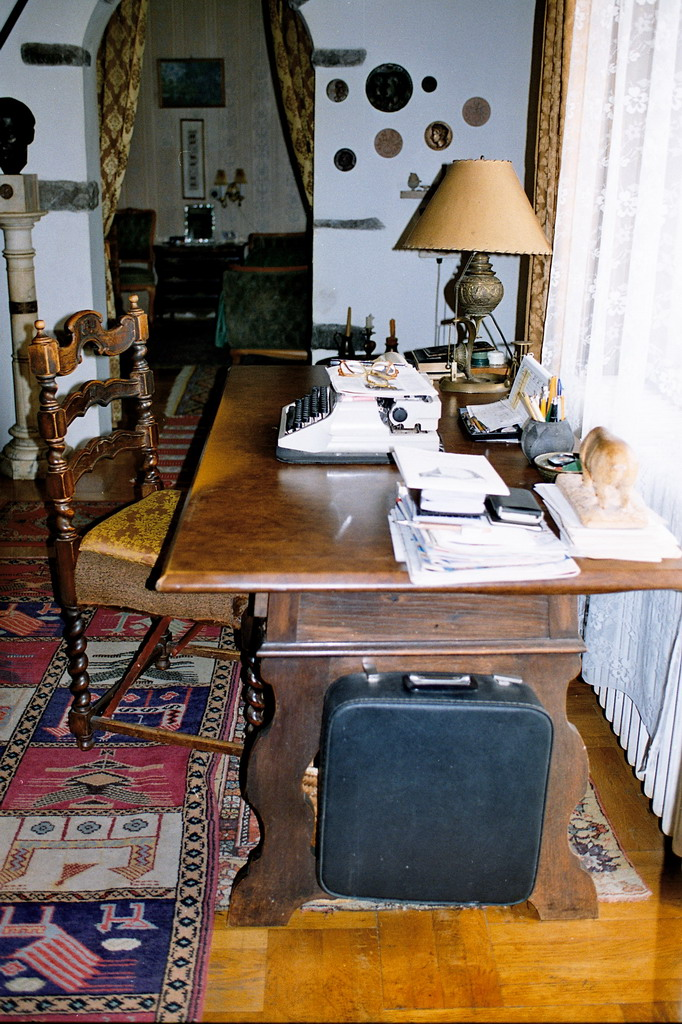
Kessler Hubert budapesti lakásának részlete

Kessler Hubertnek nem volt gyermeke, nem volt olyan közeli hozzátartozója, akire örökösként tudott volna tekinteni. Pedig foglalkoztatta a kérdés, mi lesz a sorsa élet során összegyűjtött értékeinek. Nem gondolt a köz számára történő adakozásra, életművének megörökítésére, inkább szerette volna házának értékét még az életben élvezni. Egy olyan megoldás foglalkoztatta, hogyan lehetne eltartási szerződés kötni az állammal, vagy egy állami szervezettel. Javaslatát már 1981-ben megjelentette a Magyar Nemzetben. A Természetvédelmi Hivatalban is felvetette ezt a lehetőséget, de jogszabályi háttér és feltehetően anyagiak hiányában az nem valósult meg. Néhány, munkájára vonatkozó dokumentumot ugyan átadott a Természetvédelmi Hivatal részére, de ezek főként másolatok voltak.
Halálát követően egyértelművé vált, hogy özvegye a ház örökösödési adójának kifizetése, később fenntartása érdekében kénytelen lesz megválni egy-egy tárgytól, emléktől. Ekkor született meg a gondolat, hogy legalább néhány személyes értékét, a barlangokhoz kapcsolódó emlékeit és dokumentumait meg kellene menteni az utókor számára. Az özvegy elfogadta azt a javaslatot, hogy anyagi ellenszolgáltatás fejében, amíg él érintetlenül hagyja Kessler Hubert dolgozószobáját. A Magyar Karszt- és Barlangkutató Társulattal kötött, közjegyzővel hitelesített megállapodás rögzítette azt is, hogy a Természetvédelmi Hivatal biztosította anyagi támogatás fejében férje – listába vett – barlangkutató hagyatékát halála után a természetvédelemre hagyja, azon kikötéssel, hogy azt a köz számára hozzáférhetővé kell tenni.
Kessler Hubertné, bár jóval fiatalabb volt férjénél, csak öt évvel élte őt túl. 1999-ben bekövetkezett halála után örököse (testvérének fia) a megállapodásban foglaltakat maradéktalanul betartotta, és az ott szereplő tárgyakat a természetvédelem részére átadta. A ház és a többi ingóság eladásra került. Sajnos az 1994-ben született megállapodás hiányos volt, szerénységből és ismerethiány miatt több mindenre nem tért ki, így számos tárgy, többek között Kessler személyes iratai is ma ismeretlen helyen vannak.
Az Aggteleki Nemzeti Park Igazgatóság 1999-ben dr. Kessler Hubert Jósvafő posztumusz díszpolgárává választása alkalmával határozta el, hogy a hagyaték elhelyezésére azt a házat teszi alkalmassá, ahol Kessler Jósvafőn megkezdte sikeres pályafutását.

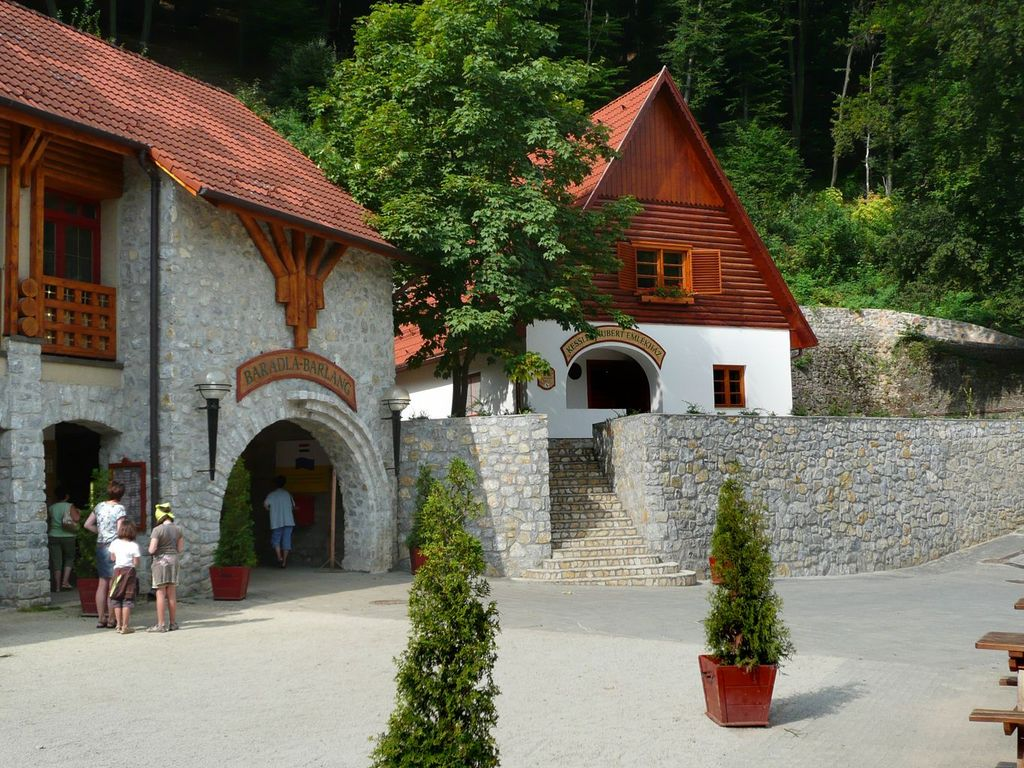
Az emlékház a rekonstrukció után

Az emlékház épületét dr. Kessler Hubert a könyvének honoráriumából építette 1935-ben. A házhelyet Abaúj-Torna vármegye biztosította részére. Az épületet 1936-ban? alacsonyabb tetőszerkezettel és kisebb szélességben hátul megtoldották, az előterében pedig garázsépületet létesítettek. Ez utóbbit azonban a Tengerszem Szálló építésekor elbontották. A ház 1945-ben, a front átvonulásakor jelentősen megsérült, de állapotáról és a javításokról bővebb információ nincs. A hátsó toldalékot – a háborút követően, vagy az 1960-as években – lebontották és az épületet teljes szélességében meghosszabbították. A szálloda felé eső oldalhoz 1979-ben egy 10 méternél magasabb kéménnyel ellátott olajkazánt és kapcsolódóan irodahelyiséget emeltek.
Az épület kezdetben Kessler Hubert lakásaként és barlangpénztárként üzemelt, majd azt egészen 2003-ig részben lakásként, részben irodaként, öltöző-mosdóként használták. A kazánházat és a kéményt 2003-ban eltávolították. Az épületet a Baradla Vörös-tó – Jósvafő közötti rekonstrukciójának ideje alatt 2004–2005-ben a kivitelezést végző Nova-Alpin KFT bérelte és irodaként, valamint lakásként használta, majd a barlangvezetők tartózkodási helyeként, raktárként egészen 2007 végéig működött.

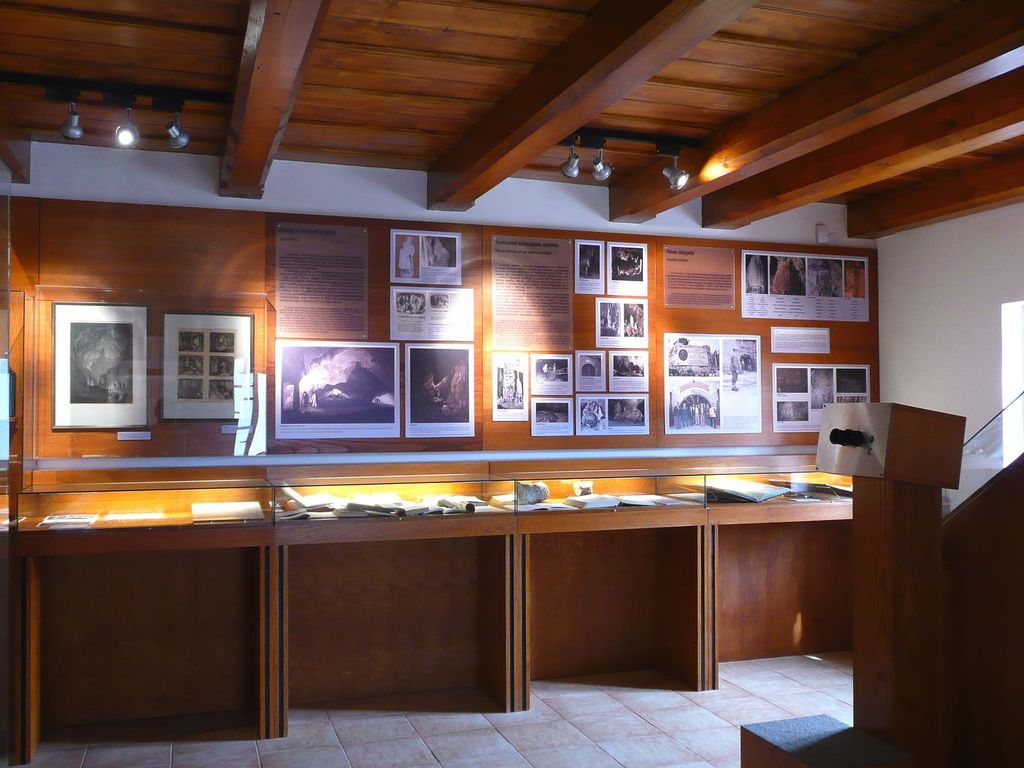
Kiállításrészlet a 2008-ban átadott Emlékházból (földszint)

Az emlékház létrehozása érdekében az ANP megbízása alapján Szablyár Péter 2002-ben elkészítette a ház állapotának felmérését és javaslatot tett a belső tér kialakíthatóságára. Az épület felújításához és a kiállítás berendezéséhez szükséges anyagi fedezet megteremtése érdekében az ANP Igazgatóság a javaslat átdolgozásával több pályázatot is előkészített, de a megvalósításra végül is, Tolnay Zsuzsa menedzselésében, az Interreg IIIA HUSKUA 05/02/069 kódszámú projekt keretén belül kerülhetett sor 2008-ban. A Körtvély Sándor tervei alapján, a Nova-Alpin KFT által kivitelezett beruházás során az épületet (annak állapota miatt) teljesen elbontották, és a külső arculat megtartása mellett újjáépítették. A hátsó részt, a biztonságos közlekedés kialakítása érdekében 1,5 méterrel meghosszabbították.
A belső elrendezés a sokszori átépítés miatt már úgysem volt rekonstruálható, így ott a kiállítás céljainak megfelelően egységes teret alakítottak ki. Az egyirányú közlekedés biztosításához az emeletről a hegy felé ajtót nyitottak, így a vendégek a kiállítás megtekintését követően a hátsó támfal mögé helyezett sétányon jutnak vissza a ház melletti pihenőhöz, vagy a barlang bejárata elé.
Az emlékház bejárata mellett Domokos Béla alkotása, Kessler Hubert bronz portréja látható. A földszinten az érdeklődő eredeti dokumentumok és másolatok segítségével ismerkedhet meg a ház történetével, a Törőfej-völgy fejlődésével, valamint általános képet kap a Baradla kialakulásáról, látványos képződményeiről, a feltáró és tudományos kutatásról, élővilágáról, régészeti leleteiről, védelméről, a munkálatokat végző személyekről, a turizmus fejlődéséről, neves látogatóiról, és arról milyennek látták a művészek a természet e ritka alkotását.

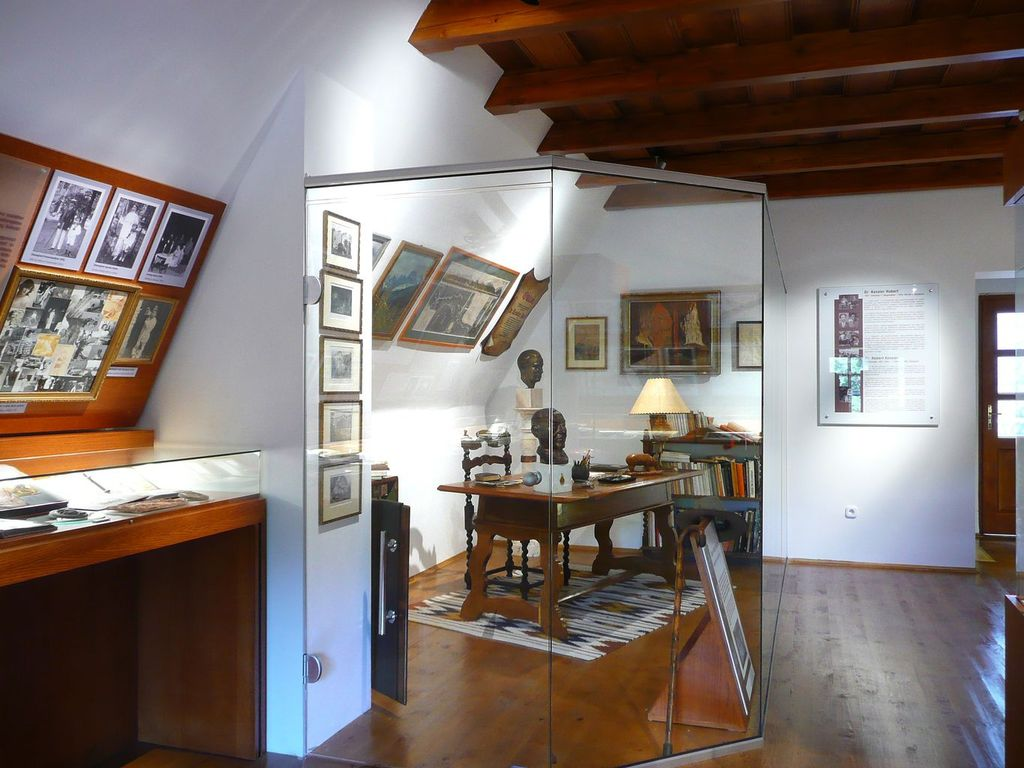
Kiállításrészlet a 2008-ban átadott Emlékházból (emelet)

Az emeleten fényképek, tervek, könyvek cikkek, festmények, szobrok és egyéb személyes tárgyak segítségével elevenedik meg Kessler Hubertnek, a Baradla mindmáig legeredményesebb igazgatójának az élete születésétől egészen élete alkonyáig. Látható gyermekként szülei társaságában, majd feleségével Szekula Máriával, aki a kutatásokban hű társa volt. A hegymászó, a neves barlangfeltáró, a tudományos kutató, a Baradlát és az idegenforgalmat fejlesztő igazgató, a barlangok hasznosítását szorgalmazó és a barlangügyet népszerűsítő szakembert, az újító hidrológust, társadalmi munkáját, kitüntetéseit, publikációs tevékenységét korhű dokumentumok igazolják. Saját bútoraival, tárgyaival, felesége szobraival és festményeivel berendezett emlékszobája egykori környezetét idézi.
A kiállítás témáihoz kapcsolódó filmek, fényképek, dokumentumok közti válogatáshoz, riportok meghallgatásához számítógép nyújt segítséget. Többek között látható Kessler Hubert amint életéről mesél, vagy hallható, amikor arról beszél, hogyan lett barlangkutató, vagy arról, mi az, amiről könyveiben nem olvashatunk. Végiglapozhatók fotóalbumai a gyermekkortól egészen az 1980-as évek végéig, és megtekinthetők a barlangokban készített felvételei is. Akit a publikációk érdekelnek, nemcsak a bibliográfiai hivatkozások között keresgélhet, hanem a cikkeket is elolvashatja.
A kiállítás anyagát összeállította Székely Kinga, kivitelezte a KIÁLL Kft (grafika: Imre Olga és Juhász Mihály, makett: Szűcs Péter). Megnyitására 2008. július 25-én került sor, ahol az egykori „főnök” Rakonczay Zoltán nyugalmazott miniszterhelyettes, a magyar természetvédelem kiemelkedő egyénisége tartott ünnepi beszédet.

## Publikációi
| Publikációi |
| --- |
| Kessler Hubert hagyatékában megtalálható a maga által összeállított publikációs jegyzéke. Ez az anyag jelent meg a Karszt és Barlang 1994. évi számában. Székely Kinga a Kessler Hubertről szóló könyv összeállításakor észrevette, hogy az írások száma a nyomtatásban szereplőknél jóval magasabb. A Székely Kinga által összeállított barlangtani bibliográfiában más anyagok is szerepelnek, de több cikk hiányzott mindkettőből, amelyik eredeti lenyomata, vagy másolata Kessler cikkgyűjteményében megtalálható. Jelen összeállítás ezen három anyag figyelembevételével készült el, de kutató munkával feltételezhetően még több kisebb cikk és híranyag napvilágra kerülne. A cikkek időrendben szerepelnek, nincsenek különválasztva a szakanyagok, a népszerűsítő írások és a híranyagok. Többszerzős munka esetén a társszerző(k) neve, vagy et.al. szerepel. - (1927): A Vecsembükki és az Almási zsombolyok első sikeres bemászása. – Turistaság és Alpinizmus, 17. évf. 7–8. sz. 123–127. old. - (1930): Az új zöldmáli cseppkőbarlang. – Turisták Lapja, 42. évf. 340. old. - (1930): Új cseppkőbarlang a budai hegyekben. – Turisták Lapja, 42. évf. 340. old. - (1931): A Vecsembükk zsombolyai. – Turisták Lapja, 43. évf. 259–262. old. - (1931): A modern barlangkutatás technikája. – Turisták Lapja, 43. évf. 247–249. old. - (1931): A Glocknerwand (3721) traverzálása. – In: Györgyfalvy Dezső: A Budapesti Egyetemi Turista Egyesület 3. évkönyve, 1914–1931. évekről, 18–20. old. - (1931): A Barlangkutató Osztály működése. – In: Györgyfalvy Dezső: A Budapesti Egyetemi Turista Egyesület 3. évkönyve, 1914–1931. évekről, 76–81. old. - (1931): Lichtbildnerei Wiedergabe der natűrlichen Steilheit der Berge. – Allgemeine Bergsteiger Zeitung, május 1. - (1931): A Szemlőhegyi cseppkőbarlang. – Turisták Lapja, 43. évf. 250–252. old. - (1931): A Hochstadel (2678 m) északi fala. – Turistaság és Alpinizmus, 21. köt. 5. füz. 106–113. old. - (1932): Aggteleki felfedezések. – Turistaság és Alpinizmus, 22. évf. 10. sz. 236–243. old. - (1932): A legújabb aggteleki kutatások eredménye. – Turisták Lapja, 44. évf. 111–116. old. - (1932): Die Aggteleker Höhle: ein 20 km langes unterirdisches Entwasserungs-system. (Ergibnes der letzten Forschungen.) – Hidrológiai Közlöny, 12. (1932. évi) évf. 1. sz. 76–81. old. - (1932): Hazánk két legmélyebb barlangja. – Természet, 3. sz. 64–66. old. - (1932): Unterirdische Berbindung mit Ungarn. – Grenzbote, október 14. Bratislava - (1932): A Budapesti Egyetemi Turista Egyesület Barlangkutató Szakosztálya... (gyűjteményt állított össze. Kutatásai.) – Barlangvilág, 2. köt. 3–4. füz. 28. old. - (1932): A Hosszúszói cseppkőbarlang... (Domica.) – Turistaság és Alpinizmus, 22. évf. 10. sz. október. 264. old. - (1932): Új cseppkőbarlang a szurdokvölgyben. (Pilisszentkereszt.) – Turistaság és Alpinizmus, 22. évf. 263. old. - (1932): A zsombolyok keletkezéséről. – Barlangvilág, 2. köt. 3–4. füz. 20–22. old. - (1932): A huszkilométeres barlangrendszer Európa második cseppkőbarlangja lett. – - (1933): Két óriási cseppkőbarlang összefüggésének felfedezése. A magyar barlangkutatás legujabb sikere. – Pesti Hírlap Vasárnapja, 55. évf. 6. sz. február 5. 16–17. old. - (1933): Der Karabinersitz. – Allgemeine Bergsteigzeitung, juli 14. 11. jahg. no. 531. Wien–München - (1933): Újabb barlangot fedeztek fel az óbudai Ferenchegyben. – Magyarság, október - (1933): A bánhidai Szelimlyuk barlangban... (próbaásatás volt.) – Turistaság és Alpinizmus, 23. évf. 151. old. - (1933): A Velebit hegységben hatalmas barlangot találtak. – Turistaság és Alpinizmus, 23. évf. 177. old. - (1933): Újabb kutatások a Nagy-Baradlában. – Turistaság és Alpinizmus, 23. évf. 9. sz. szeptember, 247–248. old. - (1933): A „Kapocsfék”. (Új kötélereszkedési módszer.) – Turistaság és Alpinizmus, 23. évf. 9. sz. szeptember, 238–243. old. - (1933): Barlangkutatásaim legérdekesebb fejezetei. Hazánk kiaknázatlan földalatti kincseiről. – Vadászat, 1. évf. 2. 11–14. old. - (1933) The stalactite cave Baradla at Aggtelek-Jósvafő in Hungary. – Hidrológiai Közlöny, 13. évf. 1. sz. 125–127. old. - (1934): A Nagy-Baradla. Hazánk legnagyobb természeti ritkasága. A Jósvafő – Aggtelek – Hosszúszói óriáscseppkőbarlang leírása és feltárásának története. – Egyetemi Turista Egyesület Barlangkutató Szakosztálya, 47 old. - (1934): A Nagy-Baradla. Hazánk legnagyobb természeti ritkasága. A Jósvafő – Aggtelek – Hosszúszói óriáscseppkőbarlang leírása és feltárásának története. – Egyetemi Turista Egyesület Barlangkutató Szakosztálya, II. kiadás, 46 old. - (1934): Feltáró kutatások a gömör-tornai barlangvidéken. – Turistaság és Alpinizmus, 24. évf. 249–256. old. - (1934): The stalactite cave Baradla at Aggtelek-Jósvafő in Hungary. – Hidrológiai Közlöny, 13. (1933. évi) köt. 125–127. old. - (1934): Az aggteleki "Baradla" cseppkőbarlangról. – Magyar Turista Élet, 2. évf. 4. sz. 13. old. - (1934): Az aggteleki cseppkőbarlang csodáiból. – Új Magyarság Karácsonya, (képes melléklet) december 25. 10. old. - (1934): A Domicza-barlang... (idegenforgalmi jelentősége.) – Turistaság és Alpinizmus, 24. évf. 63. old. - (1934): Újszerű világítás a Baradla jósvafői szakaszában. – Turistaság és Alpinizmus, 24. évf. 26. old. - (1934): A Ferenc-hegyi új aragonit barlang. – Budai Napló, szeptember 30. - (1934): Látogatás a Baradla (Aggteleki cseppkőbarlang) megszállt terület alá nyúló és a csehek által kezelt szakaszában. – Budapesti Egyetemi Turista Egyesület Barlangkutató Szakosztálya, 12 old. - (1934): Az új Ferenc-hegyi aragonit-barlang. – Turisták Lapja, 46. évf. 1. sz. 9–12. old. - (1934): Az új Ferenc-hegyi aragonit-barlang. – Különlenyomat a Turisták Lapja, 46. évf. 1. sz. oldalszám nélkül, Élet irodalmi és nyomda RT. 3 old. - (1934): A ferenchegyi új aragonitbarlang. – Barlangvilág, 4. évf. 5. old. - (1935): Az aggteleki óriásbarlangrendszer. – Földgömb, 6. évf. 4. sz. április, 131–140. old. - (1935): Nové objavy v Baradle. Prel. S(ándor) Varga. – Krásy Slovenska, 14. évf. 131–132. old. Liptószentmiklós - (1935): Barlangok mélyén. – Búvár, 1. évf. 92–97. old. - (1935): Az Aggteleki cseppkőbarlangban... (korszerűsítő munkák folynak. Látogatási rend.) – Turistaság és Alpinizmus, 25. évf. 126. old. - (1935): A barlangok kutatása. – Pesti Hírlap Vasárnapja, 57. évf. június 2. 10–11. old. - (1935): A barlang keletkezése. – Magyar Turista Élet, 3. évf. 2. sz. 12–14. old. - (1935): A barlangkutatás jelentősége. – Magyar Turista Élet, 3. évf. 1. sz. 9–10. old. - (1935): A barlangkutató felszerelése. – Magyar Turista Élet, 3. évf. 4/5. sz. 9–10. old. - (1935): A barlangkutató fölszerelése. – Turisták Lapja, 47. évf. 10. sz. 282–283. old. - (1935): A barlangkutató fölszerelése. – In: Dobieski Sándor – Kessler Hubert – Skolil Vilmos: A turista fölszerelése, Szövetségi Túravezetők Könyvtára – 2. füzet, Különlenyomat a Turisták Lapja 1934. évi XLVI. és 1935. évi XLVII. évfolyamaiból, Kiadja a Magyar Turista Szövetség vezetővizsgáztató Bizottsága, 26–27. old. - (1935): A modern barlangkutatás technikája. – Búvár, 1. évf. 758–761. old. - (1935): Az Aggteleki cseppkőbarlangban... (korszerűsítő munkák folynak. Látogatási rend.) – Turisták Lapja, 47. évf. 188. old. - (1936): A feltámadt aggteleki csodabarlang. – Új Idők, 42. évf. I. félév, 878–879. old. - (1936): Árvíz az Aggteleki cseppkőbarlangban. – Földgömb, 7. évf. 174–177. old. - (1936): Barlangok mélyén. Lambrecht Kálmán előszavával. – Franklin, 134 old. (Világjárók. Utazások és kalandok.) Budapest - (1936): Barlangok mélyén. – Új Univerzum, 1. köt. 88–97. old. - (1936): Beszámoló a Baradla barlang 1935. évi eseményeiről. – Barlangvilág, 6. köt. 1–2. füz. 33–36. old. - (1936): Beszámoló az Aggtelek-Jósvafői Baradla cseppkőbarlangban 1935. évben történtekről. – Turisták Lapja, 48. évf. 68–70. old. - (1936): Das Riesenhöhlensystem bei Aggtelek in Ungarn. – Spleleologisches Jahrbuch, 15/17. évf. 1934/36. 73–75. old. Bécs - (1936): Egy új barlang a Gömör-Tornai karszthegységben. – Búvár, 2. évf. 199–200. old. - (1936): Újabb munkálatok az aggteleki cseppkőbarlangban. – Turisták Lapja, 48. évf. 449–450. old. - (1936): Hírek a Baradláról. – Turisták Lapja, 48. évf. 159. old. - (1936): Eddig ismeretlen terem és folyosórendszert találtak az aggteleki cseppkőbarlangban (a Labirintusból kiindulva.) – Pesti Hírlap, augusztus 25. - (1936): Jéghegyek a föld alatt (a Dachsteini-jégbarlangban.) – Pesti Hírlap Vasárnapja, 58. évf. 7. sz. február 16. 18–19. old. - (1936): A postumiai cseppkőbarlang. – Búvár, 2. évf. 607–611. old. - (1937): A Kopolya zsomboly, egy új barlang a Gömör-Tornai karsztban. – Földrajzi Közlemények, 65. köt. 35–39. old. - (1937): Az aggteleki óriásbarlang. – Természetbarát, 25. évf. 5. sz. 1–3. old. - (1937): 1936. évi "Baradla"-beszámoló. – Turisták Lapja, 49. évf. 165–167. old. - (1937): A Baradlában végezhető különtúrák. – Turisták Lapja, 49. évf. 453–454. old. - (1937): A "Baradla" 1937. évi költségvetése. – Turisták Lapja, 49. évf. 167. old. - (1937): A Baradla 1936. évi pénztári kimutatása. – Turisták Lapja, 49. évf. 126. old. - (1937): Árvíz a barlangban... – Turisták Lapja, 49. évf. 454. old. - (1937): Elkészült az aggteleki turistaszálló! – Turisták Lapja, 49. évf. 9. sz. 353. old. - (1937): Szeptemberben elkészült az aggteleki barlangmúzeum is. – Turisták Lapja, 49. évf. 9. sz. 354. old. - (1937): Ágyalapítvány. – Turisták Lapja, 49. évf. 9. sz. 354. old. - (1937): Külföldiek látogatása a Baradlában. – Turisták Lapja, 49. évf. 9. sz. 354. old. - (1937): Jól sikerült a Baradlában készült filmfelvétel. – Turisták Lapja, 49. évf. 414. old. - (1937): A jövő év tervei. – Turisták Lapja, 49. évf. 11. sz. 413. old. - (1937): Megindult az árvíz Aggteleken. – Turisták Lapja, 49. évf. 112. old. - (1937): Néhány szó az aggteleki óriásbarlangrendszerről. – Magyar Turista Értesítő, 5. évf. 1. sz. 6. old. - (1937): Néhány szó a Baradláról. – Kárpáti Hangok, Rákospalota, 2. évf. 57–62. old. - (1937): A Magyar Nemzeti Múzeum ásatásai... – Turisták Lapja, 49. évf. 299–300. old. - (1937): Az új Denevérág-i bejárat megnyitása. – Turisták Lapja, 49. évf. 300. old. - (1937): A Baradla fejlődésének két esztendeje. – Turisták Lapja, 49. évf. 6–7. 254–255. old. - (1937): Az aggteleki turistaszálló. Az Aggtelek-Jósvafői Baradla cseppkőbarlang értesítője. – Turisták Lapja, 49. évf. 8–9. sz. 299. old. - (1937): A Baradla elektromos világítási berendezése. – Turisták Lapja, 49. évf. 8–9. sz. 309–310. old. - (1937): Budapest földalatti szépségei. – Dunántúli Tanítók Lapja, 13. évf. 25–28. old. Szombathely - (1937): Szigorú ítéletek a cseppkőtörők ellen. – Turisták Lapja, 49. évf. 354. old. - (1937): Tavas barlang Tapolcán. – Búvár, 3. évf. 225–228. old. - (1937): Die Riesengrotte bei Aggtelek. – Hungária, 2. évf. 10. sz. 12–13. old. - (1938): Az aggteleki barlangrendszer hidrográfiája. – Földrajzi Közlemények, 66. köt. 1–3. sz. 1–30. old. - (1938): Aggtelek, a világ legnagyobb cseppkőbarlangja. – Búvár, 4. évf. 11. sz. november, 821–824. old. - (1938): Hydrographie des Aggteleker Höhlensystems. – Bulletin international de Geographie, 66. köt. 90–123. old. - (1938): A Baradla-bizottság 1937. évi jelentése. – Turisták Lapja, 50. évf. 182–184. old. - (1938): A Baradla Bizottság 1937. évi jelentése. – A Magyar Turista Szövetség Értesítője, március, 86–88. old. - (1938): A Baradlában végezhető különtúrák. Törökmecset oldalág, Retekág. – Turisták Lapja, 50. évf. 39, 113. old. - (1938): Földalatti határrevízió az Aggteleki-barlangban. – Turisták Lapja, 50. évf. 445–446. old. - (1938): Jégképződmények a Baradlában (az új denevérági bejárat megnyitása óta.) – Turisták Lapja, 50. évf. 40. old. - (1938): Nem történt határsértés az Aggteleki cseppkőbarlangban. – Magyar Turista Élet, 6. évf. 20. sz. 15. old. - (1938): Részleges határkiigazítás az Aggteleki barlangban. – Turisták Lapja, 50. évf. 409–411. old. - (1938): A Tapolcai tavasbarlang. – Turisták Lapja, 50. évf. 24. old. - (1938): Tavasbarlang Tapolcán. – Új Universum, 2. köt. 61–66. old. - (1938): Tavasbarlang Tapolcán. – Búvár, 3. évf. 225–228. old. - (1938): Vidám történetek a Baradlánál. – Magyar Turista Élet, 5. (6!) évf. 6. sz. 6. old. - (1939): A Felvidék gyöngye: Az Aggteleki cseppkőbarlang. – Földtani Értesítő, UF. 4. évf. 1. sz. 17–26. old. - (1939): Az Aggteleki cseppkőbarlang (!) 1938. évi beszámolójelentése. – Turisták Lapja, 51. évf. 113–114. old. - (1939): Jelentés: Az Aggteleki cseppkőbarlangnak eddig a csehek által kezelt "Domica" nevű barlangszakaszának és annak bejárata előtt lévő épület elfoglalásáról. – Turisták Lapja, 51. évf. 112–113. old. - (1939): Az Aggteleki cseppkőbarlang domicahegyi szakasza. – Turisták Lapja, 51. évf. 128–134. old. - (1939): Az aggteleki mesebirodalom. A világ legnagyobb cseppkőbarlangja. Die Riesengrotte bei Aggtelek. Die grösste Tropfsteinhöhle der Welt. – Hungaria (Magazin), 4. évf. felvidéki különszám, 18–19. old. (magyar) 4. sz. 22–23. old. - (1939): Die Riesenhöhle bei Aggtelek in Nordungarn. – Mitteilungen über Höhlen- und Karstforschung, heft 2–4. 80–82. old. - (1939): Újra a miénk az egész Aggteleki barlangrendszer. – Turisták Lapja, 51. évf. 53–55. old. - (1939): Útmutató az Aggteleki barlangrendszer megtekintéséhez. – Turisták Lapja, 51. évf. 55–56. old. - (1940): Az Aggteleki-cseppkőbarlang 1939. évi beszámoló jelentése. – A Magyar Turista Szövetség Hivatalos Értesítője, 5.(15.) évf. 43–47. old. - (1940): Az ősélet újabb nyomai az Aggteleki cseppkőbarlangban. – Természettudományi Közlöny, 72. köt. 5. sz. 176–178. old. - (1940): Egy munkanap az Aggteleki-cseppkőbarlang életéből. – Turisták Lapja, 52. évf. 2. sz. 26–28. old. - (1940): Néhány szó az Aggteleki cseppkőbarlang érdekében. – A szerző kiadása, 8 old. - (1940): Vass Imre, az Aggteleki-barlang első kutatója. – Turisták Lapja, 52. évf. 226–268. old. - (1940): Kadić Ottokár: Mit kell tudnunk a barlangokról? – Turisták Lapja, 52. évf. 39. old. - - Hettescheimer Ernő (1940): Baradla díjairól. – Turisták Lapja, 52. évf. 2. sz. 25. old. - (1940): Az Aggteleki-cseppkőbarlangban 1940-ben végzett munkák. – MTSZ Hivatali Értesítő, 5.(15.)évf. 165–167. old. - (1940): Mire jogosít az aggteleki jegyfüzet? – Magyar Turista Élet, 8. évf. 15. sz. 4. old. - (1940): Erdély barlangkutató turistáihoz! – Turisták Lapja, 52. évf. 215–216. old. - (1941): Egy föld alatti csónaktúra a világ legnagyobb cseppkőbarlangjában. – Művelődés, 2. évf. 1. sz. 4–5. old. - (1941): Az Aggteleki barlang leírása és feltárásának története. – Szerző, 56 old. - (1941): Új felfedezések az Aggteleki cseppköves barlangban és környékén. – Turisták Lapja, 53. évf. 185. old. - (1942): Az aggteleki barlang államosításának ügye. – Magyar Turista Értesítő, 10. évf. 4. sz. 3–4. old. - (1942): Az Aggteleki bizottság... – MATUOSZ. Hivatalos Értesítője, 7.(17.) évf. 72. old. - (1942): Az Aggteleki cseppkövesbarlang 1941. évi jelentése. – MTSZ Hivatalos Értesítője, 7.(17.) évf. 27. old. - (1942): Die Tropfsteinhöhle in Aggtelek. – Ungarn, 3. Jg. 422–427. old. - (1942): Az Aggteleki Cseppkőbarlang idegenforgalmi értékei. – Országjárás, 3.(8.)évf. 33. sz. 5. old. - (1942): Az Aggteleki cseppkövesbarlang hírei. – MATUOSZ. Hivatalos Értesítője, 7.(17.) évf. 54. old. - (1942): Barlangok mélyén. – Franklin Kiadó, (Világjárók, utazások és kalandok 23.) 2. kiadás, 152 old. - (1942): Az Egyetemiek a magyar Feltárások szolgálatában. – Magyar Turista Értesítő, 10. évf. 8. sz. 5. old. - (1942): A Magyar Turista Szövetség "Baradla" Bizottságának 1941. évi zárszámadása. – MTSZ. Hivatalos Értesítője, 7.(17.)évf. 3. sz. 30. old. - (1942): Az Egyetemiek és a magyar barlangfeltárás. – Turisták Lapja, 54. évf. 6. sz. 104–106. és 110. old. - (1942): A barlangkutató munkája. – Képes Vasárnap, 50. sz. december 8. 798. old. - (1942): Erdélyi Feltárások. I. A Vársonkolyosi és az Esküllői forrásbarlang. – Turisták Lapja, 54. évf. 6–8, 10. old. - (1942): Helyszíni közvetítés a Zichy-barlangból és a Csarnóházi-barlangból. – MATUOSz. Hivatalos Értesítője, 7. (17.) évf. 153. old. - (1942): Az északbihari forrásbarlangok. – A Földtani Intézet 1942. évi jelentésének függeléke, Beszámoló a Földtani Intézet Vitaüléseinek munkálatairól, 4. évf. 7. füz. 39–53. old. - (1942): A Magyar Turista Szövetség "Baradla" Bizottságának 1941. évi zárszámadása. – MATUOSz Hivatalos Értesítője, 7. (17.) évf. 3. sz. 30. old. - (1942): Rádióközvetítés a Zichy-barlangból és a Csarnóháza-i vizes barlangból. – Erdély, 39. évf. 176. old. Kolozsvár - (1942): Színpompás aggteleki cseppkőbarlang. – Magyar Turista Élet, 10. évf. 20. sz. 6. old. - (1942): Die Tropfsteinhöhle in Aggtelek. – Ungarn, 3. évf. 422–427. old. Lipcse - (1942): Új óriásbarlang a Biharban? – MATUOSz. Hivatalos Értesítője, 7. (17.) évf. 104. old. - (1942): A vársonkolyosi barlang. Erdély, 39. évf. 143–144. old. Kolozsvár. – Országjárás, 3. (8.) évf. 32. sz. 5. old. - (1942): A Zichy-barlang újonnan feltárt részében. – Magyar Futár, 2. évf. 42. sz. 22. old. - (1943): Az Aggteleki-cseppkőbarlang 1942. évi összefoglaló jelentése. – Turista Értesítő, 8.(18.)évf. 49–50. old. - (1943): "Igen életre való gondolat az aggteleki film." – Országjárás, 4. évf. 15. sz. 5. old. - (1943): A Jósvafői turistaszálló elkészült. – Turista Értesítő, 8.(18.)évf. 26. old. - (1943): Szállást kapni az aggteleki menedékházban. Levél a szerkesztőhöz. – Magyar Turista Értesítő, 11. évf. 8. sz. 4. old. - (1943): Barlangkutatás a honvédelem szolgálatában. – Pesti Hírlap, január 3. 6. old. - (1943): Barlangkutatás Szilice környékén. – BETE kiad. Turista Értesítő, 8. (18.) évf. 96. old. - (1943): Bihari búvópatakok nyomában. – Búvár, 9. évf. 89–102. old. - (1943): A Csengőlyuk legújabb feltárása. – Turisták Lapja, 55. évf. szeptember, 157–160. old. - (1943): Az erdélyi barlangok idegenforgalmi jelentőségéről. – Országjárás, 4.(9). évf. 3.(4.) 3. old. - (1943): A Kőrösvölgyi forrásbarlangok helyes elnevezése. – Turisták Lapja, 55. évf. 58. old. - (1943): Új Feltárások Erdélyben. (Előadás címe.) – Magyar Turista Élet, 11. évf. 3. sz. 2. old. - (1943): Újabb feltáró kutatások az északbihari forrásbarlangokban. – Erdély, 40. évf. 53–58. old. Kolozsvár - (1943): Wunder der Tropfsteinhöhlen. Der neu erschlossene Abschnitt der Zichy Grotte. – Das Schaffende Ungarn, 4. évf. 9. köt. 4–5. old. - (1943): A Zichy-barlang új szakaszának feltárása. – Turisták Lapja, 55. évf. 1. sz. 1–4, 10. old. - – Markó István (1943): 104 m mélységben elérték a tornagörgői Ördöglyuk fenekét. – Turista Értesítő, 8. (18.) évf. 7. sz. július, 108. old. - – Markó István (1943): Új kutató expedíció Tornagörgőn. 104 méter mélységben elér-ték a tornagörgői barlangfenekét. Az ország második legmélyebb barlangja lett a tornagörgői. – Országjárás, 4. évf. 24. sz. 1. old. - (1943): Az Aggteleki cseppköves barlang. – Országjárás, 4. évf. 107–111. old. - (1943): Neue Entdeckungen in der Ziczhy Höhle. – Das schaffende Ungarn, szeptember - (1943): Barlangkutatás. – Turista Értesítő, 8.(18.) évf. április–július - (1944): Az Aggteleki cseppköves barlang... – Turista Értesítő, 9.(19.) évf. 60. old. - (1944): A Csarnóházai forrásbarlang feltárása. – Turisták Lapja, 56. évf. 85–87, 89–90. old. - (1944): Harminc emeletnyi mélységben a pelsőci "Csengőlyuk"-ban. – Képes Vasárnap, április 4. 4. old. - (1944): Két új idegenforgalmi látványossággal gazdagították hazánkat a legújabb barlangfeltárások. – Országjárás, 5. évf. 5. sz. 4. old. - (1944): Jádvölgyi barlangok. (Hozzászólásokkal.) – A Földtani Intézet 1944. évi jelentésének függeléke, Beszámoló a Földtani Intézet Vitaüléseinek munkálatairól, 6. évf. 1. füz. 50–61. old. - (1945): 1942. évi bihari feltárásaim. (Az 1942. december 16-i vitaülésen elhangzott előadás címe.) – Földtani Intézet Évi Jelentése az 1941–1942. évekről, 1. kötet, 86. old. - (1947): Földalatti Magyarország. – ? - (1950): Barlangtani kutatások Homoródalmás és a régi Sebeskörös-áttörés környékén. – A Földtani Intézet Évi Jelentése az 1943. évről, II. köt. Északerdélyi földtani tanulmányok. 492–506. old. - (1951): A karsztvíz kutatása és kitermelése. – Mélyépítéstudományi Szemle, 1. évf. 5. sz. 262–269. old. - (1952): Új cseppkő-csodák, boltozatok, termek és tavak a most felfedezett aggteleki barlangban. – Béke és Szabadság, szeptember 15. - (1952): "Ömlik az arany" cserkeszőlő határában.. – Béke és Szabadság, szeptember 28. - (1952): A karsztvíz feltárása. – Vízügyi Közlemények, Közlekedési Kiadó, 34. köt. 2. füzet, 214–247. old. - (1952): A karsztvíz feltárása. – Vízügyi Közlemények, Közlekedési Kiadó, Különlenyomat a 34. köt. 2. füzetből, 3 old. - (1952): A karsztvíz kutatása és kitermelése. – Tankönyvkiadó, Mérnöki Továbbképző Intézet előadássorozata, 20. sz. 44 old. - (1952): Tízmillió forintos megtakarítás karsztvíz feltárásával. – ? február 20. 12. old. - (1953): Hozzászólások az akadémiai karsztvízkonferencia vitájához. – Magyar Tudományos Akadémia Műszaki Tudományos Osztályának Közleményei, 8. köt. 1. sz. 95–97. old. - (1953): A karsztvíz feltárása. – Szikra Nyomda, 39 old. - (1953): A lillafüredi Anna-barlang karsztforrásai. – Hidrológiai Közlöny, 33. évf. 1–2. sz. 60–65. old. - (1954): Versenyfutás a vízért. – Béke és Szabadság, június 2. - (1954): A beszivárgási százalék és a tartósan kitermelhető vízmennyiség megállapítása karsztvidéken. A forrásnyilvántartás tudományos és gyakorlati eredményei. – Vízügyi Közlemények, 36. évf. 2. 179–188. old. - (1954): A karsztból tartósan kitermelhető vízmennyiség és a beszivárgási százalék megállapítása. – Hidrológiai Közlöny, 34. évf. 5–6. sz. 213–222. old. - (1955): Forrástani részletvizsgálatok az Aggteleki-karsztvidéken. – Beszámoló a Vízgazdálkodási Tudományos Kutató Intézet 1954. évi munkásságáról, Műszaki Könyvkiadó, 134–152, 209–210. old. - (1955): Földalatti barlangfürdőt terveznek Miskolc-Tapolcán. – Képes Magyarország, I. évf. november, 17. old. - (1955): A Tantalbarlang. Óriásbarlangot tártak fel a Keleti-Alpokban. – Természet és Társadalom, 114. évf. 10. sz. október, 539. old. - (1955): Az ausztriai Tantalhöhle. – Hidrológiai Közlöny, 35. évf. 9–10. sz. 362. old. - (1955): Hidrológiai hírek. (Külföldi barlangok, szivárgási kísérletek barlangokban, miskolci barlangankét). – Hidrológiai Közlöny, 35. évf. 9–10. sz. 382. old. - (1955): Mesterséges „felhőszakadás” Budapesten. Beszivárgás mérése karszton. – Szabad Nép, december 6. - (1955): Újabb adat a beszivárgási görbéhez. – Hidrológiai Közlöny, 35. évf. 5–6. sz. május–június. 158. old. - (1955): A fúrás nem forrás. – Hidrológiai Közlöny, 35. évf. 3–4. sz. 147. old. - (1955): Der Versickerungsbeiwert in Karstgebieten. (A beszivárgási százalék karsztvi-dékeinken). – Wasserwirtschoft-Wassertechnik, 5. évf. 12. füz. 392–395. old. Berlin - – Megay Géza (1955): Lillafüred barlangjai. – Borsod-Abaúj-Zemplén megye Tanácsának Idegenforgalmi Hivatala, 74 old. - (1955): A karsztvíz kutatása és kitermelése a legújabb eredmények figyelembevételével. – Mérnöki továbbképző Intézet kiadványa, 62 old. - (1956): Das Aggteleker Höhlengebiet (Nordungarn). – Miskolc, 72 old. - (1956): A karsztos hévforrások utánpótlásának kérdése. – Hidrológiai Közlöny, 36. évf. 2. 127–128. old. - (1956): A hasznosítható csapadék erdős területen. – Az Erdő, január, 3–6. old. - (1956): Splorazioni spéleologica in Ungheria. – Rassegna Speleologica Italiana, VIII. Como - (1956): Beköszöntő. – Karszt- és Barlangkutatási Tájékoztató, január–február. 1. old. - (1956): Az első nemzetközi barlangkutató kongresszus. – Karszt- és Barlangkutatási Tájékoztató, március–június. 14–16. old. - (1956): Mélységmérés ultrahanggal. – Szabad Nép, január 18. - (1956): Karsztkutatás a Szovjetunióban. – Karszt- és Barlangkutatási Tájékoztató, január–február. 7. old. - (1956): Oxigénes légzőkészülék alkalmazása a barlangkutatásban. – Karszt- és Barlangkutatási Tájékoztató, január–február. 21–22. old. - (1957): Jelentés az osztrák barlangkutatókkal folytatott tapasztalatcseréről. – Karszt- és Barlangkutatási Tájékoztató, január–június. 30–31. old. - (1957): Két osztrák barlangkutató. – Karszt- és Barlangkutatási Tájékoztató, július–december. 46–47. old. - (1956): A Miskolc-Tapolcai tavas-barlangban. – Élet és Tudomány, XI. évf. szeptember 12. - (1957): Kadić Ottokár 1876–1957. – Karszt- és Barlangkutatási Tájékoztató, január–június. 1–3. old. - (1957): Az örök éjszaka világában. – Kossuth Kiadó, 177 old. - (1957): Der Stand der Höhlen-forschung in Ungarn. – Österreichische Bergsteiger-Zeitung, április 15. - (1957): Fővárosunk barlangjai. – Természetjárás, július - (1957): A Gouffre Berger. – Természetjárás, július - (1957): A világ legnagyobb barlangjai. – Természetjárás, július - (1957): A Tapolcai-tavasbarlang. – Természettudományi Közlöny, XI. - (1957): Az Országos Forrásnyilvántartás. – Vízgazdálkodási és Műszaki Szemle, 2. sz. 41–45. old. - (1957): Karsztvidékek lefolyására és beszivárgására vonatkozó újabb vizsgálatok. – Beszámoló a VITUKI 1956. évi munkájáról, 139–145. old. - (1958): A tiranai vízmű bővítésével kapcsolatos kutatások. – VITUKI beszámolója az 1958. évről, 82–96. old. - (1958): Új szakaszt fedeztek fel a Szemlőhegyi barlangban. – Karszt- és Barlangkutatási Tájékoztató, január–június. 33. old. - (1958): A cseppkövek koráról. – In: Kessler H.: Az örök éjszaka világában. – Élet és Tudomány, május 25. - (1958): A Tapolcai Tavasbarlang. – Veszprémi Idegenforgalmi Hivatal kiadványa, 30 old. Veszprém - (1958): Estimation of subsurface water resources in karstic regions. – Gentbrugge. I.A.S.H. 199–206. old. - (1958): Tirana korszerű vízellátása. – Szakmai beszámoló - (1959): Lineare Messwehren für Quellenschüttungen. – Steierische Beitrage zur Hydrologie, 81–85. old. Graz - (1959): Beszámoló a Magyar Hidrológiai Társaság Központi Karszthidrológiai és barlangkutató Bizottságának működéséről. – Karszt- és Barlangkutatási Tájékoztató, szeptember. 8–10. old. - (1959): Megnyitották a Miskolc-Tapolcai Barlangfürdőt. – Karszt- és Barlangkutatási Tájékoztató, szeptember. 26–28. old. - (1959): Magyar kutatók Albániában. – Természetjárás, IV. évf. 12. sz. 5. old. - (1959): Tirana. – Világ Ifjúsága, I. - (1959): Kérdezz – Felelek. – Élet és Tudomány, augusztus 9. - (1959): Miskolc-tapolcai barlangfürdő. – Természetjárás, december - (1959): Az Országos Forrásnyilvántartás. – VITUKI Tanulmányok és Kutatási Eredmények, 7. sz. 122 old. - (1960): A barlangkutatás módszerei és az eredmények tudományos felhasználása. – Karszt- és Barlangkutatási Tájékoztató, december. 537–546. old. - (1960): A világ tíz legmélyebb barlangja. – Karszt- és Barlangkutatási Tájékoztató, január–február. 34. old. - (1960): Osztrák barlangkutatók Magyarországon. – Karszt- és Barlangkutatási Tájékoztató, május. 231–232. old. - (1960): Quellenevidenzführung in Ungarn. – VITUKI kiadvány, 26 old. - (1961): A Mátyáshegyi-barlang felfedezésének kérdéséhez. – Karszt- és Barlangkutatási Tájékoztató, december. 4. old. - (1961): A forrás forrása nyomában. – Élet és Tudomány, június 18. 789–790. old. - (1961): Szőlősi Antal budapesti olvasónk írja... – Élet és Tudomány, augusztus 6. - (1961): Megkezdték Tirana vízellátásának fejlesztését a magyar kutatások alapján. – Hidrológiai Tájékoztató, 1. évf. 2. sz. augusztus, 42–43. old. - (1961): Barlangkutatás és vízgazdálkodás. – Karszt- és Barlangkutató, II. félév. 57–60. old. - (1961): Föld alatti ösvényeken. – Móra Ferenc Kiadó, 276 old. - – Megay Géza (1961): Lillafüred barlangjai. – Borsod-Abaúj-Zemplén megye Idegenforgalmi Hivatal, II. kiadás, 66 old. - – Jakucs László, (1962): A barlangok világa. Barlangjárók zsebkönyve. – Sport, 264 old. (képfájlos PDF 1. rész), (képfájlos PDF 2. rész), (karakteres PDF) - (1962): A MTESZ keretében működő Karszt- és Barlangkutató Bizottság. – Karszt- és Barlangkutatási Tájékoztató, március. 36. old. - (1962): A Gellérhegyi-barlang fővárosunk névadója? – Karszt- és Barlangkutatási Tájékoztató, március. 39–40. old. - (1962): A Gellérthegyi-barlang fővárosunk névadója? – Karszt és Barlang, I. félév. 18. old. - (1962): Romániai barlangok. – Élet és Tudomány, április 15. - (1962): Tapolcai-tavasbarlang. – In: Zákonyi Ferenc: A Tapolcai tavasbarlang, II. kiadás, Veszprém megyei Tanács Idegenforgalmi Hivatala, 6–21. old. - (1962): Wasserversorgung in Karstgebieten. – Geologische Gesellschaft in der Deutschen Demokratischen Republik, am 14., 15. und 16. Mai. - (1962): A III. Nemzetközi barlangtani Kongresszus hidrológiai vonatkozásai. – Hidrológiai Tájékoztató, 2. évf. 1. sz. április, 49–50. old. - (1962): A budai hévforrások vízháztartásának kérdése. – Hidrológiai Tájékoztató, 2. évf. 3. sz. 22. old. - (1962): Javaslat Tirana vízellátásának fejlesztéséhez. – Beszámoló a VITUKI 1958. évi munkálatairól, 82–96. old. - (1962): Az NDK Földtani Társulatának IX. Tudományos Ülésszaka (Erfurt). – Hidrológiai Tájékoztató, VIII. 59. old. - (1962): Lineare Messwehren für die Messung von Quellenschüttungen. – Höhlen- und Karstforscher 2. 47–51. old. - (1963): A sztalagmit gyűrűk értelmezése a perióduskutatás szolgálatában. – Karszt- és Barlangkutatási Tájékoztató, 4–5. füz. 63–66. old. - (1963): Újabb óriásbarlang nyomában... – Karszt- és Barlangkutatási Tájékoztató, 3. füz. 57. old. - (1963): A bányavíz távlati hasznosítása az ivó- és ipari vízellátásban. – Hidrológiai Tájékoztató, 3. évf. 1. sz. 120–122. old. - (1963): Karszthidrológiai észlelőállomás a gellérthegyi Iván-barlangban. – Karszt és Barlang, II. félév. 91–92. old. - – et. al. (1963): Recherches d'eau et approvisionnement en eau. – United Nations Conference, Genf - (1963): Wasserversorgung in Karstgebieten (Karsthydrologische Vorarbeiten). – Berichte der Geologischen Gesellschaft, 8. köt. 3. sz. 331–337. old. - – Révész Lajos (1964): Kutatási engedélyek kérelmezésének szabályai. – Karszt- és Barlangkutatási Tájékoztató, 1. füz. 17. old. - – Dénes György (1964): Kutatóigazolvány rendszeresítése. – Karszt- és Barlangkutatási Tájékoztató, 4. füz. 62. old. - (1964): Herman Ottó (1835–1914). – Karszt- és Barlangkutatási Tájékoztató, 5–6. füz. 122–123. old. - (1964): Mentsük meg fővárosunk gyógyforrásait! – Idegenforgalom, április - (1964): Óvjuk meg Budapest gyógyvízkincsét! – Magyar Nemzet, július 17. péntek - (1964): Fűtsünk vagy gyógyítsunk-e a budapesti hévizekkel? – Népszabadság, augusztus 11. kedd - (1964): Elapadtak majd újra visszatértek a Miskolc-Tapolcai barlangfürdő forrásai. – Karszt- és Barlangkutatási Tájékoztató, 4. füz. 79. old. - (1964): Kérdezz – Felelek. – Élet és Tudomány, november 13. - (1964): Podzemnije vodotoki karstovovo rajona Aggtelek. – Hidrogeologija i karstovogegyenye, Perm, 188–197. old. - (1964): Észrevételek a hévízfeltárások hőutánpótlásának kérdéséhez. – Hidrológiai Közlöny, 12. - (1964): A bányavíz távlati hasznosítása az ivó- és ipari vízellátásban. – Műszaki Szemle, 3. Tatabánya - (1965): Magyarország megtekintésre ajánlható barlangjai. – In: Turisták Zsebkönyve. Sport, 127–128. old. - (1965): Hatvanéves a budapesti barlangkutatás. – Karszt- és Barlangkutatási Tájékoztató, 5–6. füz. 108–110. old. - (1965): Gyógyító barlangok. – Élet és Tudomány, május 21. 944–948. old. - (1965): A gellérthegyi karszthidrológiai észlelőállomás. – VITUKI munkássága 4. Kísérleti Területek 8. 15 old. - (1965): A balatonvidéki karszthidrológiai kísérleti terület. – VITUKI munkássága 4, Kísérleti Területek 9. 11 old. - (1965): Water balance investigations in the karstic regionns of Hungary. – Extract of „Hydrology of fractured rocks” Dubrovnik symposium, 1965. október, 91–105. old. Louvan - (1965): Karsthydrologische Forschungen in den Höhlen Ungarns. – International Journal of Speleology, volum. 1. part. 3. 357–372. old. - (1965): Magyarország 1964. évi karsztvíz-készlete. – Vízkészletgazdálkodási Évkönyv, VITUKI, 43 old. - (1965): Wasserhaushalts- und Wasserwirtschaftsfragen in Karstgebieten. – Ausgabe des III. Int. Kongr. für Speleälogie, Wien, 31–34. old. - (1966): Kérdezz – Felelek. – Élet és Tudomány, február 25. - (1966): Gyógyhelyi idegenforgalom. – Idegenforgalom, augusztus - – et al. (1966): A bauxitbányászat aktív vízvédelme során fakasztott karsztvizek gazdasági hasznosítása. – Országos Műszaki Fejlesztési Bizottság kiadványa - (1966): Hydrologische Beobachtungsstationen in Herzen der Bergen. – Ungarische Rundschau, nr. 8. - (1966): A budai Vár barlangpincéi. – In: D. Nagy Éva: Lányok évkönyve 1967. Móra Könyvkiadó, 186–189. old. - (1967): A légzőszervi megbetegedések új gyógymódja: a barlangterápia. – Élet és Tudomány, 2171–2174. old. - (1967): Waterbalance investigations in the karstic regions of Hungary. – Extract of Hydrology of fractured rocks symp. in Dubrovnik, 1965 Louvain, 91–105. old. - (1967): A Tavasbarlang. – In: Lipták Gábor: Tapolca, Veszprém megyei Tanács Idegenforgalmi Hivatala, 19–27. old. - (1968): Barlangklimatológiai és barlangterápiai vizsgálatok lehetőségei a magyarországi barlangokban. – Gyógyfürdőügy, 3. 28–30. old. - (1968): Bauxitbányászatunk értékes mellékterméke: a kitűnő minőségű karsztvíz. – Magyar Nemzet, március 24. - (1968): A budapesti karsztvíz megfigyelő hálózat kialakítása és célja. – Budapest Hévizei c. VITUKI kiadvány, 87–96. old. - (1968): A bányavíz fakasztás hatása a Dunántúli Magyar Középhegység vízháztartására és a karsztvízszint alakulására. – Karsztvíz Ankét, Budapest, 81–93. old. - (1968): Magyarország 1967. évi karsztvíz készlete. – 1967. évi Vízkészlet-gazdálkodási Évkönyv, 31 old. - (1968): Az Egészségügyi Minisztérium.. – Gyógyfürdőügy, I. - – Rónaki László (1968): Ein beitrag zur karsthydrologischen nomenklatur. – Proceedings of the 4th. international congress of speleology in Yugoslavia, III. kötet, 311–314. old. Ljubljana - (1969): A Gellért-hegyben feltárt aragonit üreg ... – Karszt- és Barlangkutatási Tájékoztató, 3. füz. 2. old. - (1969): Tanay Jenő (1900–1965). – Hidrológiai Tájékoztató, 9. évf. 1. sz. 83. old. - (1969): Höhlentherapeutische Möglichkeiten und Forschungen in Ungarn.- Abhandlungen des V. Inter. Kongress für Speläologie, Band 6. Stuttgart - – Vendel Miklós – Kisházi Péter (1969): Ásványvízkutató fúrás Fertőrákoson. – Hidrológiai Közlöny, 49. évf. 1. sz. 36–39. old. - (1969): Probleme der Forschungen des Speläo-Mikroklimas in Ungarischen Höhlen.- Symp. 1968. Stary Smokovec, 93–95. old. - – et. al. (1969–1970): Air Hygienic Investigations in the Lake Cave of Tapolca. – Geographia medica, 171–190. old. - (1970): Die Aufgabe der Höhlenforscher im Themen kreis Speläotherapie. – I. Nemzetközi Barlangterápiai Symp., Ennepetal - (1970): Megjegyzések Vass Imre könyvének német nyelvű kiadásához. – Karszt és Barlang, II. félév. 75–76. old. - (1971): Barlangterápiai konferencia Ennepetálban. – Karszt- és Barlangkutatási Tájékoztató, 5. füz. 9–10. old. - (1971): Gyógyvízkincsünk jobb hasznosítása. – Magyar Nemzet, augusztus 4. szerda - (1971): Speläotherapeutische Konferenz 1971 in Ennepetal. – Die Höhle, 22. Jg. No. 4. 140–141. old. Wien - (1971): Aggtelek. – Borsod-Abaúj-Zemplén megyei Idegenforgalmi Hivatal, Panoráma, magyar, francia, angol, német orosz mutációban, 29 old. - (1971): A tapolcafői források hozamcsökkenésének vizsgálata. – MAT, 30 old. - (1971): Commicion der Spéléotherapie. – UIS Bulletin, 1. Wien, 6. old. - (1972): Nemzetközi barlangterápiai szimpózium Budapesten. – Karszt és Barlang, I–II. félév. 48–49. old. - (1972): Nemzetközi barlangterápiai szimpózium Budapesten (1971. szept. 27. – okt. 1.). – Karszt- és Barlangkutatási Tájékoztató, 6. füz. 3–6. old. - (1972): Ladislav Rajman, Stefan Roda und Karol Klincko, Moznosti speleoklimatickej terapie v Gombaseckej jaskyni. – Die Höhle, január - (1972): Az Aggteleki-barlang és a Domica összefüggése. – Föld és Ég, július-augusztus, 4. sz. 117–121. old. - (1972): Die Höhlen, ihre Enstehung und Bedeutung in Vergangenheit und Gegenwart.- Eroberung der Tiefe, Leipzig, 73–86. old. - (1972): Zur Frage des Versickerungsprozenten in Karstgebieten. – Wasserwirtschaft, 62. 5. Stuttgart, 147–149. old. - (1972): Tízéves a gellérthegyi barlangállomás. – Élet és Tudomány, november 10. - – Mórik J. – Morlin Z. – Várkonyi Tibor (1973): Lufthygienische untersuchungen in der Tavasbarlang von Tapolca. Levegőhigiénés vizsgálatok a Tapolcai tavasbarlangban. – Karszt- és Barlangkutatás, 7. évf. 1972. 151–166. old. - (1973): Aggtelek. – Borsod-Abaúj-Zemplén megyei Idegenforgalmi Hivatal, Miskolc, 29. old. - (1973): Gyógybarlang lesz a tapolcai tavasbarlang. – Élet és Tudomány, február 16. - (1973): A "gyógyító barlangok" népgazdasági jelentősége. – Magyar Nemzet, augusztus 14. kedd - (1973): Die Speläotherapie betreffende internationale Bewegung. – Bäder- und Klimaheilkunde, 20. évf. 3. sz. július, 1–2. old. - (1973): Commission de spéléothérapie. Commission of speleotherapy. Kommission für Speläotherapie. – UIS-Bulletin, 2 (8). 14–15. old. - (1974): A barlangok hasznosításáról. – Idegenforgalom, 3. sz. 16–17. old. - (1974): Turistautakon Budapest barlangjaiban. – Élet és Tudomány, 29. évf. 30. sz. július 26. 1415–1418. old. - (1974): Badgastein a Gellérthegyben. – Magyar Nemzet, október 19. szombat - (1974): A Balaton vízföldrajza. – Balaton monográfia, 35–44. old. - (1974): Naturschutz und Speläotherapie in Ungarn. – Die Höhle, IV. Wien, 104–107. old. - (1975): Az Aggteleki barlangvidék múltja és jövője. – Búvár, 4. sz. 153–156. old. - (1975): A vízgazdálkodást is segíti. – Népszabadság, március 27. - (1975): Egy tragédia tanulságaihoz. – Magyar Nemzet, július 2. - (1975): A barlangterápiával foglalkozó kutatók munkája és nemzetközi együttműködése. – Gyógyfürdőügy, január - (1975): Gyógybarlang a Rózsadomb mélyén. – Magyar Nemzet, július 24. csütörtök - (1975): Hongrie Ungarn. Gründung eines Speläologischen Institutes. – UIS-Bulletin, 2 (12) - (1975): Mértékadó csapadékszázalék-számításon alapuló dinamikus karsztvízkészlet meghatározásának ellenőrzése. – Magyar Állami Földtani Intézet évi jelentése az 1975. évről, 341–348. old. - (1975): Die hydrologische Kommunikation der budapester Heilquellen. – Steirische Beiträge zur Hydrogeologie, Graz, 55–63. old. - (1976): Megnyitják a látogatók előtt a Szemlőhegyi-barlangot. – Magyar Nemzet, január 20. kedd - (1976): Megnyugtató-e hévizeink jövője? – Magyar Nemzet, február 13. - (1976): Gyógyhatású barlang Budapesten. – Élet és Tudomány, 31. évf. 38. sz. szeptember 17. 1785–1787. old. - (1976): Tisztelt Szerkesztőség! – XI. Kerületi Hírlap, október - (1976): Barlangterápiai lehetőség Budapesten. – Gyógyfürdőügy, március, 30–32. old. - (1976): Nemzetközi Barlangterápiai Szimpózium Szlovákiában. – Karszt és Barlang, I–II. félév. 52. old. - (1976): Über die Heilwirkung der Höhle.- UIS Int. Symp. Cave Biology and Cave Paleontology, South Afrika, Cape Town, 13–18. old. - (1976): Zielsetzung und Tätigkeit der Speleotherapischen Kommision und Vorschläge zur weiteren Arbeit. – Symp. für Höhlentherapie und Höhlenmedizin, Horny Hradok - (1977): Az "Eocén-program" és Budapest hévizei. – Magyar Nemzet, január 28. - (1977): "Kővirágos kert" Budapest alatt. – Élet és Tudomány, 31. sz. augusztus 5. 963–965. old. - (1977): Idegenforgalom és természetvédelem a gyakorlatban. – Magyar Nemzet, szeptember 16. - (1977): Új népbetegség ellen – új gyógymód. – Magyar Nemzet, december 11. vasárnap - (1977): A Tavas barlang. – In: Lipták Gábor: Tapolca és környéke, Veszprém megyei Tanács Idegenforgalmi Hivatala, 17–26. old. - (1978): Commission de Speleotherapie. – UIS Bulletin, 1(17). Wien - (1978): Jéghegyek a föld alatt. – Élet és Tudomány, 24. sz. június 16. 751–754. old. - (1978): Megkövesedett virágoskert. Megnyílik a Szemlőhegyi barlang. – Új Tükör, november 26. - (1978): Fővárosunk egyik ékessége a Szemlő-hegyi-barlang. – Természet Világa, 4. sz. 175–176. old. - (1978): Barlangterápiai szimpózium Ausztriában. – Karszt és Barlang, I–II. félév. 58. old. - (1978): Környezet- és természetvédelmi visszásságok a Pálvölgyben. – Magyar Nemzet, február 8. - (1978): A barlangi gyöngyök „évgyűrűi. – Élet és Tudomány, január - (1978): Commission de speleotherapie. – Uis-Bulletin, 1(17) . - (1978): A természet évmilliók óta féltve őrzött.. – Új Tükör, november 26. - (1978): A Szemlő-hegyi-barlang. – Természet Világa, április - (1978): Barlangi séta – zenekísérettel. – Népszava, szeptember 17. - (1978): A barlanggyógyászat hazai lehetőségeiről. – Magyar Nemzet, december 14. - (1978): Markó István (1909–1978). – Karszt és Barlang, I–II. félév. 75. old. - (1978): Zielsetzung und Tätigkeit der Kommission für Höhlentherapie mit besonderem Hinweis auf die Invisationsprobleme. – Int. Symp. für Höhlentherapie, Oberzeiring - – et. al. (1978): A budai meleg és hideg karsztvizek keveredésének közegészségügyi vonatkozásai. – Budapesti Közegészségügy, 3. - (1979): Néhány szó a hazai barlangterápiás lehetőségekről. – Magyar Nemzet, december 5. - (1979): Nemzetközi konferencia a gyógybarlangokról. – Magyar Nemzet, november 18. - (1979): Barlangterápiai szimpózium Ennepetalban. – Karszt és Barlang, I–II. félév. 30. old. - (1979): Nagy sajnálattal vettük tudomásul... – Karszt és Barlang, I–II. félév. 33. old. - (1979): Megszűnt az Österreichische Bergsteiger Zeitung. – Beszámoló a Magyar Földrajzi Társaság Hegymászó Szakosztályának 1978. évi működéséről - (1979): Staatliche Anerkennung und Unterstützung de Höhlentherapie in Ungarn. – Int. Sondersymp. für Speläotherapie in Ennepetal, 38–40. old. - (1980): A Tavas barlang. – In: Lipták Gábor: Tapolca és környéke, Veszprém megyei Tanács Idegenforgalmi Hivatala, II. kiadás, 17–25. old. - (1980): Az Aggteleki-barlang eddigi kezelői. – Karszt és Barlang, I. félév. 41–42. old. - (1980): Nemzetközi barlangterápiai szimpózium Olaszországban. – Magyar Nemzet, december 3. - (1980): Kedves Élet és Tudomány! – Élet és Tudomány, október 24. - (1980): Balatoni veszélyek. – Magyar Nemzet, február 28. - (1980): Látogatás a lillafüredi Anna-barlangban. – Búvár, 35. évf. 7. sz. 327. old. - (1980): Barlangterápia. – Élet és Tudomány, október 24. - (1980): Nemzetközi barlangterápiai szimpózium Olaszországban. – Karszt és Barlang, II. félév. 110. old. - (1980): Feltáró kutatások 1910–1945 között. – 70 éves a szervezett magyar karszt- és barlangkutatás 1910–1980. MKBT, 60–66. old. - (1980): Pál-völgyi-barlang. – Tájak-Korok-Múzeumok Kiskönyvtára 39. - (1980): Pál-völgy Höhle. – Tájak-Korok-Múzeumok Kiskönyvtára 39/a. - (1981): A Szemlő-hegyi barlangról. – Magyar Nemzet, január 9. - (1981): Tisztelt Szerkesztőség! A tapolcai tavasbarlang sorsa. – Magyar Nemzet, szeptember 1. - (1981): Eltartási szerződés – az állammal. – Magyar Nemzet, december 4. - (1981): Bekannte der Höhlenforscher Ungarns. – Neue Zeitung, 23. - (1981): Balatonfüred – Lóczy-barlang. – Tájak-Korok-Múzeumok Kiskönyvtára 66. - (1982): Visszaemlékezés egy fél évszázados barlangkutatói sikerre. – Föld és Ég, 8. sz. 226–229. old. - (1982): Föld alatti természeti kincseink a gyógyvendégforgalom szolgálatában. – Magyar Nemzet, szeptember 11. - (1982): Gyógyhelyek a Föld mélyén. – Búvár, május, 203–205. old. - (1982): A szpeleoterápia. – Balneológia, 105–111. old. - (1983): Nevezetes és elhanyagolt barlangjainkról. – Magyar Nemzet, 1983. december 17. - (1983): Budapesti gyógyvizeink védelmében. – Magyar Nemzet, március 22. - (1984): Kerületünk földtani érdekességei. – XI. kerületi Híradó, július, 14. old. - (1984): Barlangból a kilátóba vigye lift a turistát. – Esti Hírlap, július 30. - – Mozsáry Gábor (1985): Barlangok útjain, vizein. – Mezőgazdasági Kiadó, 202 old. - (1984): Über den Versickerungsbeiwert in karstgebieten. (Höhlenforschng im Dienste der Wasserversorgung). – Die Höhle, Wien, 191–198. old. - (1985): A Magyar Nemzet vitafóruma. Termálvízkincsünk megóvása. – Magyar Nemzet, április 15. - – Cser Ferenc (1986): Mit kell tudni a karbidról? – Karszt és Barlang, I. félév. 39. old. - (1986): Elhunyt Dr. K. H. Spannagel. – Karszt és Barlang, I. félév. 58. old. - (1986): Forró vizű tenger van alattunk? – Magyar Nemzet, augusztus 5. - (1986): Természetes gyógymód: a barlangterápia. Földünk üregeinek gyógyhatását hasznosítjuk. – Népszabadság, október 21. kedd - (1987): Commission de spéléothérapie. Tatigkeitsbericht für 1973 bis 1977. – UIS-Bulletin. Union Internationale de Spéléologie - (1987): Dr. Karl Hermann Spannagel gestorben. – Mitteilungen des Verbandes der Deutschen Höhlen- und Karstforscher e.V., 33. 1. sz. München - (1987): Előszó. – Magyar Karszt- és Barlangkutató Társulat Tábori Tájékoztatója, július 3–12. - (1987): Bericht über die Tätigkeit der Kommission für Spelläotherapie. – Bleibergi Nemzetközi Barlangterápiai Szimpózium Programja, szeptember 23–27. Bleiberg - (1988): Köszöntő. – MKBT, július 1–16. Jósvafő. - (1988): Milyen legyen az új címer? – Magyar Nemzet, december 13. - (1989): Tisztelt Szerkesztőség! Sziklakápolna. – Magyar Nemzet, február 7. - (1990): Mozaikok Csermák Béla arcképéhez. – ? március 17. - (1990): A szervezett barlangkutatást... – MKBT Műsorfüzet, március–április. 24. old. - (1991): Kincset rejt a Gellért-hegy belseje. – Magyar Nemzet, november 27. - (1991): Miért nem növeli a nyugdíjat a nyugdíjazás után eltöltött szolgálati idő? – Magyar Nemzet, február 28. - (1991): Ezeréves vízügyi kutatások Iránban. – Hidrológiai Közlöny, 71. évf. 4. sz. 245–246. old. - (1992): Mikor áll a gyógyítás szolgálatába? – Magyar Nemzet, április 13. - (1992): Természetgyógyász levegő. Heti Patika, január 21. Budapest - (2006): Árvíz az Aggteleki cseppkőbarlangban. – A Földgömb, 8. évf. 2. sz. 66–68. old. |

## Munkásságával foglalkozó irodalom
| Kessler Hubert munkásságával foglalkozó irodalom |
| --- |
| - Gustav Abel (1959): Albanier wird erforscht. – Salzburger Demokr. Volksblatt, június 8. - Andor György (1986): Így a lelkiismeretem is nyugodt. (Beszélgetés dr. Kessler Huberttel). – A Technika tanítása, 18. évf. 2. sz. 60–64. old. - Andor György (1986): Beszélgetés dr. Kessler Huberttel. – Földrajztanítás 29. évf. 3. 76–82. old. - (a.gy.) (1967): Vizet fakasztanak a sziklából. – Magyar Nemzet, március 11. szombat - Anker Béla (1934): Tizenegy ország küldöttei találkoztak a turistaunió pontresinai kongresszusán. – Magyar Turista Élet, 2. évf. 15/16. sz. 8–10. old. - Antalffy Gyula (1982): És a gyógyidegenforgalom? – Magyar Nemzet, augusztus 22. - Antalffy Gyula (1982): Új szállóink mérlegen. – Magyar Nemzet, szeptember 29. - Balogh Gyula (1979): Barlangokról – diaképeken. – Pest megyei Hírlap, 23. évf. 62. sz. március 15. csütörtök - Bányászati Tervező Intézet (1973): Aggteleki Baradla barlang rekonstrukciójának tanulmányterve. – Stencil, 36. old. 9. melléklettel - Barbie Lajos (1941): A Magyar Barlangkutató Társulat 1941. április 29-én... – Barlangvilág, 11. köt. 1–4. füz. 30. old. - Bende Ibolya (1964): Modern kincskeresők. A föld alatti vizek varázslói. – Esti Hírlap, március 19. csütörtök - Bendefy László (1962): A levéltári kutatás a műszaki tudománytörténet és a népgazdaság szolgálatában. – Az MTA Műszaki Tudományok Osztályának Közleményei, 30. kötet, 1–4. sz. - Benedek István (1958): Csavargás az Alpokban. – Gondolat Kiadó - Benkő Tibor (1958): Új folyosót fedeztek fel a Szemlőhegyi barlangban. Harc a beomlott sziklafallal a bezárt kutatók életéért. – Hétfői Hírlap, április 14. - Bergthaller, U. (1935): Ungarische Höhlenfahrt. – Salzburger Chronik, 08. 02. Nr. 176. 5. old. Salzburg - Bertalan Károly (B. K.) (1943): Dr. Kessler Hubert: Az északbihari forrásbarlangok. – Turisták Lapja, 55. évf. február. (2. sz.) 39–40. old. - Bertalan Károly (B. K.) (1944): Barlangok. A jósvafői új sportszálló avatására... – Turisták Lapja, 56. évf. június. (6. sz.) 120. old. - Bese János (1958): A barlangkutatás nem hobby! A barlangok feltárásának műszaki haszna. – Műszaki Élet, 1. sz. - Békés Attila (1970): Föld alatti Budapest. – Idegenforgalom, május. 15–16. old. - b.f. (1955): Barlangfürdő Tapolcán. – Szabadság, december 27. - B.M. (1940): Barlangkutatás. – A Magyar Turista Szövetség Értesítője V. (XV.) évf. 2. sz. február 15., 26–27. old. - Bódi Katalin (1992): Természetgyógyász levegő. – Heti Patika, január 21. - Bodnár Ödön (1956): A Kossuth-barlang felfedezése. – Szabad Nép, július 8. vasárnap - Bollman (1961): Quellenevidenzführung in Ungarn. – Wasserwirtschaft-Wassertechnik, 11. évf. 2. sz. - Borbély Sándor (1958): Tapolcafürdő tavasbarlangja. – Borsodi Földrajzi Évkönyv, 2–3. old. Miskolc - Borbély Sándor (1960): Új kutatási eljárás Nagymiskolc jobb vízellátása érdekében. Osztrák kutatók a Bükkben. – Északmagyarország, április 13. szerda - Borbély Sándor (1960): Eredményesen fejeződtek be a Bükk-hegységi lycopodiumos vízfestési kísérletek. – Északmagyarország, április 21. 4. old. - Borbély Sándor (1962): Új kutatási eljárás a víznyelők és források összefüggésének kimutatására – Borsodi Földrajzi Évkönyv, III-IV. 132–137. old. Miskolc - Borsi László (1984): Jövőre megnyitják. Szemlőhegyi barlangvilág. – Esti Hírlap, február 22. - (B.T.) (1959): Nyilvántartásba kerülnek a források. – Népszava, július 24. - Buczkó Emmi (1961): Kessler Hubert. Földalatti ösvényeken. – Karszt- és Barlangkutató, II. félév. 94. old. - Czippán György (1971): 300 méter mélyre a föld alá. Szombaton indul kéthetes kutatóútjára a rekorddöntésre készülő barlangász expedíció. – Hétfői Hírek, július 7. - Csekő Árpád (1963): Antonio Nuñez Jimenez látogatása hazánkban. – Karszt- és Barlangkutatási Tájékoztató, 4–5. füz. 97. old. - Csekő Árpád (1963): Antonio Nuñez Jimenez látogatása hazánkban. – Karszt és Barlang, I. félév. 43–44. old. - Csernavölgyi László (1978): Hévíz ügyében. – Hétfői Hírek, március 28. - Csuti János (1977): Ötvenéves a hazai feltáró barlangkutatás. „Az örök éjszaka világában”. – Dunántúli Napló, július 9. szombat - Cs/uti/. J/ános/. (1979): Barlanggal a betegség ellen. Negatív ionizáció a gyógyászatban. – Hétfői Dunántúli Napló, január 15. - Csuti János (1979): Új tudományág születőben: a szpeleoterápia. Hazánkban a gazdag lehetőségek még kiaknázatlanok. – Hétfői Dunántúli Napló, augusztus 6. - Daniss Győző (1988): A nyomok még egy bejáratot sejtetnek. Halló, Baradla-expedíció! – Népszabadság, január 23. szombat - Darányi Ferenc (1964): A budapesti gyógyforrások védelmében. – Magyar Nemzet, szeptember 27. - Dénes István (2002): Székelyföldi barlangvilág. – T3 Kiadó, Sepsiszentgyörgy - Diószeghy Miklós (1940): Nyolckilométeres vasutat építenek az aggteleki cseppkőbarlangban, amelynek rózsaszínű termében hangversenyeket rendeznek. Uj Magyarság, július 31. szerda, 5. old. - Dobiecki Sándor, D.S. (1935): Harmincezer pengőből tökéletes villanyvilágítással szerelte fel Kessler Hubert az Aggteleki cseppkőbarlangot. – Új Magyarság, július 28. - Dongó Pál (1977): Az eocén-program és Budapest hévizei. – Magyar Nemzet, április 1. - (farkas) (1959): Az örök éjszaka világában jártunk. – Északmagyarország, október 1. csütörtök - Fedor Ágnes (1980): Barlangi rózsák. – Magyar Nemzet, december 10. - F.+czy (1945): Domica opät naš. – ? - Fleck Nóra (1986): Az MKBT 1986-ban megválasztott tisztségviselői. – Karszt és Barlang, I. félév. 50. old. - Fleck Nóra (1992): Kossuth-emléknapok. – MKBT Műsorfüzet, november–december. 9. old. - F.R. (1966): Természetes gyógyászati lehetőségek a gellérthegyi barlangokban. – Magyar Nemzet, május 12. csütörtök - Frisnyák Sándor (1968): A Forrás-mésztufabarlang. – Élet és Tudomány, december 20. - Gaál István (1934): Kessler Hubert: A Nagy-Baradla. Hazánk legnagyobb természeti ritkasága. A Jósvafő – Aggtelek – Hosszúszói óriás-cseppkőbarlang leírása és feltárásának története. – Debreceni Szemle, 8. évf. 189–190. old. - Gaál István (1936): Kessler Hubert: Barlangok mélyén. – Debreceni Szemle, 10. évf. 151–152. old. Debrecen - Gál Ágnes (1986): Barlangnyitás a Szemlő-hegyen. Pompázó szőlőfürtök – kristályból. – Vasárnapi Hírek, október 26. - G.Z. (1961): Kessler Hubert. Föld alatti ösvényeken. – Népszava, augusztus 16. - Gyerkó Katalin (1987): Virágoskert a föld alatt. – Képes Újság, február 14. - Györgyfalvi Dezső (1932): Az aggteleki és a hosszúszói cseppkőbarlangok közötti összefüggés föltárása. – Pesti Hírlap, szeptember 22. - Hábel György (1968): Egy borsodi kirándulás idegenforgalmi gondjai és tanulságai. – Borsodi Szemle - Hajnal Géza (1995): A Budai Várbarlangok hidrológiája. – Karszt- és Barlangkutatás X. évf. (1981–1995), 211–223. old. - Halász Gyula (1982): Tanár úr kérem. – Füles, október 29. - Hambuch Wendel (1981): In der Hauptstadt Wurzeln geschlagen. Bekanntester Höhlenforscher Ungarns. Gespräch mit professzor dr. Hubert Kessler. – Neue Zeitung Budapest, június 6. - Hazslinszky Tamás (1968): Bihari barlangok. – Élet és Tudomány, 40. sz. 1896–1901. old. - H.J., Hernádi János (1937): A M.T.Sz. legutóbbi tanácsülésén Kessler Hubert a Baradla barlang. – Kárpáti Hangok, 2. évf. 40. old. Rákospalota - h.j. (1988): Barlangászok tábora. Aggteleken. – Esti Hírlap, június 28. Budapest - (Holló) (1980): Lesz-e barlangterápia Budapesten? Alagút a Gellérthegy gyomrában. – Magyar Nemzet, szeptember 3. - Holly István (1995): Vass Imre-barlang felfedezése. – Karszt- és Barlangkutatás, X. évf. (1981–1995), 27–33. old. - Holakovszky László (1983): Alagút a Gellérthegy gyomrában. – Ország Világ, 27. évf. 43. sz. október 26. - Holzmann Heinz (1993): Führung durch die Szemlő-Hegyi-Höhle. – Höhlenkunliche Mitteilungen, Wien, 49. évf. 5. sz. május, 62. old. - Holzmann Heinz (1994): In memoriam Hubert Kessler. – Höhlenkundliche Mitteilungen, 50. jahr. heft 5. 71–73. old. - Horn K. Lajos /H.K.L./ (1932): Remetemária közelében... (a Hétlyuk foszfátkitöltéses részét fedezte fel Kessler Hubert.) – Turistaság és Alpinizmus, 22. évf. 223. old. - Horn K. Lajos /H.K.L./ (1935): Kessler Hubert: Barlangok mélyén. – Turistaság és Alpinizmus, 25. évf. 316. old. - Horn K. Lajos /H.K.L./ (1935): Előadás az Aggteleki Cseppkőbarlang felméréséről. – Turistaság és Alpinizmus, 25. évf. 126. old. - Horn K. Lajos /H.K.L./ (1935): Kessler Hubert... (esküvőjét az Aggteleki barlangban tartja.) – Turistaság és Alpinizmus, 25. évf. 274. old. - Horn K. Lajos /H.K.L./ (1935): Kigyulladt a villanyfény az Aggteleki Baradla Cseppkőbarlangban. – Turistaság és Alpinizmus, 25. évf. 150. old. - Horn K. Lajos /H.K.L./ (1935): A MTSz első hivatalos Baradla-túráján... (volt Kessler Hubert esküvője.) – Turistaság és Alpinizmus, 25. évf. 314–315. old. - Horn K. Lajos /H.K.L./ (1935): A MTSz első hivatalos Baradla-túráján... (volt Kessler Hubert esküvője.) – Turisták Lapja, 47. évf. 372. old. - Horváth Mária (1981): Gyógyulás a föld alatt. – Képes Ujság, - Huba László (1974): Gyógyvizet csak gyógyászati célra használjuk. Kessler Hubert a budapesti hévforrások sorsáról. – Idegenforgalom, 13. évf. 2. sz. (142), február - (i.s.) (1985): Barlangok útjain, vizein. – Magyar Nemzet, július 2. - Jakucs László (1971): A karsztok morfogenetikája. A karsztfejlődés varienciái. – Akadémiai Kiadó, 13, 14, 17, 49, 187, 228, 250, 251, 278, 279. old. - J. S. Jaskó Sándor (1932): A Budapesti Egyetemi Turista Egyesület Barlangkutató Osztálya. – Barlangvilág, II. köt. 1–2. füz. 25–26. old. - Jaskó Sándor (1934): Kessler Hubert: A Nagy-Baradla. Hazánk legnagyobb természeti ritkasága. A Jósvafő – Aggtelek – Hosszúszói óriás cseppkőbarlang leírása és feltárásának története. – Földtani Közlöny, 109. old. - Kadić Ottokár (1932): A Magyarországi Kárpát Egyesület 1932. október 17-én... – Barlangvilág, 2. köt. 3–4. füz. 27–28. old. - Kadić Ottokár (1933): A magyar barlangkutatás állása az 1932. évben. – Barlangvilág, 3. köt. 2. füz. 18–21. old. - Kadić Ottokár (1934): A magyar barlangkutatás állása az 1933. évben. – Barlangvilág, 4. köt. 1. füz. 1–5. old. - Kadić Ottokár (1935): A magyar barlangkutatás állása az 1934. évben. – Barlangvilág, 5. köt. 1–2. füz. 11–18. old. - Kaffka Péter (1931): Az országhatárokat a föld alatt szelő barlangok problémája a tudományos kutatás és a nemzetközi turistaság szempontjából. – Turistaság és Alpinizmus, 21. évf. 279–280. old. - Kaffka Péter (1932): Az aggteleki barlang feltárása. – Turisták Lapja, XLIV. évf. 4. sz. április. 98–106. old. - Kapolyi László (1977): Az eocén-program és Budapest hévizei. – Magyar Nemzet, február 24. csütörtök - Karcagi Sándor (1957): Kőbevésett virágoskert. – Magyarország, május 22. - K./arcagi/ S./ándor/ (1957): Duna-ankét Passautól–Wienig. – Magyarország, augusztus 7. - Karl János (1943): Emléktáblaavatás az Aggteleki barlangban. – Turista Értesítő, 8. (18.) évf. 5. sz. május, 79. old. - K.E. (1965): Hatással vannak-e egymásra a budapesti gyógyforrások. – Magyar Nemzet, október 28. 5. old. - Keho (1935): A MTSz munkája a Baradla fejlesztése érdekében. – Turisták Lapja, 57. évf. 10. sz. október; A Magyar Turista Szövetség Értesítője, 330. old. - Kelembéry Sándor (1968): Budapest fürdőváros. – Idegenforgalom, 7. évf. 12. sz. (77.), december - Kerekes József (1936): A görömbölytapolcai tavasbarlang. – Barlangvilág, 6. köt. 1–2. füz. 23–28. old. - Keresztényi Nándor: Szökevényvizek a Dunában. – Esti Hírlap, június 5. - Kessler Hubertné (1980): „Dúsított” eperdzsem. – Ludas Matyi, július 17. - Kéz Andor /K.A./ (1943): Kessler Hubert: Barlangok mélyén. – Földgömb, 14. évf. 16. old. - K. F. (1940): Jelentés a Magyar Turista Szövetség 1939. évi működéséről. – A Magyar Turista Szövetség Értesítője V. (XV.) évf. 3. sz. március 15., 35. old. - (k-i) (1969): A hazai gyógyító barlangok szerepe a klímaterápiában. – Magyar Nemzet, január 4. 7. old. - Kisfaludi Sándor (1944): Az 1943. év túranaplója. – Gépirat, 199 old. - K.J. (1970): Háromszáz méter mélységben. Föld alatti expedíció. – Észak-Magyarország, október 24. - (k.m.) (1988): Van-e titka a Kossuth-barlangnak? – Magyar Nemzet, június 29. szerda - Kollega Tarsoly István szerk. (1999–2006): Révai új lexikon. – Babits Kiadó - Komor Vilma (1978): Hévízkincs. Nem kiapadhatatlan forrás. – Magyar Nemzet, január 15. 10. old. - Kordos László (1982): Magyarország barlangjai. – Gondolat Kiadó, 326 old. - Kósa Csaba (1978): Hazai arcok. Föld alatti világok tudósa. – Hétfői Hírek, szeptember 18. - Kósa Tibor (1969): Az aggteleki Baradla-barlang vasúttervezése. – Budapesti Műszaki Egyetem Értesítője, XIV. évf. 3. sz. 1–10. old. - Kováts Ferenc (1936): A Pannónia Turista Egyesület Barlangkutató Szakosztályának működése az 1935. évben. – Barlangvilág, 6. köt. 1–2. füz. 36–38. old. - Kovács István (1987): Kessler Hubert dr. 80. éves. Köszöntő. – Hegymászó, 1. 49–50. old. - Kovács István (1999): Dr. Kessler Hubert a magyar sziklamászók egyik példaképe. – Karszt és Barlang, 1994. I–II. félév. 35–36. old. - Kozma Béla (1977): Az Iván barlang sorsa. – XI. kerületi Hírlap, november - Kőbányai György (1963): A két helyen megcsapolt hordó. – Esti Hírlap, december 7. szombat, 5. old. - (környei) (1969): Reumás betegek gyógyhelyévé teszik a Gellérthegy barlangjait. – Magyar Nemzet, március 5. szerda - Környei Elek (1969): Vízműrendszerek épülnek a dunántúli karsztvízre. – Magyar Nemzet, június 11. (vidéki szám) - (környei) (1970): Új gyógy-idegenforgalmi értékkel gazdagodik a főváros. Épül a Gellérthegy alagútja. – Magyar Nemzet, július 14. kedd, 8. old. - K. Radó Denise (1958): Dr. Kessler Hubert: Das Aggteleker Höhlengebiet. – ? - Kresser Walter (1961): Quellenevidenzführung in Ungarn. – Osterr. Wassewirtschaft, 13. évf. 4. sz. - Kubassek János (1987): Köszöntjük a 80 éves dr. Kessler Hubertet! – Karszt és Barlang, I–II. félév. 76. old. - Kuchta Gyula (1958): Néhány Bükki zsomboly és víznyelőbarlang – Borsodi Földrajzi Évkönyv, Miskolc - Kuchta Gyula (1958): Ismerjük meg a barlangokat. TTIT Borsod megyei Szervezet kiadása, Miskolc, 28 old. - László Ilona (1974): Nemzeti kincseink. Szemlőhegy barlangja. – Népszava, december 28. - Leél-Őssy Sándor (1954): A Magas-Bükk geomorfológiája. – Földrajzi Értesítő, III. évf. 2. sz. 323–356. old. - Lorberer Árpád (1999): Mérföldkő a magyar hidrológiai kutatás fejlődésében: Kessler Hubert 1956. évi vitacikke a karsztos hévforrások utánpótlásáról. – Karszt és Barlang, 1994. I–II. félév. 33–34. old. - Magyar Pál (1952): Cserkeszőlőn feltört a föld mélyéből az ország legértékesebb gyógyvize. – Magyar Nemzet, szeptember 25. - Magyar Pál (1954): Megcsapolták a Kőhegyet. A tudomány megoldotta tatabánya vízproblémáját. – Magyar Nemzet, május 13. - Magyar Pál (1954): Mennyi vize van magyarországnak? – Magyar Nemzet, október 24. - Markó István (1943): Barlangkutatás. A tornagörgői Ördöglyuk. – Turista Értesítő, 8. (18.) évf. 5. sz. május, 81. old. - Matolay Tibor (1933): Földalatti kincseskamra a Szemlőhegyen. – Pesti Hírlap, január 1. vasárnap, 16–18. old. - Matolay Tibor, M.T. (1932): A kontinens legszebb cseppkőbarlangját fedezték fel Budán. – Nemzeti Újság, január 17. 11–12. old. Budapest - Matolay Tibor (1934): A szemlőhegyi barlang. – Földgömb, 5. évf. 81–90. old. Budapest - Maucha László (1958): „Az örök éjszaka világában”. – Pest megyei Hírlap, április 20. - Maucha László (1995): A Vass Imre-barlangban végzett tudományos kutatások eredményeinek összefoglalása. – Karszt- és Barlangkutatás, X. évf. (1981–1995). 35–52. old. - M.A. (1986): Karszt- és barlangkutatás Előadás a MTESz-ben Például a Tettye-forrás. – Dunántúli Napló, 11. 25. - M.Á. (1987): Kőzetek faggatói. – Népszava, április 9. csütörtök - Márkus László (1966): Ötnapos tárgyalás a baradlai tragédia ügyében. – Új Ember, 22. évf. 18. sz. május 1. - Mátyás Vilmos (1988): Bihar-hegység útikalauza. – Sport kiadó, 27, 50. old. - Mer Christa (1986): Die Budapester Höhlen-und wie es weitergehen soll. – Daily News – Neueste Nachrichten, 11. 13. - m.j. (1959): Hófehér kristályrózsák és méteres fehér aragonit szív a szemlőhegyi barlangban. – Népszava, március 24. - Mottl Mária (1932): A Magyar Barlangkutató Társulat 1932. november 7-én... – Barlangvilág, 2. köt. 3–4. füz. 25. old. - Mottl Mária (1933): A Magyar Barlangkutató Társulat 1933. március 27-én... – Barlangvilág, 3. köt. 1. füz. 24. old. - Mottl Mária (1934): A Magyar Barlangkutató Társulat 1934. június 12-én... – Barlangvilág, 4. köt. 2. füz. 22–23. old. - Mottl Mária (1934): A Magyar Barlangkutató Társulat 1934. március 20-án... – Barlangvilág, 4. köt. 2. füz. 19–21. old. - Mottl Mária (1935): A Magyar Barlangkutató Társulat működése az 1934. évben. – Barlangvilág, 5. köt. 1–2. füz. 22–24. old. - Mottl Mária (1935): A Magyar Barlangkutató Társulat 1935. januárius 22-én... – Barlangvilág, 5. köt. 1–2. füz. 29. old. - Mottl Mária (1935): A Magyar Barlangkutató Társulat 1935. április 30-án... – Barlangvilág, 5. köt. 3–4. füz. 58–59. old. - Mottl Mária (1936): A Magyar Barlangkutató Társulat 1935. december 10-én... – Barlangvilág, 6. köt. 1–2. füz. 39–40. old. - Mottl Mária (1936): A Magyar Barlangkutató Társulat 1936. március 31-i szakülésén... – Barlangvilág, 6. köt. 1–2. füz. 46–47. old. - m.t. (1958): Reumafürdő a barlangban. Segíti az ivóvízellátási problémák megoldását, egységesíti a feltárás munkáját az új barlangkutató társaság. – Népszava, 1958. december 14. - Mátyás Vilmos (1988): Bihar-hegység. – Medicina Kiadó - Neidenbach Ákos – Pusztay Sándor: Magyar hegyisport és turista enciklopédia. Bp. Kornétás Kiadó, 2005. 241. old. ISBN 963-9353-39-6 - Oravecz János (1971): Vecsem expedíció. 1–11. rész. – Észak-Magyarország, június 15–26. Miskolc - Palkó Sándor (1981): Asztmások, hurutos betegek Mekkája. Gyógybarlang Tapolcán. – Népszabadság, január 10. - Palócz Gyula (1973): Gyógyító barlangok. Föld alatti szanatórium légzőszervi betegeknek. – Magyar Nemzet, augusztus 1. 7. old. - Palócz Gyula (1982): Tisztelt Szerkesztőség! Séta a megújult Remete-szurdokban. – Magyar Nemzet, augusztus 3. - Papp Kálmán (P.K.) (1941): Aggteleki színes képek. – MTSZ. Hivatalos Értesítője, 6.(16.) évf. 37. old. - Papp László (1936): Kessler Hubert: Barlangok mélyén. – Magyar Turista Élet, 4. évf. 1. sz. 10. old. - Pápa Miklós (1976): Tisztelt Szerkesztőség! A Szemlőhegyi-barlang megnyitásához. – Magyar Nemzet, február 22. - Peiter Gyula (p.gy.) (1934): Kessler Hubert: Látogatás a Baradla megszállt terület alá nyúló és a csehek által kezelt szakaszában. – Turisták Lapja, 46. évf. 105. old. - Peitler Gyula /p.gy./ (1934): Kessler Hubert: A Nagy Baradla... – Turisták Lapja, 46. évf. 105. old. - Peitler Gyula /p.gy./ (1936): Barlangok mélyén. Kessler Hubert könyve. – Turisták Lapja, 48. évf. 1. sz. 13–15. old. - P.K. (1936): Újabb barlangot kutatnak az aggteleki barlang közelében. – Turisták Lapja, 48. évf. 2. sz. 66. old. - Piroschka (1974): Piroschka denkt an Sie. – Neueste Nachrichten, március 17. 7. old. - Plecotus Barlangkutató Csoport (1994): A tapolcai Plecotus Barlangkutató Csoport... – MKBT Műsorfüzet, július–augusztus. 3. old. - Pleșa Cornellu (1962): Peștera de la Vadul Crișului. – Magazin, június 30. Románia - Polgárdy Géza /P.G./ (1942): Barlangok mélyén. Irta: Kessler Hubert. MATUOSZ. Hivatalos Értesítője, 7.(17.) évf. 74. old. - Polgárdy Géza (1942): Jelentés a magyar Turista Szövetség 1941. évi működéséről. – MTSz. Hivatalos Értesítője, 7. (17.) évf. 21–27. old. - Polgárdy Géza (2007): Barlangkutató és hegymászó. 100 éve született Kessler Hubert. – Magyar Turista, november. 12–13. old. - P.T. (1957): A karsztvíz kutatás és kitermelése. Dr. Kessler Hubert. – Hidrológiai Közlöny, 37. évf. 3. sz. - P.T. (1958): Kessler Hubert: Az örök éjszaka világában. – Hidrológiai Közlöny, 38. évf. - Ráday Ödön (1956): A Kossuth-barlangban. Feltárták a jósvafői Nagy Tohonya-forrás barlangrendszerét. – Természetjárás, április. - Ráday Ödön (1999): Tisztelgés Kessler Hubert emléke előtt. – Karszt és Barlang, 1994. I–II. félév. 30–32. old. - Sárváry István (1995): Karsztfolyamatok modellezése. – Karszt- és Barlangkutatás, X. évf. (1981–1995), 269–276. old. - Sárváry István (2007): A karszthidrológiai kutatás kezdetei, Kessler Hubert munkássága. – MKBT Szakmai Napok, Jósvafő, 11–16. old. - s./árváry/ m./árta/ (1983): A Magyar Nemzet megkérdezte Mikor nyitják meg a Szemlőhegyi barlangot? – Magyar Nemzet, január 18. - (sárvári /Márta/) (1985): Tapolca. Mélyből fakadó gyógyulás. – Magyar Nemzet, július 5. - (s./árváry/ m./árta/) (1986): Rehabilitációra is alkalmas. Megnyitották a Szemlőhegyi barlangot. – Magyar Nemzet, október 31. - Sárváry Márta (1987): 1989-ben világkongresszus Magyarországon. Barlangtábori kis trakta. – Magyar Nemzet, augusztus 7. péntek - (sárvári /Márta/) (1988): Tíz napig a mélyben. Expedíció a Baradla-barlangban. – Magyar Nemzet, január 13. - Schirmer Gerhard (1972): Dr. Hubert Kessler: „Das Aggteleker Höhlengebiet. – Österreichische Bergsteiger-Zeitung, április, Wien - Schmidt Eligius Robert (1957): Dr. Kessler H.: Das Aggteleker Höhlengebiet /Nordungarn/. – Karszt- és Barlangkutatási Tájékoztató, január–június. 41. old. - Schőnviszky László (1937): A Pilis hegység barlangjai. – Turisták Lapja, 49. évf. 148–151. old. - Schőnviszky László (1961): Kessler Hubert: Föld alatti ösvényeken. – Karszt- és Barlangkutatási Tájékoztató, november. 17–18. old. - Schőnviszky László (1962): Jakucs – Kessler: A barlangok világa. – Karszt- és Barlangkutatási Tájékoztató, 8–10. füz. 176–177. old. - Schőnviszky László (1963): Kessler Hubert – Megay Géza: Lillafüred barlangjai. – Karszt- és Barlangkutatási Tájékoztató, 7–8. füz. 154. old. - Schulte Hans-Jochem (1971): Speläologen-Kongress in Ennepetal beendet. Aerzte fordern eine medizinisch „notwendige Mindestbetreuung!” – Westfälische Rundschau, september 27. nr. 223. - Seifert Hans (1937): H. Kessler: Die Aggteleker Höhle: ein 20 km langes unterirdisches Entwasserungssystem. Mitteilungen über Höhlen- und Karstforschung, Gravenhage, 104. old. - Soós Péter (1984): Barangolás a Baradlában. Aggtelek. – Magyar Nemzet, július 8. vasárnap, 10. old. - Spányi István (1956): Hubert Kessler: Das Aggteleker Höhlengebiet (Nordungarn) Megyei Tanács Idegenforgalmi Hivatala, Miskolc. 197–199. old. - Spányi István (1957): Kessler Hubert: Das Aggteleker Höhlengebiet (Nordungarn). – Földtani Közlöny, 197–199. old. - Sujtó Béla /S. B./ (1941): Kessler Hubert dr.: Az Aggteleki barlang leírása és feltárásának története. – Turisták Lapja, 53. évf. 99. old. - Szablyár Péter (1999): JÓSVAFŐ – település a világörökséggé nyilvánított barlangok kapujában. – Aggteleki Nemzeti Park Igazgatóság, 52 old. - Szablyár Péter (1992): Kossuth nyomában Aggteleken. – TermészetBúvár, 6. sz. 23. old. - Szablyár Péter (1995): Adatok néhány Jósvafő környéki barlang agyagkitöltéseiről. Karszt- és Barlangkutatás, X. évf. (1981–1995), 113–124. old. - Szablyár Péter – Szmorad Ferenc (2000): Jósvafő – település a források és barlangok völgyében. – Jósvafő, Önkormányzat 196 old. - Szablyár Péter (2000): A gellérthegyi Aragonit-barlang. – Élet és Tudomány, LV. évf. 50. sz. december, 1577–1579. old. - Szablyár Péter – N. Kósa Judit (2002): Föld alatti Buda. – Városháza Kiadó, Budapest. 60 old. - Szablyár Péter (2004): Föld alatti Magyarország. – Panoráma Könyvkiadó, Budapest. 208 old. - Szabó Pál Zoltán (1954): Hozzászólás. Kessler Hubert: "A karsztból tartósan kitermelhető vízmennyiség és a beszivárgási százalék megállapítása" című előadásához. – Hidrológiai Közlöny, 34. évf. 5–6. sz. 221–222. old. - Szabó Pál Zoltán (1961): A Mecsek és a Villányi-hegység barlangjai. – Karszt- és Barlangkutató, 1. félév. 3–20. old. - (szabó) (1988): Barlangkutató expedíció. Tíz nap a föld alatt. – Esti Hírlap, január 12. kedd - Szatmári Gábor (1958): Elfelejtett „virágoskert” a föld alatt. Kevés beruházással idegenforgalmi érdekességgé lehetne tenni Budapest egyik új barlangját. – Esti Hírlap, március 7. - (szentiványi) (1958): Viperák és skorpiók között az albán Karsztokban. Magyar kutatók tervei alapján rendezik Albánia ivóvíz- és iparivíz-ellátását. – Népszava, szeptember 26. - Székely Kinga (1978): Tiszteleti tagok. – Karszt és Barlang, I–II. félév. 68. old. - Székely Kinga – Hromas Jaroslav (1989): Barlangok a képzőművészetekben. – Magyar Karszt- és Barlangkutató Társulat - Székely Kinga – Hazslinszky Tamás (1999): Dr. Kessler Hubert, 1907–1994. – Karszt és Barlang, 1994. I–II. félév. 17–28. old. - Székely Kinga (2000): A Baradla-barlang jósvafői szakaszának felfedezése és bekapcsolása az idegenforgalomba. – In: Szablyár Péter – Szmorad Ferenc: Jósvafő, Település a barlangok és források völgyében, 136–145. old. - Székely Kinga szerk. (2003): Magyarország fokozottan védett barlangjai. – Mezőgazda Kiadó, 426 old. - Székely Kinga (2004): Baradla-barlang. Az Aggteleki Nemzeti Park természeti értékei 1. – Aggteleki Nemzeti Park Igazgatóság, 28 old. - Székely Kinga (2005): Időutazás a cseppkövek birodalmában. Baradla. – Aggteleki Nemzeti Park Igazgatóság, 120 old. - Székely Kinga (2007): 100 éve született dr. Kessler Hubert aki a Törőfej-völgyben turistaparadicsomot alakított ki. – Jósvafői Hírmondó - Székely Kinga (2007): 100 éve született dr. Kessler Hubert. – MKBT Szakmai Napok, Jósvafő, 17–27. old. - (sz.gy.) (1964): Föld alatti obszervatórium. – Népszava, március 8. - Szenes Imre (1965): Három interpelláció – választópolgároktól. – Népszava, február 5. - Sz./enes/ I./mre/ (1965): Képviselői válasz egyik interpellációnkra. – Népszava, február - Szenes Imre (1965): Mire költsük most a milliókat? – Népszava, június 27. - Szikszay Tibor (1973): Gyógyászati lehetőségek Magyarország barlangjaiban. – Magyar Nemzet, szeptember 5. szerda - Szöllösi Ferenc – Szücs Gábor (1984): Kincset érő üregek. Hasznosíthatók-e a barlangok? Bejutunk a Szemlő-hegybe? Gyógyító levegő. – Esti Hírlap, ? 20. - Szöllősi Ferenc (1985): Budapesti barlangkörkép. – Népszabadság, június 19. 4. old. - Szöllössy Jenő /Sz.J./ (1942): Kessler Hubert: Barlangok mélyén. – Turisták Lapja, 54. évf. 118. old. - Szőnyi Zoltán (1965): Víz, víz... – Ludas Matyi, augusztus 5. - Szunyogh Gábor (1985): Kessler Hubert – Mozsáry Gábor: Barlangok útjain, vizein. – Karszt és Barlang, I–II. félév. 72. old. - Szunyogh Gábor (1995): A Jósvafői Tájház barlangtani kiállításának megnyitó beszéde. – Karszt- és Barlangkutatás, X. évf. (1981–1995). 129–130. old. - Szüts Dénes (1982): Áthatoltak az aggteleki szifonon. Föld alatti „határsértők”. Dr. Kessler Hubert, egy fél évszázados barlangkutatói sikerről. – Hétfői Hírek, 26. évf. 35. sz. augusztus 30. hétfő - Tabák Anna (1975): Kórház a barlangban. – Népszava, március 16. - Takácsné Bolner Katalin (1998): Az Aggteleki-karszt barlangjai. Világörökség a föld mélyén.; Word Heritage. Caves of Aggtelek Karst. – Aggteleki Nemzeti Park, Jósvafő. 60 old. - Takácsné Bolner Katalin (1007): Szemlő-hegyi-barlang. – Duna-Ipoly Nemzeti Park Igazgatóság, 24 old. - T. J. (Tardy János) (1979): Az UIS Barlangterápiai Szakbizottsága... – MKBT Műsorfüzet, január–február. 8. old. - T. J. (Tardy János) (1980): Az UIS Szpeleotherápiai Szakbizottsága... – MKBT Műsorfüzet, január–február. 6. old. - Tardy János (1999): Búcsú Kessler Huberttől. – Karszt és Barlang, 1994. I–II. félév. 29. old. - T. K. (1978): Barlangi séta – zenekísérettel. – Népszava, szeptember 17. - Tasnádi-Kubacska András (1945): Levél (Teleki Géza). – Gépirat, június 9. Természettudományi Múzeum Tudománytörténeti Gyűjtemény, 5 old. - Tekenős Péter (1987): Barlangolás. – Füles, 31. évf. 41. (1603) sz. október 9. - Tózsa István (1988): Alvilági vizeken. – Élet és Tudomány, 5. sz. 146–147. old. - Töreki László (1963): Asztmás betegek gyógyhelye? Mire jó a tapolcai tavasbarlang? – Napló, február 20. - Török Éva (1977): Barlangértékeink. – Természet Világa, november. - Hubert Trimmel (1959): Hubert Kessler: Az örök éjszaka világában. – Die Höhle, 4. Wien - Hubert Trimmel (1994): In memoriam dr. Hubert Kessler. – Die Höhle, 45. jahr. heft 1. Wien. 21. old. - Tulogdy János (1935): Az Aggteleki Baradla Cseppkőbarlang. – Erdély, 32. évf. 59. old. Kolozsvár. - Tulogdy János (1936): Külföldi Hírek. Az Aggteleki cseppkőbarlangnak... (bemutatója, Kessler Hubert esküvője, BETE vándorgyűlése a Solymári-barlangban.) – Erdély, 33. évf. 23. old. Kolozsvár. - Tulogdy János (1943): A révi Zichy-barlang felfedezésének és feltárásának története. – Erdély, 40. évf. 168–173, 186–189. old. Kolozsvár. - Vajna György (1975): Feléledhet-e a tatai forrásvilág? – Tatai Tükör, 2. sz. - Vándor Pál (1971): Hogyan gyógyít egy barlang. – Népszava, augusztus 15. - V.M. (1989): Kár a radonért! Mélybe veszett vagyon. – Vasárnapi Hírek, október 15. - Vígh Gyula /Dr. V. Gy./ (1933): Az Aggtelek-Hosszúszói új óriás barlangrendszerről... (tartott előadást Kessler Hubert.) – Turistaság és Alpinizmus, 23. évf. 151. old. - Vigyázó János (1932–1935): Emlékirat az Aggteleki cseppkőbarlangról. – Gépirat, ANP Archívum - Vigyázó János /V.ó./ (1934): Rádió-előadás. (Kessler Hubert előadása.) – Turistaság és Alpinizmus, 24. évf. 26. old. - Vörös Tihamér (1944): A Magyar Turista Szövetség jósvafői „Mátyás király” turistaszállójának avatása. – Turista Értesítő IX. (XIX.) évf. 7. sz. július. 73–74. old. - Vukov Péter (1982): Budapeŝto – la ĉefurbo de la grotoj. – Heroldo de Esperanto, december 28. - -yc- (1965): Nincs tenger Budapest alatt. – Esti Hírlap, október 26. kedd - Zákonyi Ferenc (1952): Hévíz küzdelme a jó ivóvízért, végetért! – Veszprémmegyei Népújság, március 19. - Zákonyi Ferenc (1961): A Tapolcai tavasbarlang a bécsi kongresszuson. – Veszprémmegyei Napló, január 7. - Zsembery Gyula /Zs.Gy./ (1935): Az ABC (Aggteleki Baradla cseppkőbarlang) hírei. – Turistaság és Alpinizmus, 25. évf. 126. old. - Zsembery Gyula (1940): A Magyar Turista Szövetség... – A Magyar Turista Szövetség Értesítője V. (XV.) évf. 7. sz. július 15. 109–111. old. - Zsembery Gyula (1940): A Baradla Nagybizottság... – A Magyar Turista Szövetség Értesítője V. (XV.) évf. 7. sz. július 15. 111–112. old. - Zsembery Gyula (1941): Felhívás. – A Magyar Turista Szövetség Értesítője VI. (XVI.) évf. 8. sz. augusztus 15. 72. old. - – (1932): Egy magyar mérnök felfedezte az aggteleki cseppkőbarlang és a megszállt területi Domica összefüggését. – Magyarság, október 4. kedd. - – (1933): A Bánhida melletti... – Pesti Hírlap, június 15. - – (1933): Újabb barlangot fedeztek fel az óbudai Ferenchegyben. – Magyarság, október 6. - – (1933): A Magyar Barlangkutató Társulat 1933. év április 24-én... – Barlangvilág, 3. évf. 2. füz. 22–23. old. - – (1933): Kessler Hubert... igen értékes munkát végzett a közelmúltban Aggtelek környékén. – Budai Hírlap, augusztus 26. - – (1933): Barlangi mintatúrát... (vezetett a Pálvölgyi-barlangba Kessler Hubert.) – Turistaság és Alpinizmus, 23. évf. 365. old. - – (1933): A Postumiai cseppkőbarlang... (kezelését tanulmányozta Kessler Hubert.) – Turistaság és Alpinizmus, 23. évf. 365. old. - – (1935): A megfiatalodott Aggteleki cseppkőbarlang. – Rádió Élet, VII. évf. 31. sz. július 26. 8, 21. old. - – (1935): Keszler (!) Hubert, az aggtelek-jósfai (!) cseppkőbarlang... Paradicsom-termében tartotta esküvőjét Szekula Máriával. – Képes Pesti Hírlap, november 12. Budapest - – (1935): Kessler Hubert esküvője a Baradlában... – Magyar Turista Élet, 3. évf. 21. sz. 5. old. - – (1935): A Pálvölgyi cseppkőbarlangból... (Kessler Hubert helyszíni rádióközvetítést adott.) – Magyar Turista Élet, 3. évf. 11. sz. 2. old. - – (1936): Horthy Miklós kormányzó ünnepélyesen nyitotta meg az aggteleki Baradla-cseppkőbarlang villannyal megvilágított szakaszait. – Pesti Hírlap, május 23. - – (1936): Új korszakot nyitott meg a Nagybaradla életében a kormányzói látogatás. – Magyar Turista Élet, 4. évf. 10. sz. 3–4. old. - – (1936): Az aggteleki cseppkőbarlang újabb páratlan látványossággal gazdagodott. Uj Magyarság, augusztus 24. Budapest - – (1936): Az Aggtelek-Jósvafői Baradla Cseppkőbarlangban... (új részt talált Kessler Hubert a Labirintustól Ny-ra.) – Turisták Lapja, 48. évf. 352. old. - – (1936): Kibővítik a tapolcai tavasbarlangot. – Tapolcai Ujság, november 1. 3. old. - – (1937): Kessler Hubert vizsgálja ismét a tapolcai barlangok állapotát. – Tapolcai Ujság, november 21. 2. old. - – (1937): Két levél. – Természetbarát, 25. évf. 3–4. sz. 5–6. old. - – (1937): Megkezdődött a kórház alatti barlang feltárása. Kessler barlangkutató-mérnök vezeti a munkálatokat. – Tapolcai Ujság, december 5. - – (1937): Készül a Baradla 1:500 arányú részletes térképe. – Turisták Lapja, 49. évf. 256. old. - – (1937): Bensőséges bokrétaünnepély Aggteleken. – Magyar Turista Értesítő, 5. évf. 21. sz. 3. old. - – (1937): Az aggteleki menedékházért. – Magyar Turista Értesítő, 5. évf. 4. sz. 2. old. - – (1937): Még ez évben rendezzük be az aggteleki menedékházat! Mit mond a Turista Szövetség pénztárosa? – Magyar Turista Értesítő, 5. évf. 22. sz. 5. old. - – (1937): A kormányzó, a kormány tagjai és a turisták adományaiból megkezdődött az aggteleki menedékház építése. – Magyar Turista Értesítő, 5. évf. 6. sz. 3. old. - – (1937): Az egész magyar társadalom támogatja az aggteleki menedékház építését. – Magyar Turista Értesítő, 5. évf. 5. sz. 3–4. old. - – (1937): Fontos lépés a Baradla érdekében. Olcsó menettérti jegyet ad a MÁV. – Magyar Turista Értesítő, 5. évf. 11. sz. 2. old. - – (1937): Újabb leletek a Denevérági bejárat áttörésénél. – Turisták Lapja, 49. évf. 256. old. - – (1937): Újabb kőkori leletek a Baradla aggteleki szakaszában. – Turisták Lapja, 49. évf. 72. old. - – (1937): Tető alatt az aggteleki menedékház. – Magyar Turista Értesítő, 5. évf. 19. sz. 12. old. - – (1937): Megnyílt a Baradla Retek-ága is. – Magyar Turista Értesítő, 5. évf. 11. sz. 5. old. - – (1937): A MTSZ Baradla Nagybizottsága... – Turisták Lapja, 49. évf. 167–168. old. - – (1937): November 7.: az aggteleki menedékház bokrétaünnepélye. – Magyar Turista Értesítő, 5. évf. 20. sz. 9. old. - – (1937): Vermischten Nachrichten. Ungarn. Grabungsarbeiten inder Tropfsteinhöhle von Aggtelek. Mitteilungen über Höhlen- und Karstforscher, 143. old. st. Gravenhage - – (1937): Tavak egy város alatt. Kessler Hubert és Budinszky Sándor helyszíni közvetítése a tapolcai barlangokból július 27-én. – Új Magyarság Rádiója, július 25–31-ig. - – (1938): Befejezték a kórházi barlangmunkálatokat. – Tapolcai Ujság, 20. évf. 12. sz. március 20. - – (1938): Aggtelek – A világ legnagyobb cseppkőbarlangja. – Képes Vasárnap, december 4. 10–11. old. - – (1938): Az aggteleki barlang új cseppkőcsodái. – A Pesti Hírlap Képes Vasárnapja, 60. évf. 37. sz. 8–9. old. - – (1938): Elkészült az első film az Aggteleki-cseppkőbarlangról. – Magyar Turista Élet, 6. évf. 5. sz. 2. old. - – (1939): Az Aggteleki-cseppkőbarlang 1938. évi zárszámadása. 1939. évi költségirányzata. – Turisták Lapja 51. évf. 115–116. old. - – (1939): Autóbuszjárat Kassáról az aggteleki barlanghoz. – A Magyar Turista Szövetség Értesítője IV. (XIV.) évf. 3. sz. március 15. 66–67. old. - – (1939): A Magyar Turista Szövetség... – A Magyar Turista Szövetség Értesítője IV. (XIV.) évf. 10. sz. október 15. 147. old. - – (1939): A Magyar Turista Szövetség Bizottságai 1939–1941. – A Magyar Turista Szövetség Hivatalos Értesítője IV. (XIV.) évf. 4. sz. április 15. 75. old. - – (1939): Aggteleken... – A Magyar Turista Szövetség Értesítője IV. (XIV.) évf. 5. sz. május 15. 104. old. - – (1939): A Magyarországi Kárpát Egyesület... – A Magyar Turista Szövetség Értesítője IV. (XIV.) évf. 7. sz. július 15. 122. old. - – (1939): Természetvédelem. – A Magyar Turista Szövetség Értesítője IV. (XIV.) évf. 10. sz. október 15. 149. old. - – (1940): A Magyar Turista Szövetség... – A Magyar Turista Szövetség Értesítője V. (XV.) évf. 1. sz. január 15. 7. old. - – (1940): A Magyar Turista Szövetség arcképes igazolványával bíró turisták utazási és egyéb kedvezményei. – A Magyar Turista Szövetség Értesítője V. (XV.) évf. 3. sz. március 15. 50. old. - – (1940): A jégkorszakbeli ősember tűzhelyére bukkantak Aggteleken. – Magyar Turista Értesítő, 8. évf. 6. sz. - – (1940): Nagyfontosságú őskori lelet az Aggteleki-cseppkőbarlangban. Megtalálták a jégkorszakbeli ősember tűzhelyét. – Pesti Hírlap, január 25. - – (1942): Dr. Kessler Hubert: "Barlangok mélyén"... – Magyar Turista Értesítő, 10. évf. 11. sz. 7. old. - – (1942): Ungarische Höhlenforschung.(Kessler, H.: In der Tiefe der Höhlen. Bespr.) – Ungarn, 3. Jg. 508–509. old. - – (1942): Rádió a föld gyomrából. – Magyar Turista Élet, 10. évf. 19. sz. 7. old. - – (1943): Érdekes és tanulságos előadásokat tartott Dr. Kessler Hubert Rozsnyón (a Baradláról). – Rozsnyói Híradó, április 25. Rozsnyó - – (1944): Újabb kutatások az Abaligeti cseppköves barlangban. (Kessler részéről.) – Hegymászósport, 1. évf. 12. sz. 4. old. december 1. - – (1945): A kultuszminiszter keres egy barlangigazgatót. – I. évf. 173. november 30. péntek - – (1952): Tízmillió forintos megtakarítás karsztvíz feltárásával. – Újítók Lapja, február 20. 12. old. - – (1952): „Ömlik az arany” Cserkeszőlő határában. – Béke és Szabadság, szeptember 28. - – (1952): Cserkeszőlő határában megnyitották hazánk új, legmelegebb, legnagyobb sótartalmú gyógyforrását. – Szabad Nép - – (1952): Kessler Hubert a VITUKI mérnökgeológusa. (képaláírás). – Esti Budapest, december 30. - – (1955): A Közeljövőben... – Esti Budapest, december 10. - – (1955): Mesterséges „felhőszakadás” Aggteleken. – Szabad Nép, december 6. - – (1955): Hírek képekben. – Esti Budapest, október 5. - – (1956): Új barlangrendszert fedeztek fel Jósvafőn. – Szabad Nép, február 14. kedd - – (1956): Eddig ismeretlen... – Esti Budapest, február 16. - – (1956): Új természeti kinccsel gazdagodott megyénk. – Északmagyarország, február 19. vasárnap - – (1956): Föld alatti barlangfürdő Miskolc-Tapolcán. – Szabad Nép, május - – (1957): Munkába kezdett a Balaton első korszerű kutatóhajója. – Népakarat, augusztus 19. - – (1957): Megkezdte munkáját a Balaton első kutatóhajója. – Népszabadság, augusztus 19–20. - – (1958): Das Aggteleker... – Természetjárás, január - – (1958): „Szemléltető eszközök” a föld alatt. – Népszabadság, május 16. - – (1958): Vízszerzés új módszerrel. – Népszabadság, június 24. - – (1958): Elkészült a magyar vízkutatók javaslata Tiranna korszerű vízellátására. – Népszabadság, október 24. péntek - – (1958): Az Albán Népköztársaság budapesti nagykövetének sajtófogadása. – Népszabadság, november 22. szombat - – (1958): Magyarok Albániában. – Természetjárás, október - – (1959): Rövidesen megnyílik az ország első barlangfürdője Miskolc-Tapolcán. – Népszabadság, április 30. csütörtök. - – (1959): Néhány nap múlva megnyílik a miskolci barlangfürdő. – Esti Hírlap, május 7. - – (1959): Gemeimsam mit dem Landesverein für Höhlenkunde – Salzburg. – Salzburg, V. 29. - – (1959): Hordozható folyadékellenállás-mérő. – Műszaki Élet, 11. október 1. - – (1960): Fontos közlemény a miskolci ivóvíz javításáról. – Északmagyarország, április 10. - – (1961): Tatán... – A Vöröskereszt Családi Lapja, szeptember - – (1961): A nemzetközi barlangkutató kongresszusról... – Magyar Nemzet, december 16. - – (1962): Emlékérmek, emléklapok kiadása. – Karszt és Barlang, I. félév. 42. old. - – (1964): Páratlan obszervatóriumot... – Népszabadság, szeptember 12. szombat - – (1964): Obszervatórium a Gellérthegy gyomrában. – Északmagyarország, szeptember 1. - – (1965): A Tohonya-völgy rejtélye. – Hétfői Hírek, május 31. - – (1965): Még sincs „forró tenger” a főváros alatt? – Népszava, október 27. - – (1966): Új gyógyforrást tártak fel a Gellérthegy tövében. – Népszabadság, június 8. szerda - – (1966): Egynapos gyógyforrás. – Esti Hírlap, június 8. szerda - – (1966): Forrásvizsgálatok a Gellérthegy belsejében. – Magyar Nemzet, január 30. - – (1966): Negyven fokos gyógyvíz tört fel... – Magyar Nemzet, június 8. - – (1967): Terv a budai „szökevényforrások” hasznosítására. – Népszabadság, január 24. kedd - – (1967): Eredményes kutató fúrások a gellérthegyi sziklák tövében. – Magyar Nemzet, január 24. - – (1968): Budapest föld alatti természeti kincseiről... – Népszabadság, február 20. - – (1968): Gyógyvízkészleteink tartalékairól... – Népszabadság, február 24. - – (1968): A gellérthegyi gyógybarlang és a szökevényforrások. – Magyar Nemzet, február 25. vasárnap - – (1968): A budai gyógybarlang megvalósításáról... – Magyar Nemzet, február 24. - – (1968): Nagy gyógyvíztartalékok Budán. Feltárták a Gellérthegy gyógyhatású barlangrendszerét. – Népszabadság, március 12. kedd - – (1969): Kutatóalagút a Gellérthegy alatt. – Népszabadság, február 12. - – (1969): Minden bizonnyal... – Népszabadság, március 9. - – (1969): Labirintus a város szívében. – Népszava, február 13. - – (1970): Aggtelek-Jósvafő. – Idegenforgalom, augusztus - – (1970): Expedíció a mélységbe. – Képes Újság, szeptember 26. 15–17. old. - – (1970): Tizenkét kilométeres barlangrendszer. Csodálatos világ a budai Várhegy alatt. – Magyar Hírlap, október 26. hétfő - – (1971): Az ország legmélyebb barlangjának feltárására készülnek. – Magyar Nemzet, január 8. - – (1971): Az ország legmélyebb barlangjának feltárására készülnek Borsodban. – Népszabadság, január 8. - – (1971): A bódvaszilasi zsomboly. – Népszava, július 6. - – (1971): Barlangok a gyógyítás szolgálatában. – Népszava, október 12. - – (1971): Ausbau des Kurzentrums geplant. – Westfälische Rundschau, september 24. nr. 221. - – (1971): Internationaler Kongress der Speläologen eröffnet. – Westfälische Rundschau, sept, 25. - – (1971): Speläologen-Kongress will Vorurteile der Schulmedizin abbauen. – Westfälische Rundschau, sept, 25./26. nr. 222. 27. - – (1971): Für kranke Menschen der ganzen Welt. – Gevelberger-Ennepetaler Zeitung, szeptember 27. - – (1972): Gyógyító barlangok. – Fejérmegyei Hírlap, szeptember 29. - – (1972): Barlangok a gyógyítás szolgálatában. – ? - – (1974): Barlangok világa. – Ifjúsági Magazin, 10. évf. 7. sz. - – (1976): Kessler Huberttel, a Szemlőhegyi barlang felfedezőjével beszélget Pálfy István. – Rádió és televízió újság, 21. évf. február 9–15. - – (1977): Kuckó. – Rádió és Televízió Újság, 22. évf. december 29. - – (1977): Az 1977. évi Pro Natura-díjasok. – Búvár, 32. évf. november, 262. old. - – (1977): Személyi dolgok. Kitüntetés. – MKBT Meghívó. (Az MKBT Meghívó 1977. évi füzeteit átnézve nem találtam benne.) - – (1977): Kessler Hubert: Az Aggteleki barlangrendszer feltárásának érdekességei. – MFT hegymászó Szakosztály Program, december 6. - – (1978): Dísze az aragonit. Megnyitják a Szemlő-hegyi barlangot. – Magyar Nemzet, szeptember 5. - – (1978): Meghívó. – MKBT Meghívó, július–szeptember. 3. old. - – (1978): A Hidrogeológiai Szakosztály előadóülést rendez... – MHT Programfüzet - – (1978): Az örök éjszaka világában... – Magyar Nemzet, március 31. - – (1979): Személyi ügyek. Kitüntetés. – Beszámoló a Magyar Földrajzi Társaság Hegymászó Szakosztályának 1978. évi működéséről - – (1980): Ünnepi megemlékezés. – MKBT Műsorfüzet, november–december. 2. old. - – (1983): Tízen túliak társasága. – Rádióújság, MTV 1, december 8. 17.20 - – (1984): Hasznosíthatók-e a barlangok? Kincset érő üregek. – Esti Hírlap, július 23. hétfő - – (1986): Megnyitották a Szemlő-hegyi barlangot. – Népszabadság, október 31. péntek - – (1987): Átadták az MTESZ díjait. – Magyar Nemzet, december 16. szerda - – (1987): A föld alatti világ kutatója. Dr. Kessler Hubert. – Magyar Nemzet, augusztus 9. - – (1988): Expedíció indul a Baradlába. – Népszabadság, január 13. - – (1988): Expedíció a Baradlába. – Magyar Hírlap, január 13. - – (1988): A föld alatti világ kutatója. – Rádió és Televízió Újság, 32. sz. augusztus 9. - – (1991): Oktatási és kutatási intézmények karszt- és barlangkutató tevékenységének III. országos tudományos konferenciája, 1991. – MKBT Műsorfüzet, május–június. 5–7. old. - – (1993): A Szemlő-hegyi-barlang. – Budai Polgár, szeptember 16. II. évf. 16. sz. - – (1994): Dr. Kessler Hubert... elhunyt. – MKBT Műsorfüzet, március–április. 2. old. |

### Róla
- A magyar hegymászás és turizmus arcképcsarnoka
- Rádai Ödön – Sárváry István: A karszthidrológiai kutatás kezdetei, Kessler Hubert munkássága

### Tőle
- Kessler Hubert: Az örök éjszaka világában
- Kessler Hubert – Mozsáry Gábor: Barlangok útjain, vizein
- Kessler Hubert: Az aggteleki barlang (karakteres változat)
- Kessler Hubert: Az aggteleki barlang (képfájlos változat)
- Jakucs László – Kessler Hubert: A barlangok világa. (Barlangjárók zsebkönyve). Bp. Sport, 1962. (képfájlos PDF 1. rész), (képfájlos PDF 2. rész), (karakteres PDF)